# Zopf

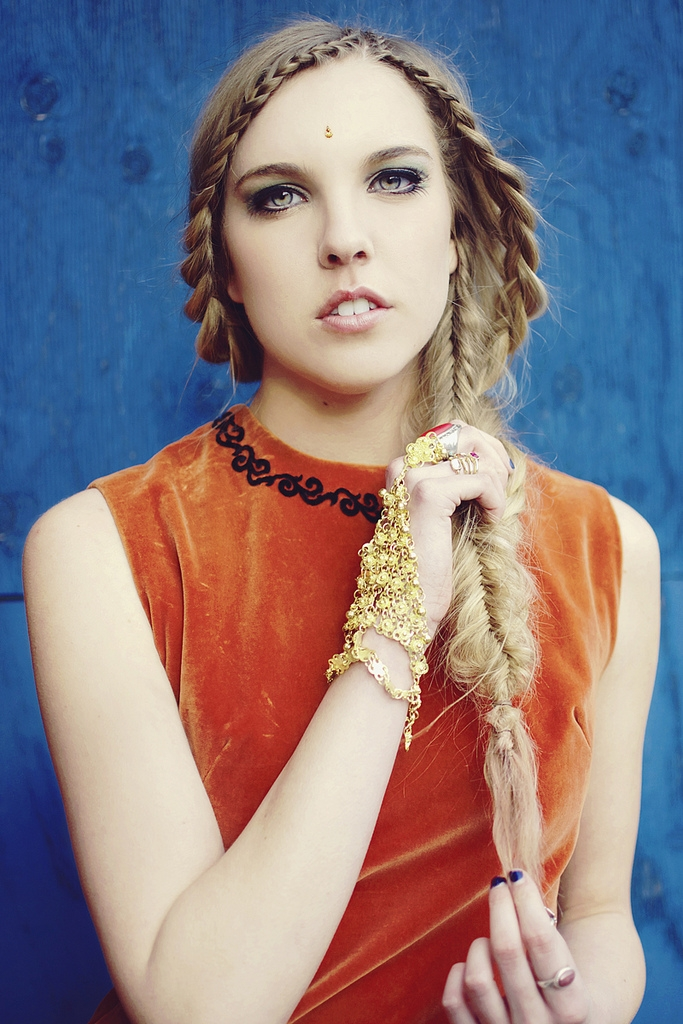
Ein Zopf in Fischgrättechnik; das Gesicht des Models wird von zwei Lace braids umrahmt.

Ein Zopf (auch: Flechte) ist ein Haarstrang, der durch Techniken wie Flechten, Knüpfen, Zwirnen, Verzwirbeln, Zopfen oder Zusammenbinden gestaltet wird, und zwar aus Gründen der Zweckmäßigkeit (Arbeit, Sport, Wind), der Schönheit oder beidem. Diesen unterschiedlichen Techniken entsprechend lassen sich als grundlegende Zopfarten Flecht-, Knüpf-, Dreh-, Zwirbel- und offene Zöpfe unterscheiden. Ein Zopf ist eine Frisur oder Teil einer Frisur.
Frauen und Männer tragen Zopffrisuren seit der Steinzeit. Hochblüten mit hoher technischer Komplexität hat das Haarflechten im Altertum und während der Renaissance erlebt. Auch in Teilen des subsaharischen Afrika bestehen große Traditionen der Flechtkunst. Während Zopffrisuren in vielen anderen Teilen der Welt traditionell auch von Männern getragen werden, waren sie in Europa ab dem Mittelalter meist eine weibliche Angelegenheit. Im 18. Jahrhundert waren Perücke und Zopf in Europa allerdings die männliche Haartracht schlechthin.
Die technischen Möglichkeiten, einen Zopf zu gestalten, sind äußerst vielfältig. Oft – zum Beispiel bei den nigerianischen Yoruba – wurde und wird diese Kunst von Generation zu Generation überliefert. Im 21. Jahrhundert konnte ein Interesse an Zopffrisuren und an Frisiertechniken zum ersten Mal auch dadurch belebt werden, dass im Internet einschlägige Lehrfilme weite Verbreitung gefunden haben.

## Etymologie und Abgrenzung des Begriffs
Das Wort „Zopf“ leitet sich von althochdeutsch zopf ab und bedeutete ursprünglich „Ende“, „Zipfel“, „Haarschopf“ und „Haarbüschel“. Erst im Mittelalter nahm das Wort die Bedeutung der Haarflechte an. Die heutigen Wörter zupfen und Zipfel sind mit Zopf eng verwandt. Das althochdeutsche Wort geht auf das urgermanische *tuppa zurück, das auch dem englischen top („Oberseite“) und dem niederdeutschen Topp (oberes Ende eines Mastes) entspricht. Nach einem Umweg über das Französische gelangte es als Toupet ein zweites Mal ins Deutsche; Toupet bezeichnete ursprünglich einen Wulst von krausem Haar, der über der Stirn liegt. Daher auch die heutige Bedeutung des Wortes toupieren.
In einem engeren Sinne wird unter einem Zopf oft nur ein Flechtzopf verstanden, insbesondere ein hängender Flechtzopf oder ein Flechtzopf während der Bearbeitung. Sobald ein Zopf festgesteckt oder anderweitig verarbeitet ist, spricht man eher von einem Haarkranz, einem Haarknoten oder einer Hochsteckfrisur als von einer Zopffrisur. Auch Ringellocken, wie z. B. die Schläfenlocken orthodoxer Juden, werden auf keinen Fall als Zöpfe bezeichnet, obwohl es sich dabei ebenfalls um ornamentale Haarstränge handelt.

## Kulturgeschichte

### Afrika und Vorderasien
Zöpfe zählen zu den ältesten Frisiertechniken der Welt. Frauen und Männer tragen Zopffrisuren seit der Steinzeit (siehe linearbandkeramische Haartrachten).
Beim Tassili n'Ajjer in der algerischen Sahara entdeckte der französische Ethnologe Henri Lhote 1956 eine Felsenmalerei, die aus der Zeit um 3500 v. Chr. stammt und eine stillende Mutter darstellt, die eine Anzahl eingeflochtener Zöpfe trägt. Ebenfalls in Afrika sind noch heute die Yoruba beheimatet, deren Flechtkunst zu den anspruchsvollsten Frisiertechniken zählt, die je entwickelt worden sind. Die Frisuren der Frauen erreichen extreme Komplexität und erfordern stundenlanges Flechten. Die Yoruba verwenden Flecht-, Knüpf- und Bindetechniken; sie selbst unterscheiden Irun Kiko (Strecken des von Natur aus krausen Haares durch Einflechten steifer Fäden), Irun Didi (straffes Flechten zu filigranen Frisuren) und Irun Biba (loses Flechten). Die Art der Frisur gibt vielfältige Auskünfte über die Trägerin, nicht nur über ihr Alter, sondern etwa auch über ihren Beruf, ihren Sozial- und Familienstatus, ihren Glauben und oft sogar über ihre Stimmung.
Flechtfrisuren sind auch in anderen afrikanischen Kulturen weit verbreitet. Bei den Akan zum Beispiel tragen Mädchen ihr Haar traditionell offen, beginnen es aber zu flechten – und zwar öffentlich –, wenn sie anzeigen wollen, dass sie heranreifen. Bei den Himba tragen umgekehrt die noch nicht geschlechtsreifen Mädchen lange Haarstränge, die sie mit Ocker einreiben. Bei den Massai wiederum trugen traditionell die männlichen Krieger Dreadlocks, die mit Ton rot gefärbt waren.
Aus Bilddarstellungen ist bekannt, dass Zöpfe bereits im Altertum getragen wurden. So sind aus altbabylonischer Zeit idealisierte Darstellungen erhalten, die Frauen mit vielen dicken Zöpfen zeigen. Der syrische Wettergott wurde mit einem Zopf dargestellt, dessen Ende aufgewickelt ist. Nachgewiesen sind lange geflochtene Zöpfe auch bei den Hochlandbewohnern des Reiches Elam. In Marlik und in Assyrien trugen vornehme Männer stattliche geflochtene Bärte. Während die assyrischen Männer ganze Reihen von Zöpfen oder Locken trugen und ihr langes Haar nur hinten offen fallen ließen, steckten Frauen ihr Haar zu Knoten auf.
Auf altägyptischen Darstellungen sieht man Frauen mit Zopffrisuren oder üppigen geflochtenen Perücken. Am unteren Ende waren die feinen Zöpfe häufig mit Perlen und anderem Schmuck verziert. Sprachhistoriker vermuten, dass das in Hieroglyphen gelegentlich dargestellte Wort ḥnkt (henket) „Haarzopf“ oder „Flechte“ bedeutet. Junge Prinzen, später auch Prinzessinnen, hatten den Kopf bis auf einen Teil des seitlichen Haares meist rasiert; diese „Jugendlocke“ wurde geflochten und war das zeitgenössische Symbol der Kindheit. Pharaonen trugen als Ausdruck ihrer Göttlichkeit gelegentlich einen (falschen) geflochtenen Königsbart (Zeremonialbart). Auch im Perserreich wurden Bärte sorgfältig verziert und geflochten.
Frühe textliche Erwähnung fanden Zöpfe in der Bibel, deren Entstehungsgeschichte bis ins 10. vorchristliche Jahrhundert zurückreicht. So liest man im Buch der Richter (16,13f ) die Geschichte des Helden Samson, der seine philistinische Geliebte Delila zu täuschen versucht, indem er vorgibt, seine Stärke könne dadurch bezwungen werden, dass jemand seine „sieben Haarflechten“ mit einem Pflock anbindet. Möglicherweise handelt es sich hier um die Beschreibung der assyrischen Haartracht. In Jesaja (47,2 ) übersetzt Luther einen Ausdruck, der in deutschen Übersetzungen sonst als „Schleier“ wiedergegeben wird, als „Zopf“, nämlich dort, wo der Prophet der allegorischen Tochter Babel droht, sie werde – als Strafe für die Verfolgung Judas – ihre (stolzen) Zöpfe entflechten müssen. In der talmudischen Zeit war das Zöpfeflechten bei Frauen weit verbreitet; so ist in der Rabbinerliteratur (Numeri Rabbah, ix) die Rede von einer Ehebrecherin, die sich vom Priester die allzu verführerischen Zöpfe entflechten lassen muss.

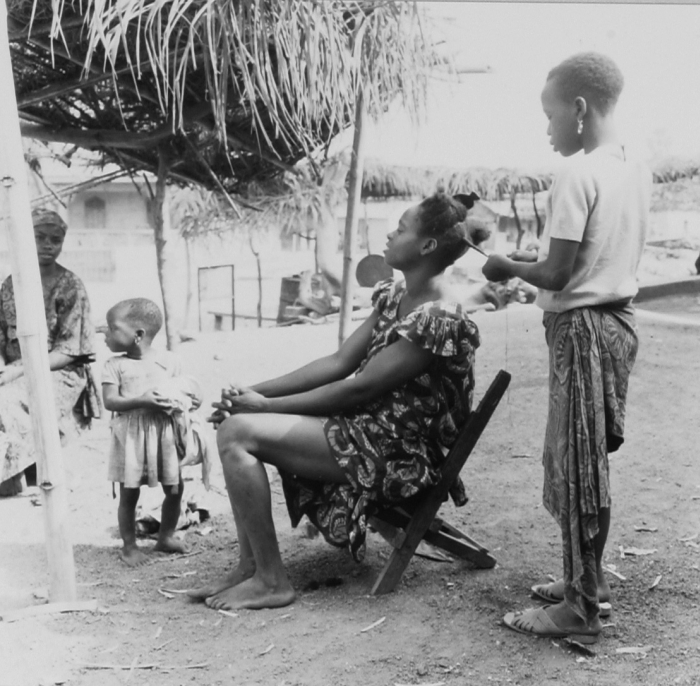
Haareflechten bei den Yoruba (1977)
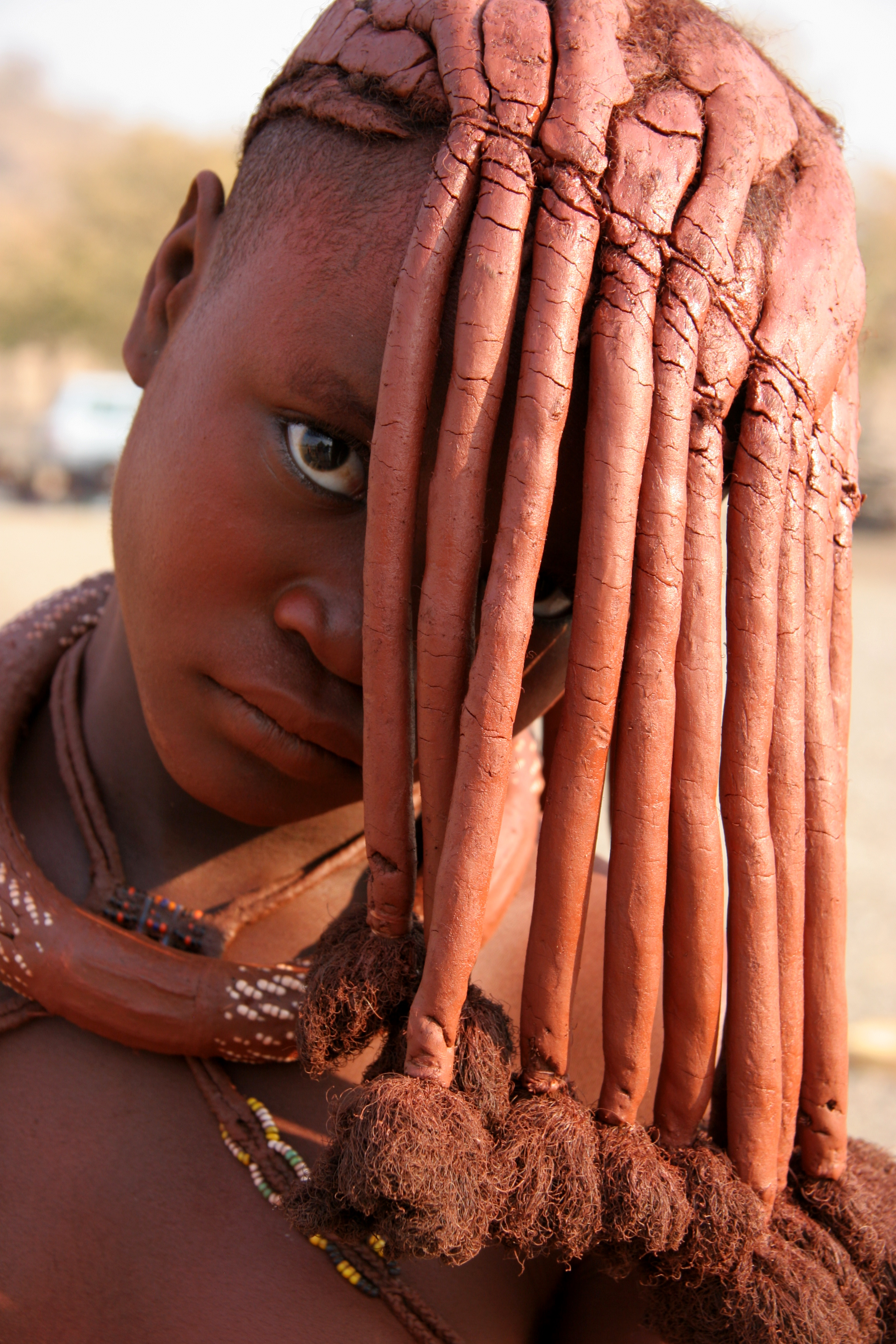
Ein Mädchen der Himba verdeckt mit ihrer Haartracht das Gesicht.
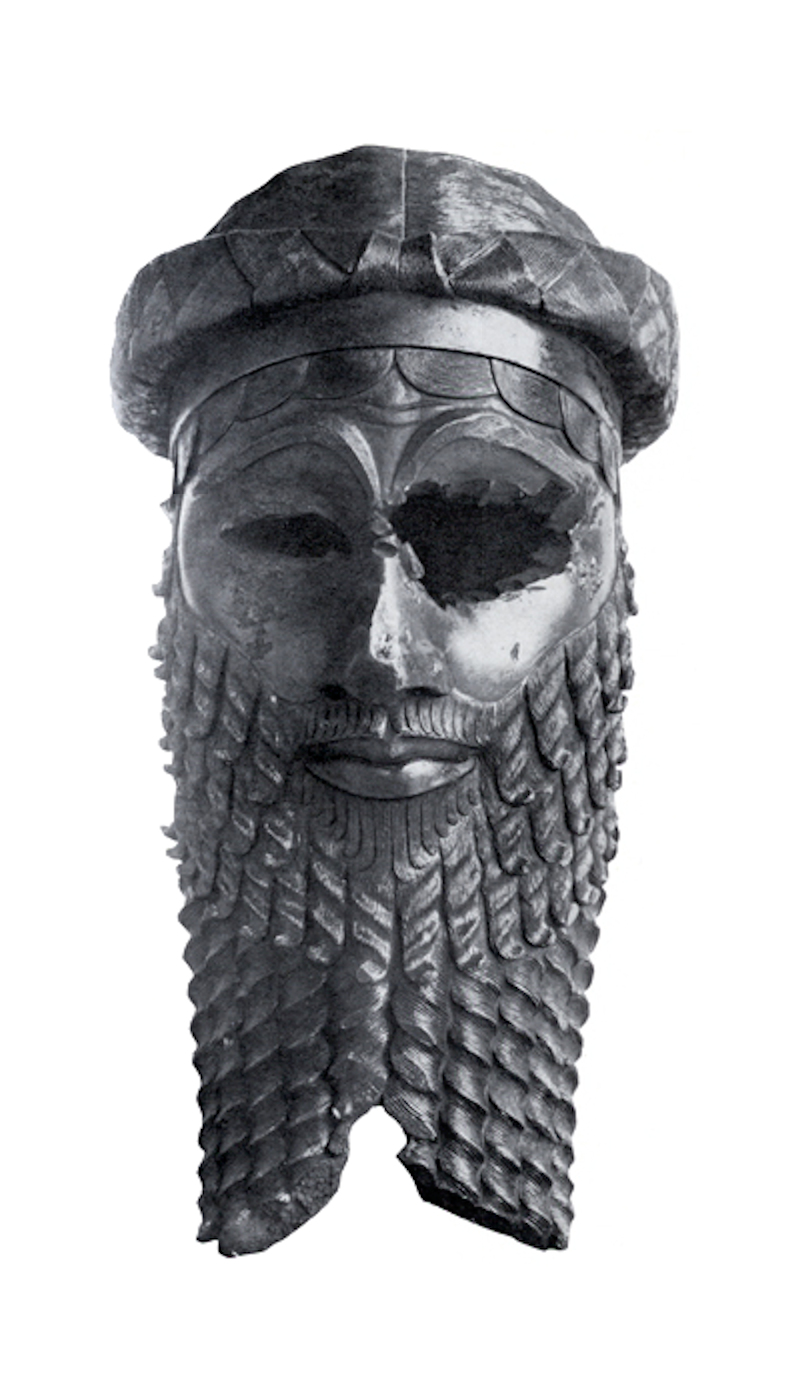
Mesopotamischer König, möglicherweise Sargon von Akkad (3. Jahrtausend v. Chr.), mit geflochtenem Bart
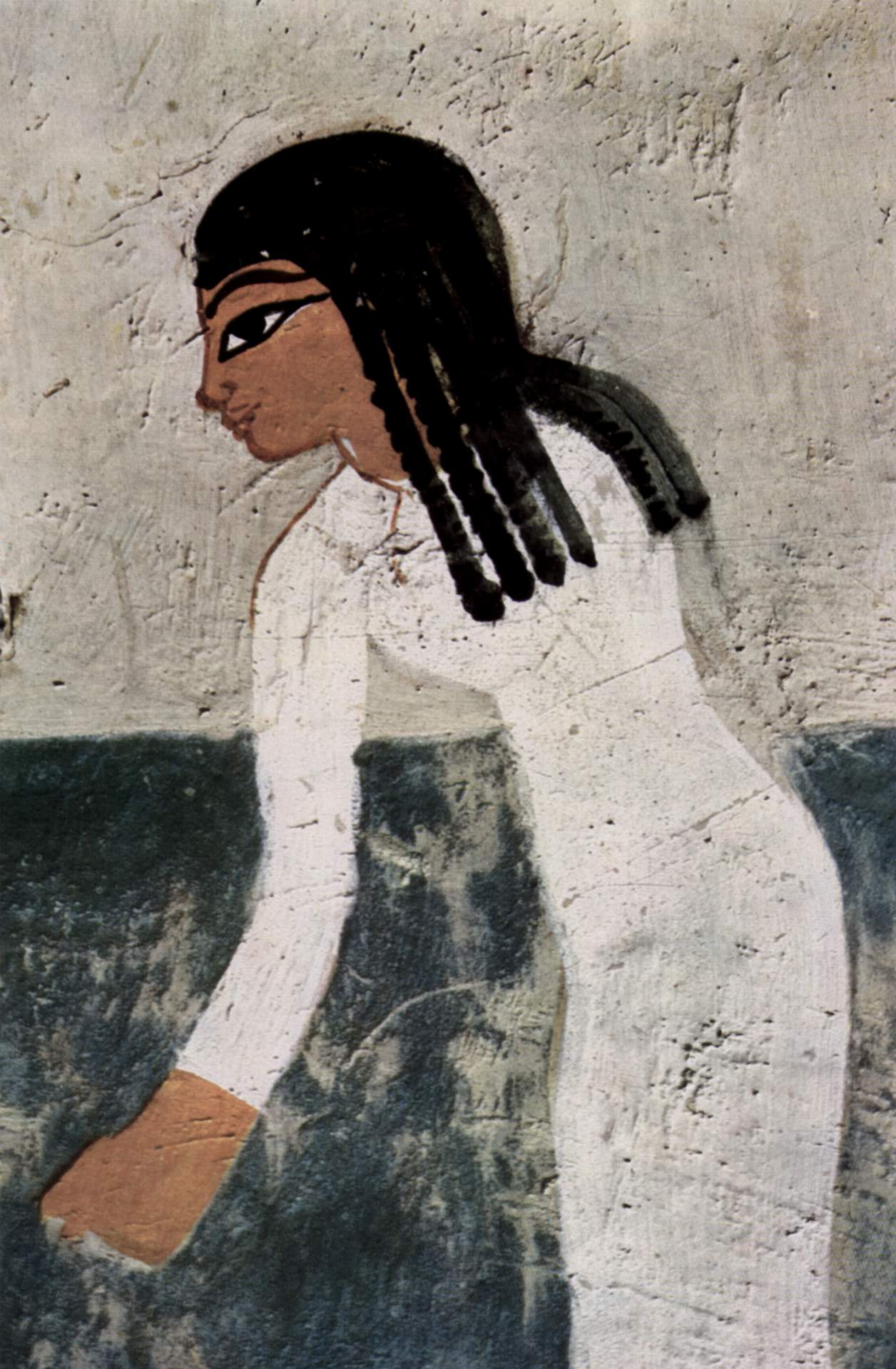
Altägyptische Darstellung einer Zopffrisur
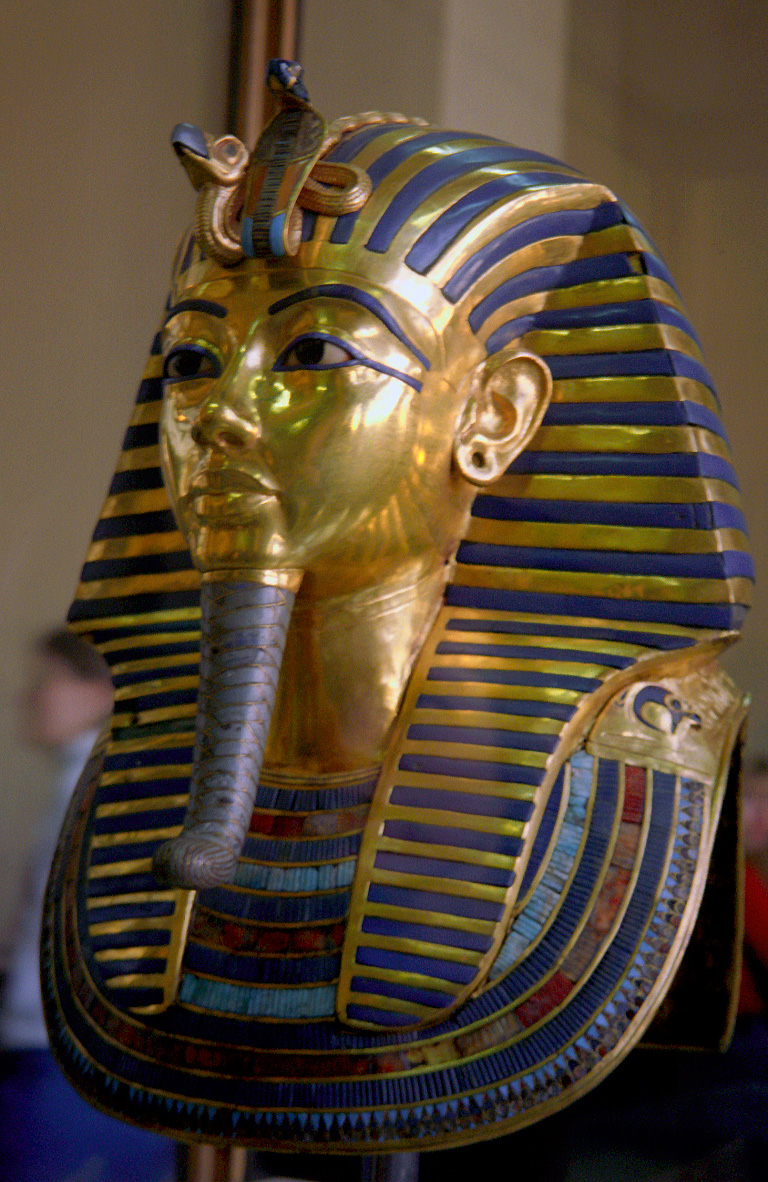
Die Totenmaske von Pharao Tutanchamun (14. Jh. v. Chr.) zeigt einen kunstvoll geflochtenen Bart.
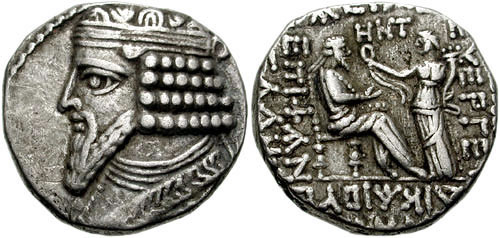
Der Parther-König Gotarzes II. (38 bis 51 n. Chr.) mit einem aufwendig gestalteten Flechtbart

### Europäische Antike
In der minoischen Zeit, der frühesten europäischen Hochkultur, waren lange geflochtene Zöpfe das Kennzeichen verheirateter Frauen. Hoch entwickelt war die Flechtkunst in der klassischen griechischen Zeit, in der die freien Frauen, außer wenn sie in Trauer waren, immer langes Haar trugen; dieses wurde aufwendig und auf sehr vielfältige Weisen frisiert, oft mit geflochtenen Zöpfen, aber auch mit kunstvollen Haarknoten und Hochsteckfrisuren, die mit Bändern gehalten oder mit Diademen geschmückt waren. Der Ilias ist zu entnehmen, dass auch Männer ihr Haar flochten; so ist das Haar des trojanischen Helden Euphorbos, der im 17. Gesang von Menelaos erschlagen wird, mit Gold- und Silberfäden durchflochten.
In Rom trugen viele wohlhabende Frauen ihr Haar, um es üppig aussehen zu lassen, in künstlich gelegten Locken. Weithin verbreitet waren Knotenfrisuren wie der Tutulus oder die Nodus-Frisur (siehe auch: Frauen im Alten Rom). Ebenso trugen Frauen jedoch anspruchsvoll geflochtene Frisuren, besonders in der Zeit von 70 bis 200 n. Chr. Bräute und Vestalinnen trugen die Seni-crines-Frisur, bei der sechs unabhängig geflochtene Zöpfe zu einem Kranz gewunden wurden. In der Zeit Hadrians schmückten auch Männer sich häufig mit einem Nackenzopf.
Im keltischen Raum trugen beide Geschlechter langes Haar. Bei den Frauen waren Zöpfe weit verbreitet und die Flechttechniken vielfältig. In seiner Schrift Germania (frühestens 98 n. Chr.) berichtete Tacitus, dass bei dem germanischen Stamm der Sueben, die westlich der Elbe lebten, die freien Männer einen geflochtenen Haarknoten (Suebenknoten) trugen. Bei den Galliern dagegen trugen die Männer ihr Haar offen, obwohl Albert Uderzo sich von 1959 an die Freiheit genommen hat, viele der gallischen Figuren der Asterix-Comics mit Zöpfen darzustellen.

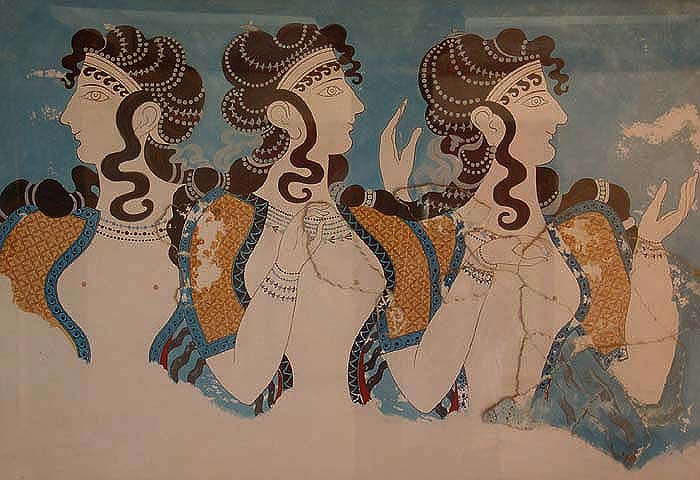
Kretominoische Frauen mit Zöpfen (15. Jahrhundert v. Chr.)
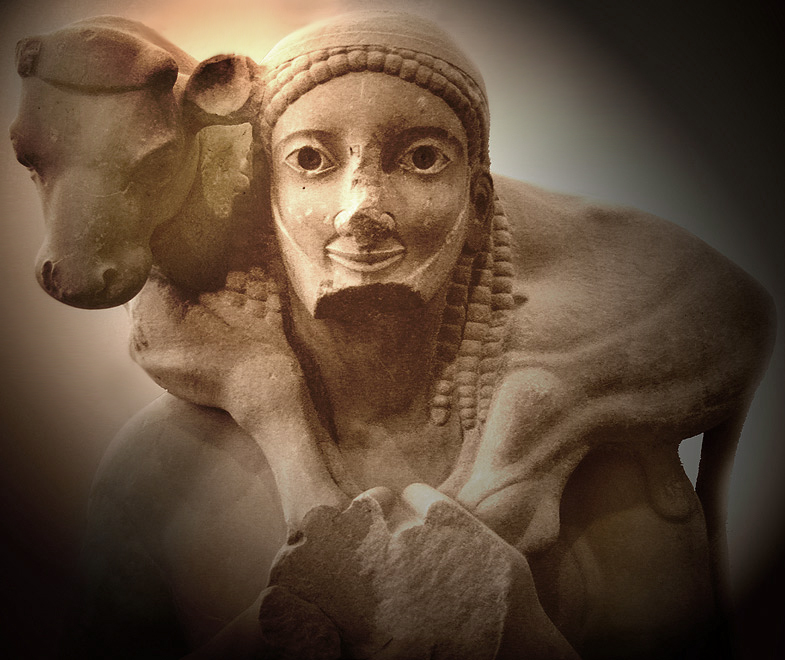
Kalbträger, griechische Statue (6. Jahrhundert v. Chr.)
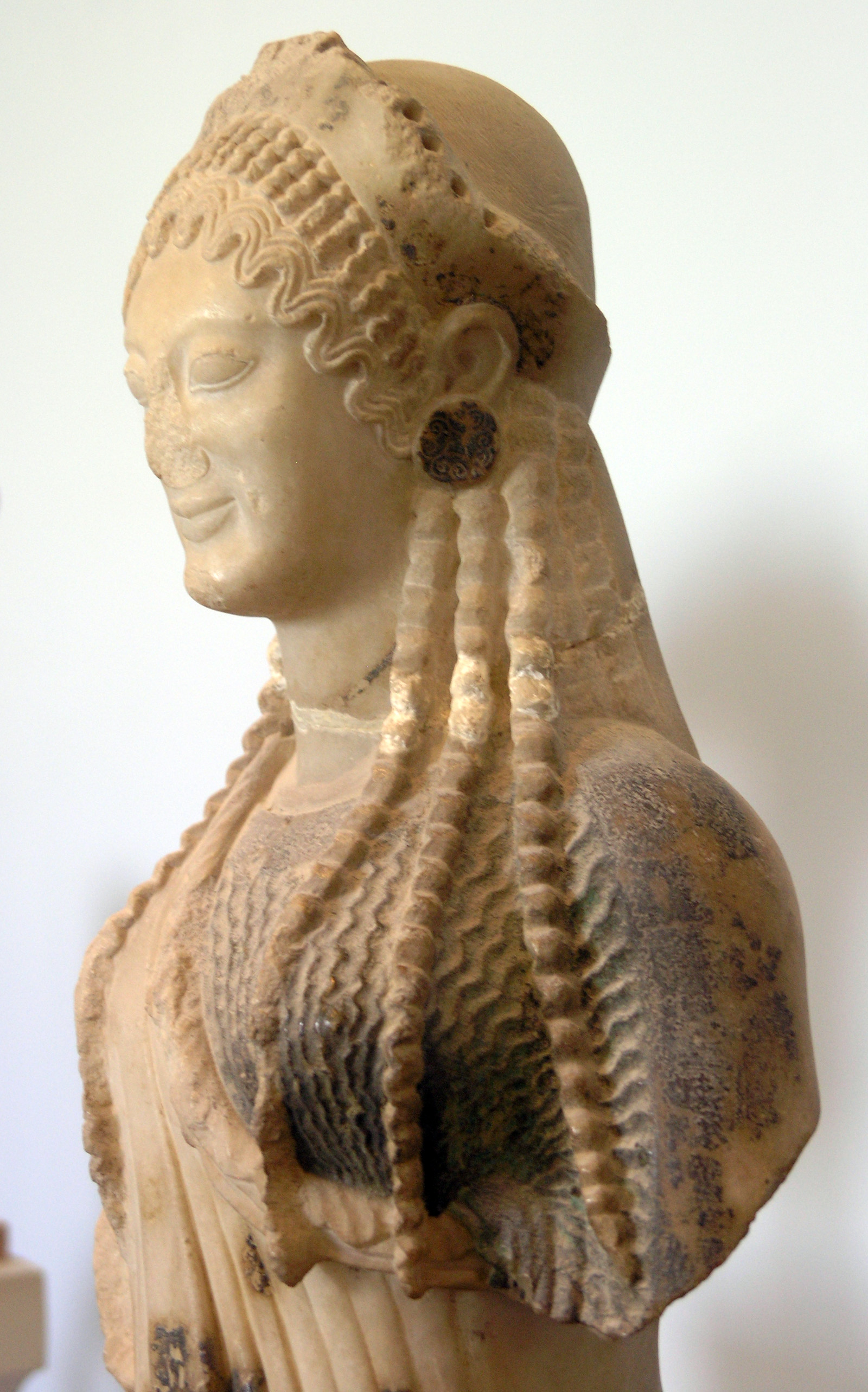
Griechische Frauenskulptur, ca. 520–510 v. Chr.
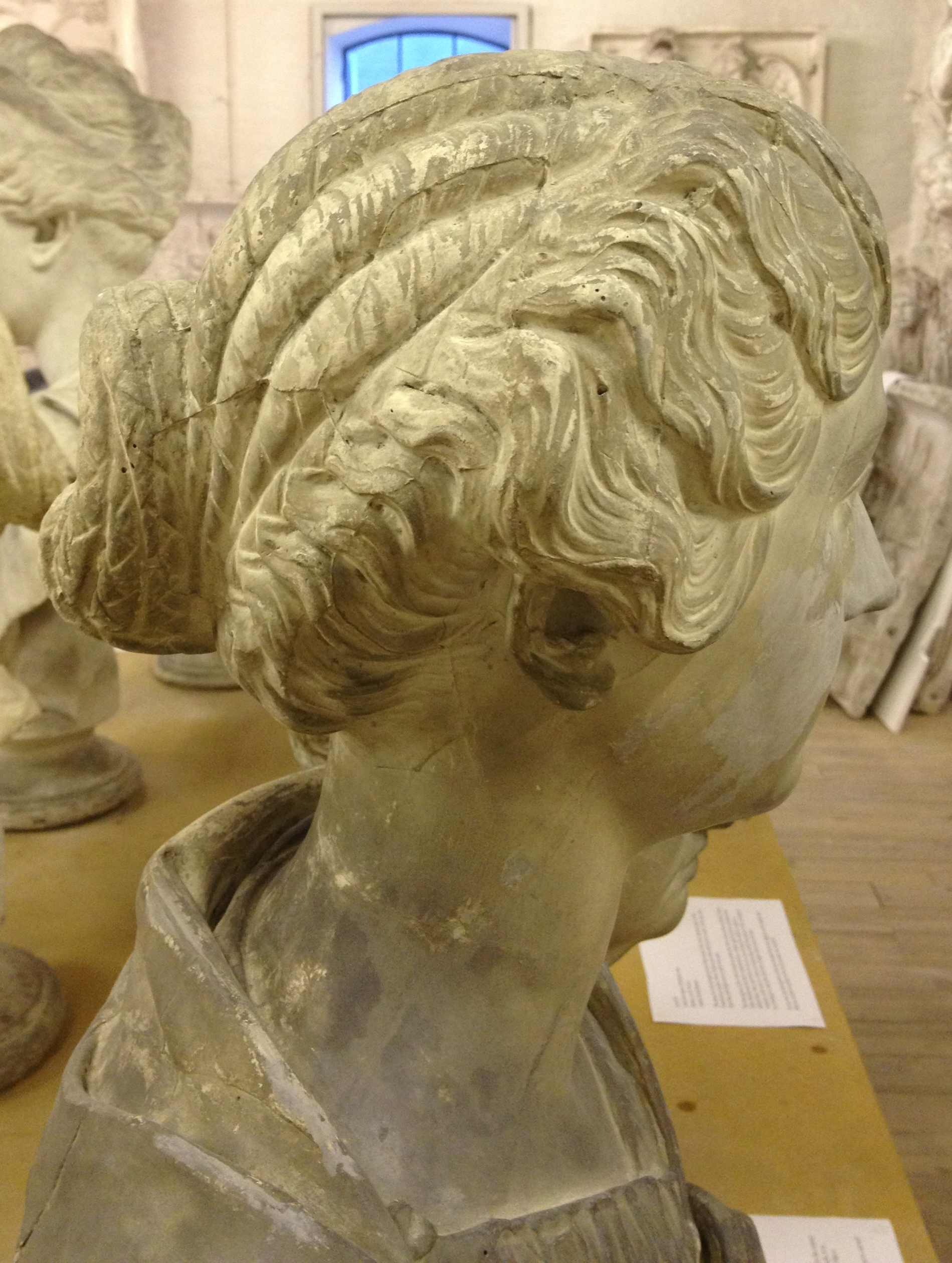
Faustina (* um 130–176), Ehefrau des römischen Kaisers Mark Aurel
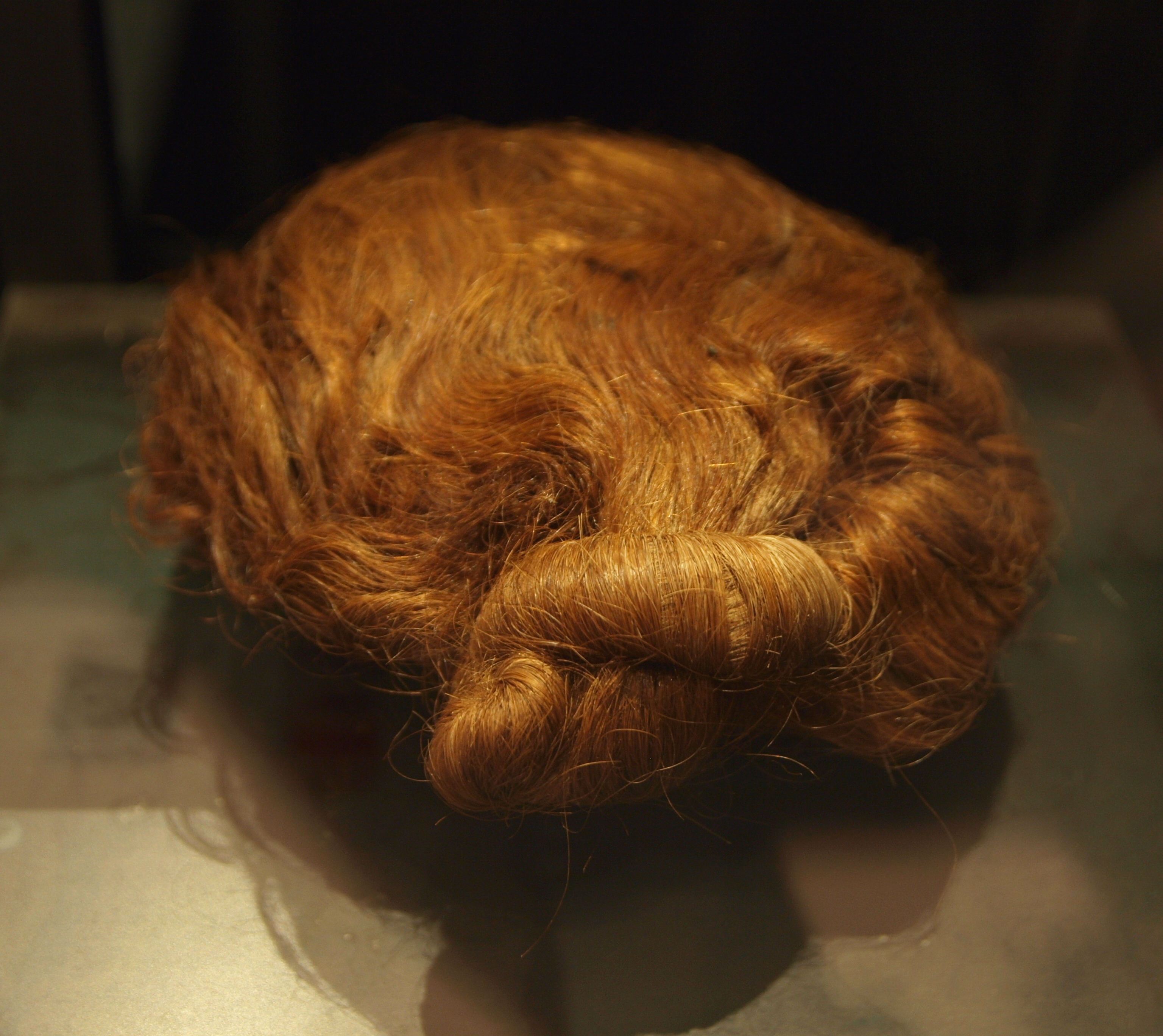
Suebenknoten des Mannes von Dätgen (zwischen 135 und 385 n. Chr.), der 1959 im Großen Moor südlich von Dätgen entdeckt wurde

### Mittelalter und Renaissance
Auch die Annahme, dass die Männer der Wikinger ihr Kopf- oder Barthaar regelmäßig zu Zöpfen flochten, lässt sich weder durch zeitgenössische Texte oder Bilddarstellungen noch durch archäologische Funde belegen.
Im Neuen Testament hatte Petrus die Frauen gemahnt, sich nicht eitel mit Haarflechten zu schmücken. Maria Magdalena wird in der neuzeitlichen Malerei häufig mit Haar dargestellt, das offen in Wellen herabhängt, die für frisch aufgeflochtenes Haar typisch sind. Von ihrem „aufgeflochtenem Haar“ sprach explizit Hartley Coleridge in seinem Sonett Multum Dilexit.
Im christlichen Mittelalter verschwand das weibliche Haar dem Petruswort entsprechend meist unter Gebende, Schappel und Schleier. Mittelalterliche Bilddarstellungen weiblicher Haartrachten sind selten. Nur junge Mädchen trugen ihr Haar offen. Wenn erwachsene Frauen mit unbedecktem Haar dargestellt wurden, so im Frühmittelalter meist mit hängenden, sehr langen Zöpfen, die oft mit Bändern vollständig umwickelt sind. Vom Hochmittelalter an wurden die Zöpfe hochgesteckt. Auch Männer flochten ihr Haar gelegentlich, so etwa der österreichische Herzog Albrecht III., der den Hängezopf als Sinnbild des von ihm gegründeten Zopfordens trug.
In der Renaissance erschienen bei den Frauen wieder sehr kunstvolle, aufwendige Frisuren, die oft durch exotische und schwere Hauben ergänzt wurden. Geflochtenes Haar wurde weiterhin hochgesteckt.

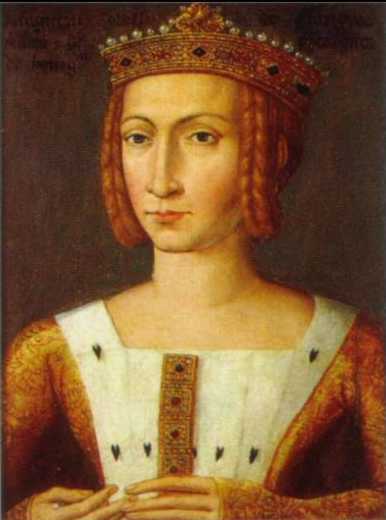
Porträt der burgundischen Herzogin Margarete III. (1350–1405)
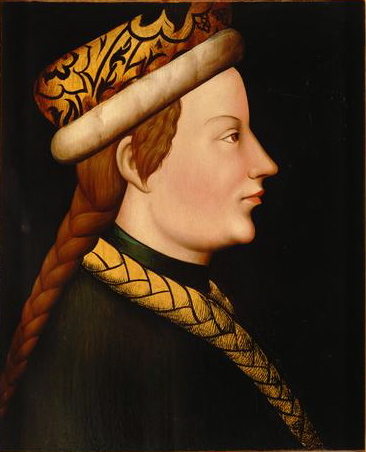
Albrecht III. von Österreich (1349/50–1395)
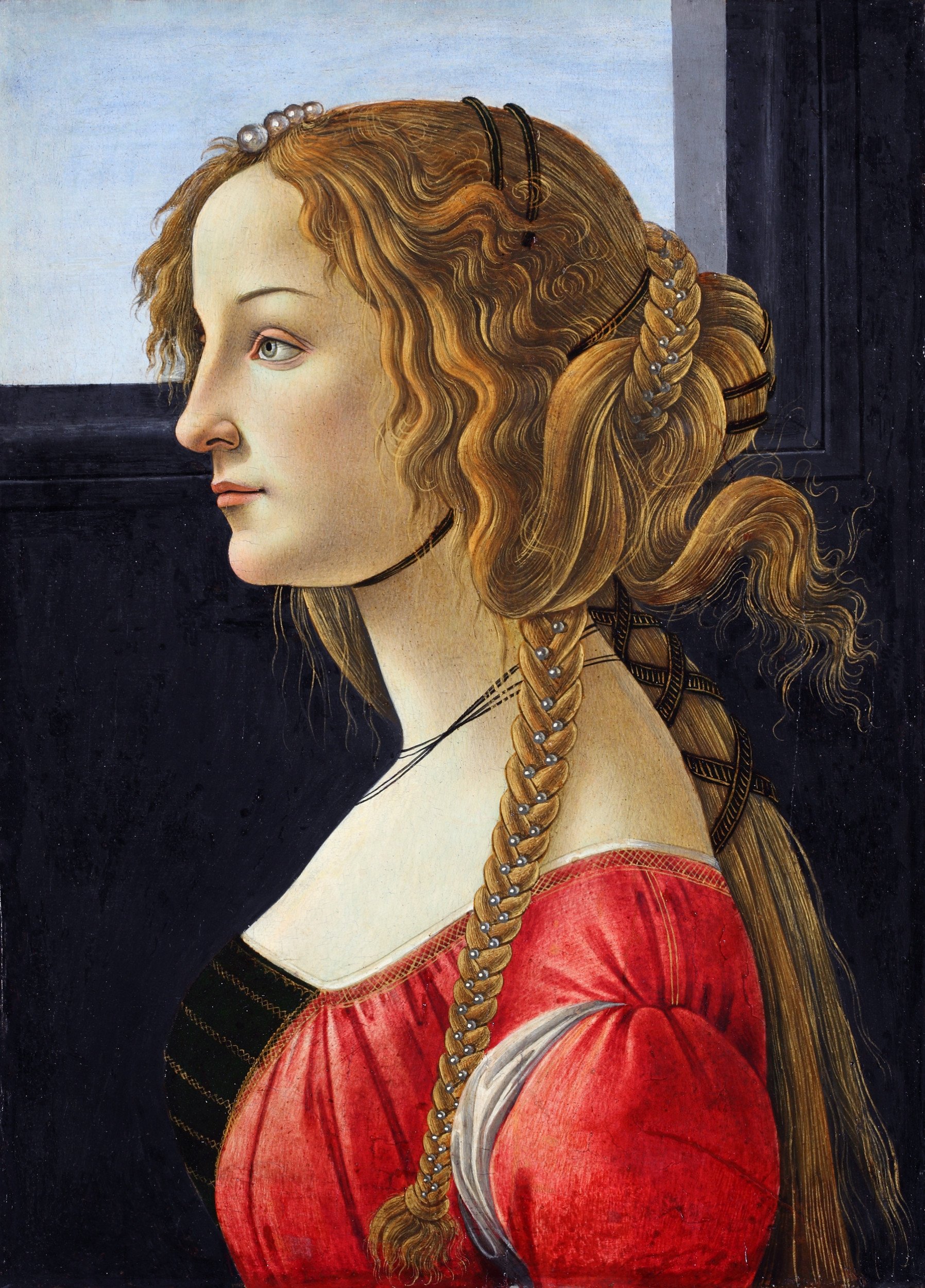
Sandro Botticelli: Porträt einer jungen Frau (nach 1480)

### Europa: 16. bis 18. Jahrhundert

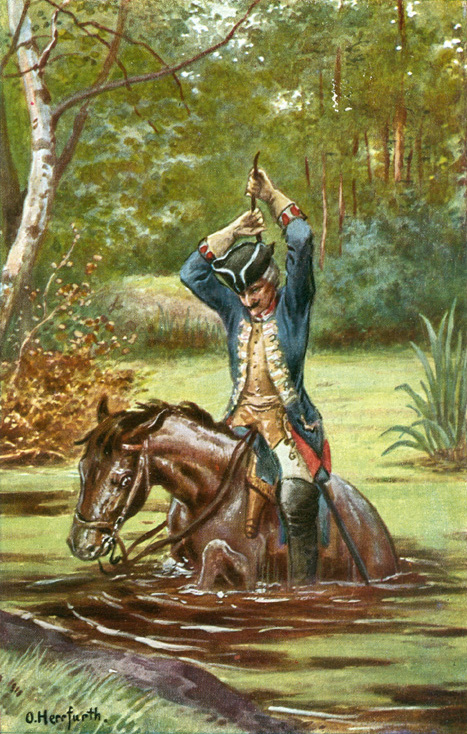
Münchhausen zieht sich am eigenen Zopf aus dem Sumpf

In der Zeit des Dreißigjährigen Krieges trugen manche vornehmen Männer einen hinter dem Ohr geflochtenen dünnen Zopf, der auf die Brust hinabhing und an dessen Ende ein Schmuckobjekt aufgehängt war. Der dänische König Christian IV. (1577–1648) etwa ließ sich so porträtieren.
In Frankreich wurden die großen männlichen Allongeperücken seit 1715 von Beutelperücken (perruque à crapaud) abgelöst, bei denen das lange Haar des Trägers hinten in einem Taftbeutel (bourse) eingeschlossen war. In Preußen führte der „Soldatenkönig“ Friedrich Wilhelm I. 1713/14 bei seinem Militär eine leichte Perücke ein, bei der das eigene lange Haar der Soldaten nicht in einem Sack steckte, sondern mit einem schwarzen Taftband umwickelt wurde. Die Neuerung sollte verhindern, dass lose fliegendes langes Haar bei der Handhabung der Luntengewehre Feuer fing. Die Träger waren stolz auf ihren Zopf, besonders, wenn er dick und lang war. Ein Jahrhundert später hat Karl Gutzkow sich in seinem populären Lustspiel Zopf und Schwert (1844) über die Zopfpassion Friedrich Wilhelms lustig gemacht. Die Zopfperücke der Soldaten wurde jedoch bald von den Offizieren übernommen und setzte sich schließlich auch in der zivilen Mode durch. Seit den 1760er Jahren war sie überall in Europa weithin verbreitet. Literarische Berühmtheit hat der männliche Zopf dieser Zeit auch durch den legendären Baron Münchhausen erlangt, der sich mitsamt seinem Pferd am eigenen Zopf aus einem Sumpf herausgezogen haben will. Der männliche Zopf war so sehr ein Symbol der Zeit, dass die Architektur der zweiten Hälfte des 18. Jahrhunderts noch heute gelegentlich als „Zopfstil“ bezeichnet wird.
Französische Soldaten trugen zur selben Zeit gelegentlich eine Cadenette, das ist eine Frisur, die aus zwei hinter den Ohren geflochtenen Zöpfen und einem Pferdeschwanz besteht, der von zwei weiteren Flechtzöpfen flankiert wird. Unter Napoleon, der seit 1800 selbst kurzes Haar trug, setzten sich im französischen Militär bald jedoch Kurzhaarschnitte durch. Die anderen europäischen Armeen folgten diesem Vorbild. Auch der preußische Soldatenzopf wurde, weil er sich als militärisch unzweckmäßig erwies, mit der Preußischen Heeresreform um 1807 wieder abgeschafft. Darauf spielt der im Deutschen sprichwörtlich gewordene „alte Zopf“ an, der umgangssprachlich Gebräuche bezeichnet, die nicht mehr den Vorstellungen von Modernität entsprechen. Bis weit ins 19. Jahrhundert erhalten geblieben ist die Frisur in der preußischen Marine, wo die Matrosen ihre Zöpfe sehr fest flochten und mit Aalhaut überzogen oder mit geteerter Schnur umwickelten. Aus Tüchern, die sie – um eine Beschmutzung durch den Teerzopf zu vermeiden – über die Jacke legten, entwickelte sich der traditionelle Matrosenkragen. In der Zivilgesellschaft verschwanden Zopf und Perücke im späten 18. Jahrhundert. Als die letzte namhafte Persönlichkeit, die sich mit beidem porträtieren ließ, gilt der junge russische Zarewitsch Konstantin (1779–1831); das Bild entstand um 1795. Johann Wolfgang von Goethe z. B. hatte sein Haar bereits seit 1792 offen getragen.

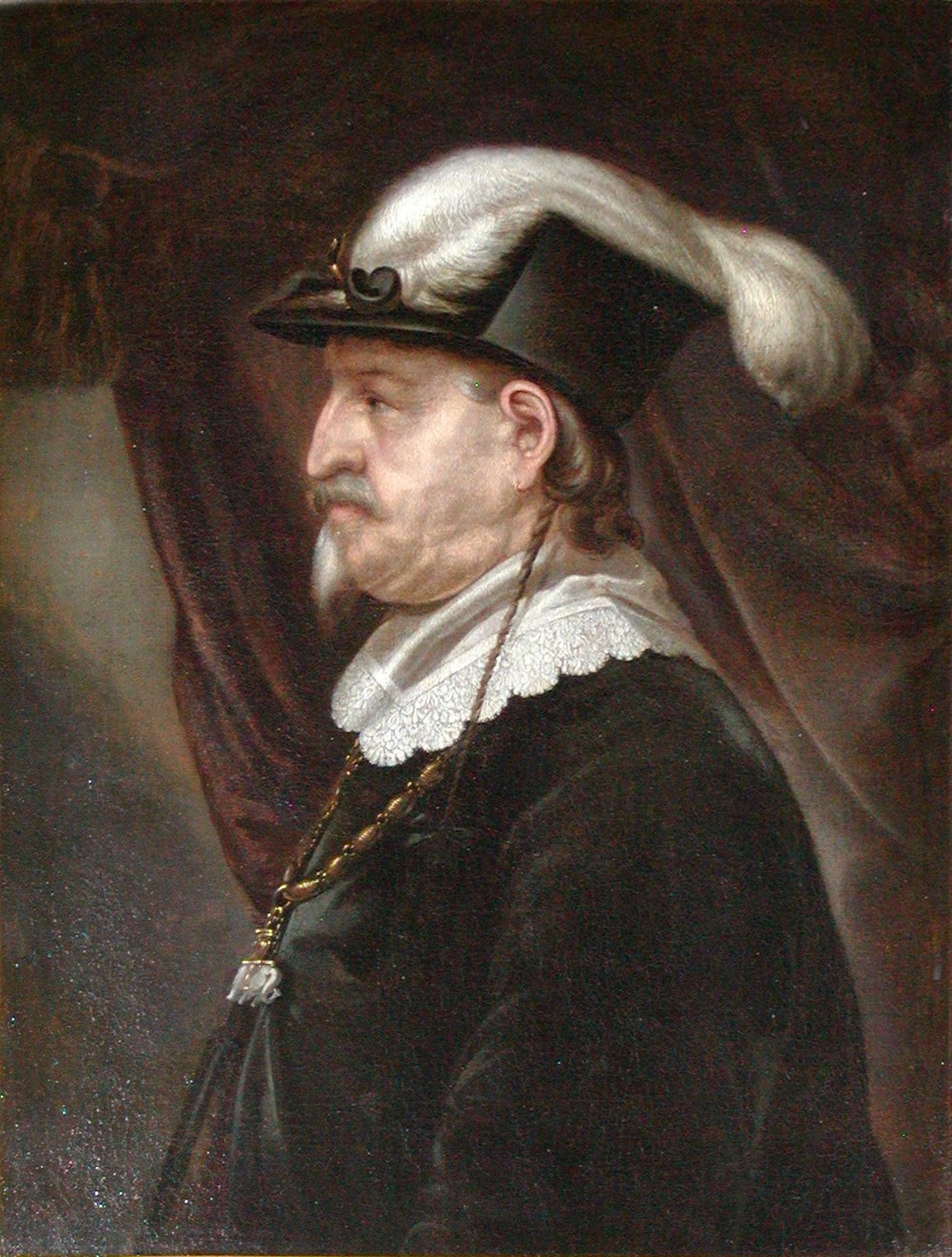
Christian IV. von Dänemark (Mitte des 17. Jahrhunderts)
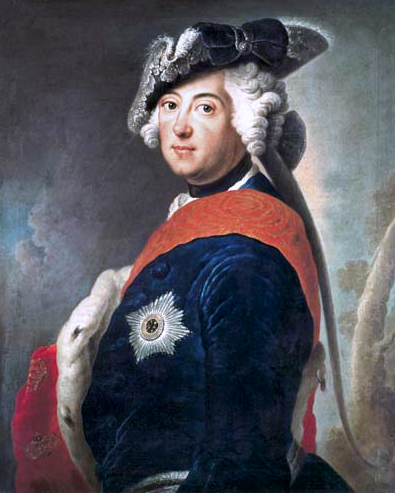
Friedrich II. von Preußen (vor 1747)
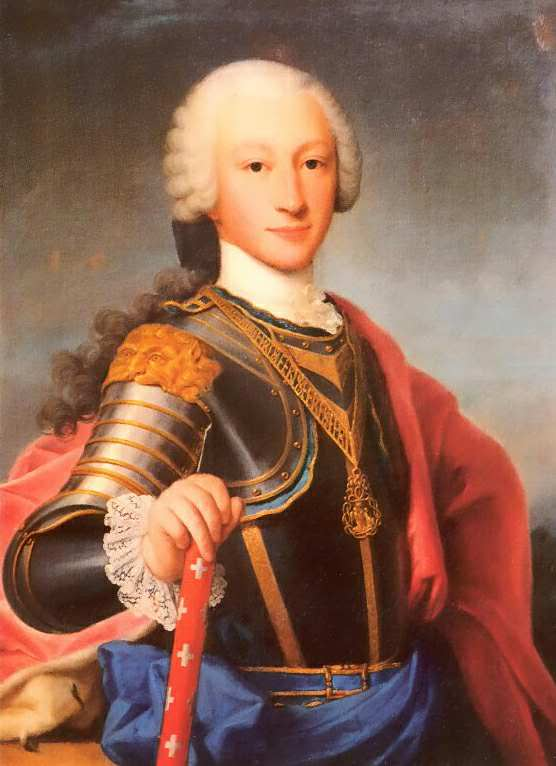
Viktor Amadeus III. von Sardinien (um 1750); unter der Perücke das zu einem Pferdeschwanz gebundene eigene Haar
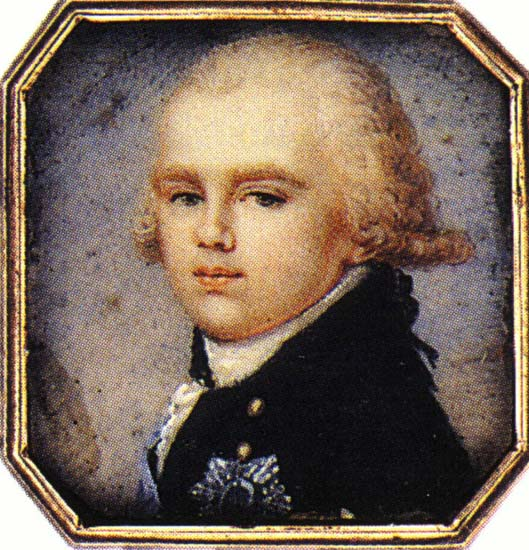
Zarewitsch Konstantin Pawlowitsch Romanow (um 1795)

### Europa: 19. Jahrhundert bis Gegenwart
Von den komplizierten Flechtfrisuren der Renaissance abgesehen, waren Zöpfe, die offen herabfielen oder als Schmuck um den Kopf gelegt wurden, seit dem Mittelalter eher die Haartracht von Bäuerinnen, Mägden und unverheirateten Mädchen als von erwachsenen Frauen höherer Stände. Zu den wenigen namhaften Frauen, die sich in der Neuzeit mit geflochtenem Haar haben porträtieren lassen, zählt die österreichische Kaiserin Elisabeth (1837–1898).
Trotz der Vorliebe des Nationalsozialismus für den bäuerlichen Typ und trotz Slogans wie „Arisch ist der Zopf – jüdisch ist der Bubikopf“ erschienen in der Modefotografie der Zeit nach 1933 nur vereinzelt bezopfte Frauen.
Als Mädchenfrisur kamen Flechtzöpfe erst zu Beginn der 1970er Jahre aus der Mode. Vergleichsweise stark verbreitet waren Flechtfrisuren bei Mädchen und Frauen seitdem noch zur Tracht. Im frühen 21. Jahrhundert waren Zöpfe als Haartracht prominenter Frauen so selten geworden, dass Julija Tymoschenko, die 2005 erstmals Ministerpräsidentin der Ukraine wurde, mit ihrer Kranzfrisur viel Aufmerksamkeit auf sich zog. Bei Schulkindern, besonders bei Jungen, war bereits im späten 20. Jahrhundert als Alternative zur Fußballermatte vorübergehend der „Rattenschwanz“ in Mode, ein dünner, meist geflochtener Zopf, der zu ansonsten kurzem Haar getragen wurde. Piktogramme, die Frauen oder Mädchen darstellen sollen, etwa an Verkehrsampeln, auf Verkehrsschildern oder an Toilettentüren, haben oft Zöpfe als weibliches Merkmal.
Im englischsprachigen Raum hat eine Fülle von privat produzierten Videotutorials auf YouTube seit 2005 zu einer starken Verbreitung von traditionellen und neuen Zopffrisuren geführt. In Großbritannien und den USA lancierten Trendsetter wie Kate Moss, Sienna Miller, Nicole Richie, Mary-Kate und Ashley Olsen den „Boho Chic“ (siehe Titelbild), bei dem Zopffrisuren – insbesondere Haarbandzöpfe und andere mit fallendem Haar kombinierte Flechtzöpfe – ein wichtiges Stilelement bilden. Auch Heidi Klum, Drew Barrymore, Diane Kruger, Jessica Alba, Rachel Bilson, Kate Bosworth und Amber Heard traten durch auffällige Flechtfrisuren in Erscheinung. Um 2009 kamen Zopffrisuren auch im deutschsprachigen Raum wieder in Mode. In den frühen 2010er Jahren erlangten Zöpfe weitere internationale Aufmerksamkeit durch populäre Fantasyfilme und -serien wie The Hunger Games (2012) und Game of Thrones (seit 2011) sowie durch die von Sam McKnight gestalteten Flechtfrisuren, die im Dezember 2012 auf der Herbstshow des Haute-Couture-Unternehmens Chanel präsentiert wurden.

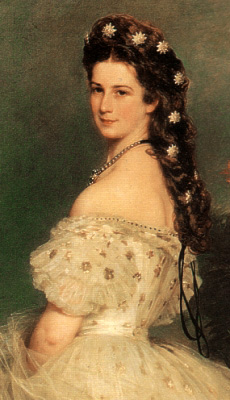
Franz Xaver Winterhalter: Elisabeth von Österreich-Ungarn (1865, Ausschnitt)
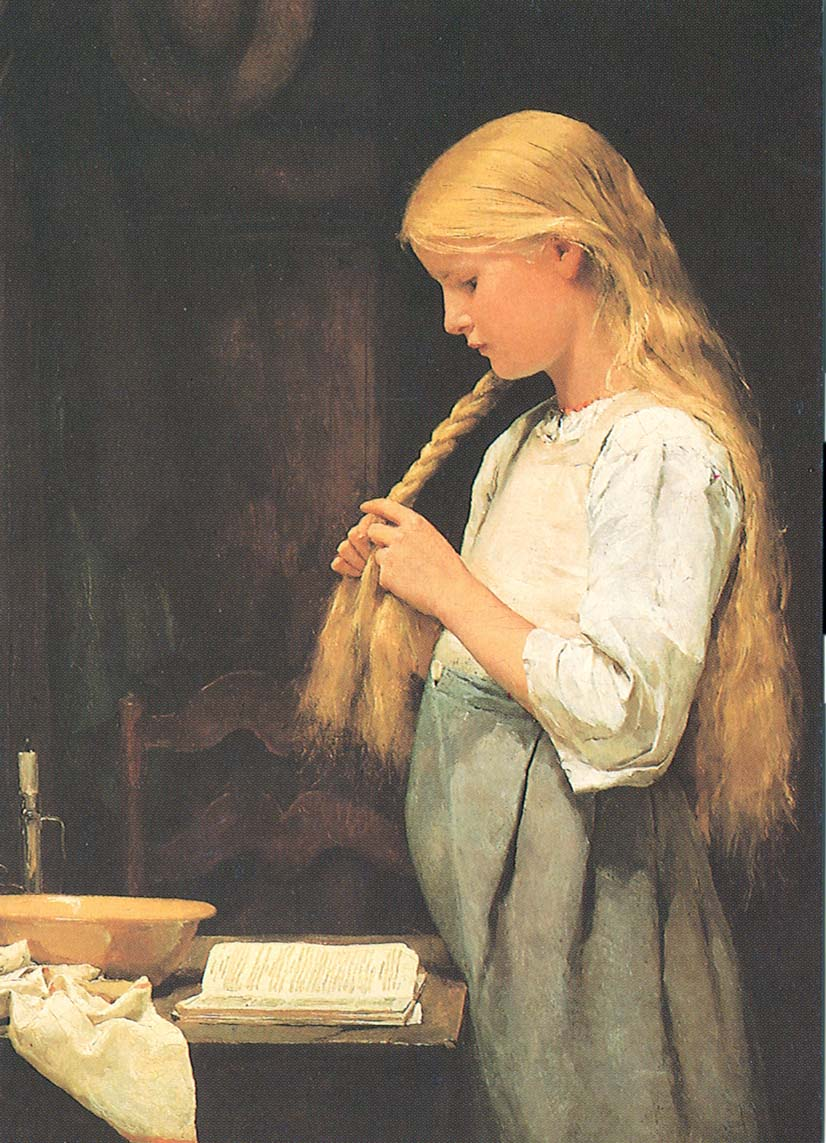
Albert Anker: Mädchen, die Haare flechtend (1887)
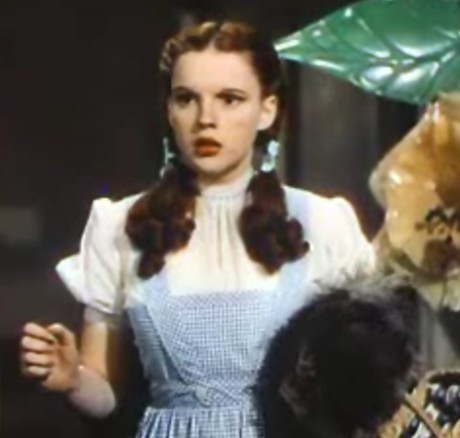
Judy Garland im Film Der Zauberer von Oz (1939)
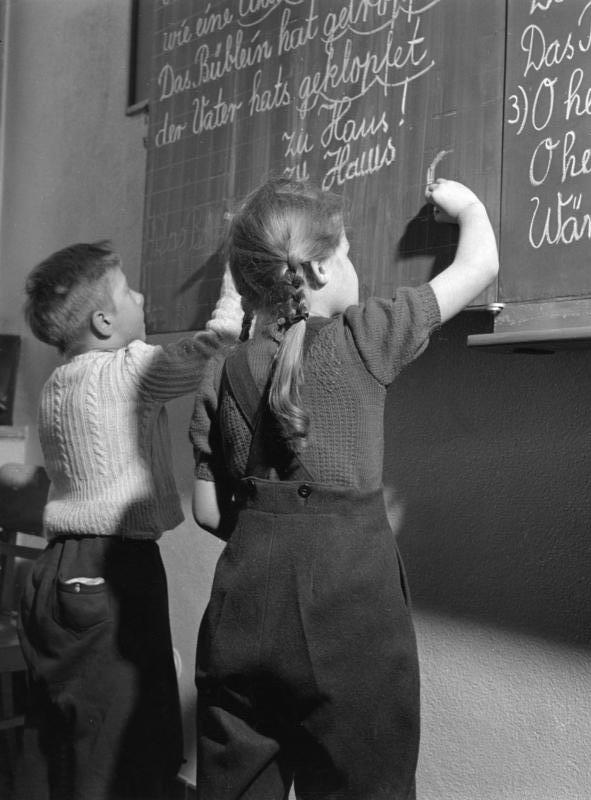
Mädchen in der Bundesrepublik Deutschland (1956)
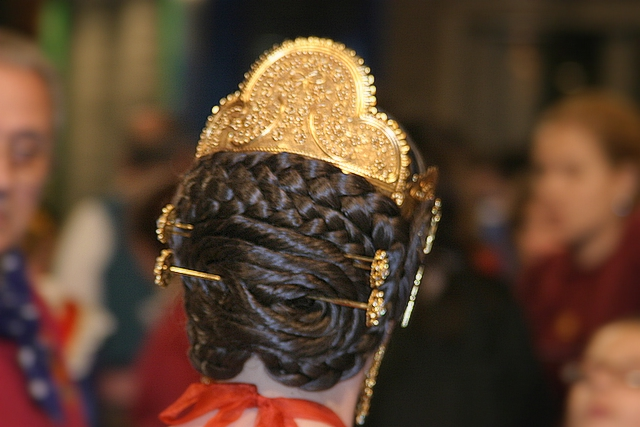
Valencianerin mit traditioneller Flechtfrisur
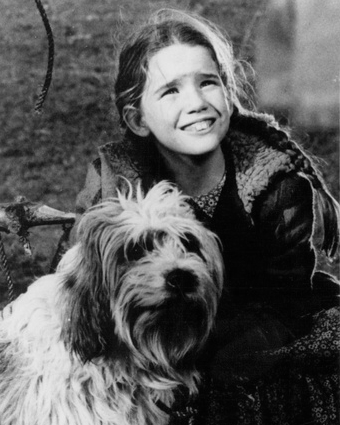
Melissa Gilbert als Laura Ingalls in der Serie Unsere kleine Farm (1975)
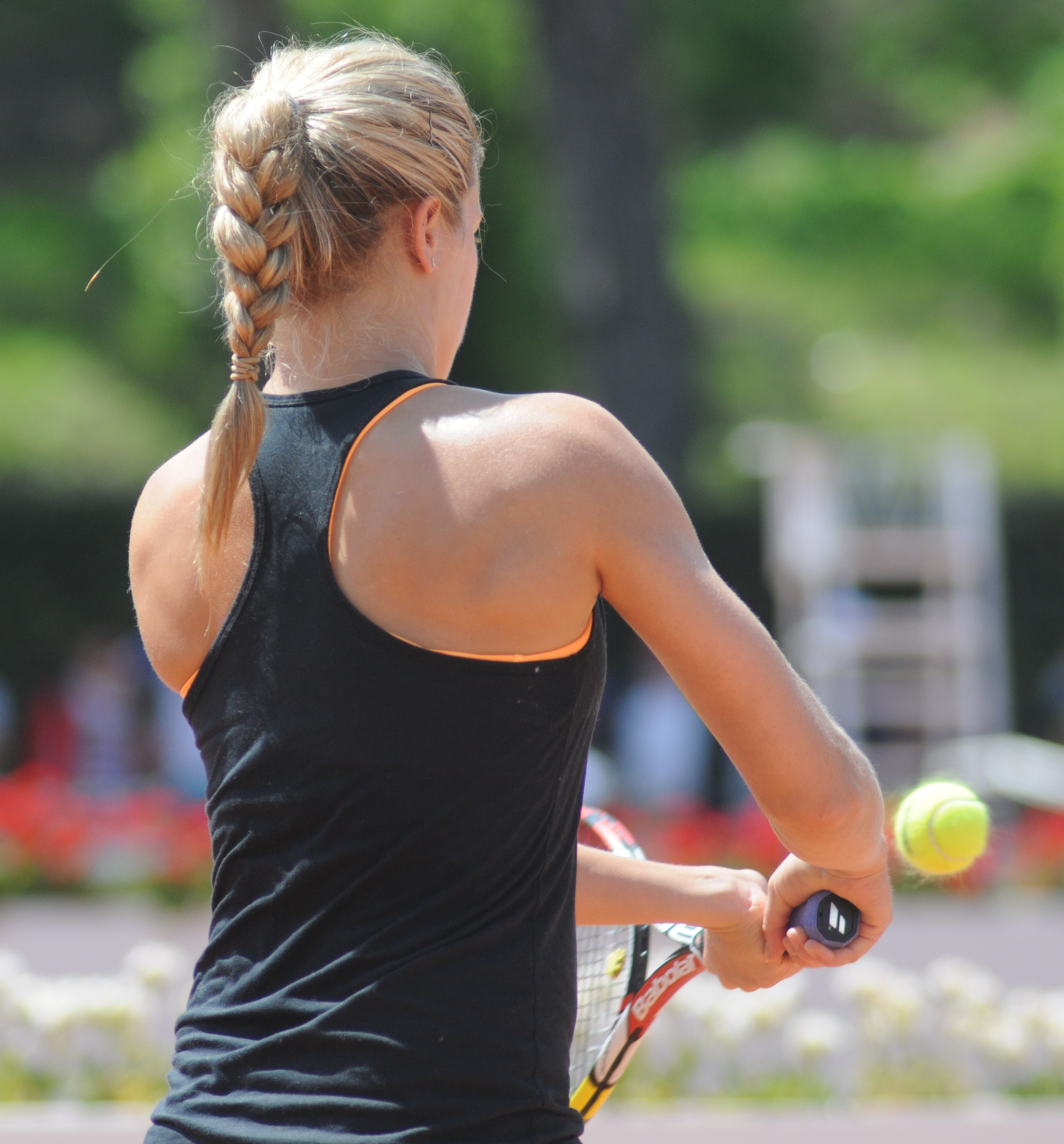
Eugenie Bouchard mit Zopf
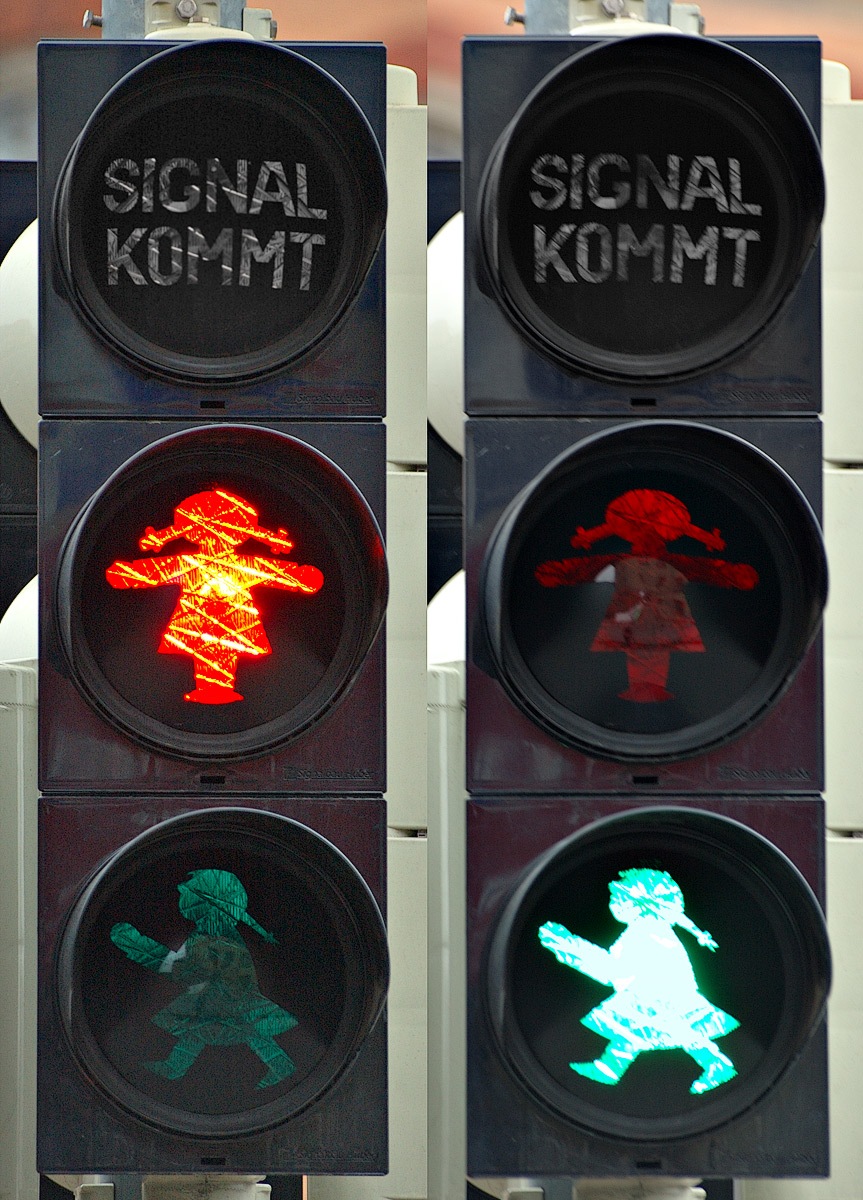
Ampelfrauen mit Zöpfen

### Asien und Amerika
In Indien tragen viele Hindu-Asketen Dreadlocks, so genannte Jatas. Junge Mädchen und Frauen tragen in Indien häufig einen langen geflochtenen Nackenzopf. In den Upanishaden wird geflochtenes Haar als einer der Hauptreize der weiblichen Verführung erwähnt.
Eine große Flechttradition bestand in der Mongolei, wo traditionell der Glaube bestand, dass die menschliche Seele ihren Sitz im Haar habe. Aufgeflochten wurde das Haar nur, wenn der Tod sich näherte.
In Japan trugen die Samurai einen hochgebundenen Pferdeschwanz (Chonmage), eine Frisur, die heute noch bei Sumoringern üblich ist. Japanische Frauen trugen bis ins späte 20. Jahrhundert vielerlei Arten von Zöpfen (三つ編み mitsuami); da die Schulordnungen andere Frisuren verboten, blieben insbesondere für Mädchen neben dem Bobhaarschnitt nur Zopffrisuren.
In China trugen Mädchen traditionell einen gerade geschnittenen Pony und ebenfalls Zöpfe (辮子 biànzi). Bei den Mandschu flochten sich von Alters her die Männer das Haar. Nachdem sie 1644 Peking erobert und die Qing-Dynastie errichtet hatten, zwangen sie die Männer der unterworfenen Han-Chinesen, zum Ausdruck ihrer Loyalität ebenfalls diese Frisur zu tragen, bei der die Stirn und die Seiten rasiert und hinten ein Zopf stehengelassen wurde (剃髮易服 tìfà yìfú). Die Han empfanden dies als Demütigung, weil sie sich mit Rücksicht auf die konfuzianischen Gebräuche traditionell nie das Haar geschnitten hatten. Der letzte Kaiser, Puyi, schnitt seinen Zopf 1912 ab (womit diese männliche Haartracht in China außer Mode kam), im selben Jahr, in dem China Republik wurde.
Weit verbreitet waren Zopffrisuren bei vielen nordamerikanischen Ureinwohnern, wobei sich die Traditionen von Volk zu Volk stark unterschieden. Bei den Quapaw etwa schmückten junge Mädchen sich mit Spiralzöpfen, während die verheirateten Frauen ihr Haar offen trugen. Bei den Lenape trugen die Frauen ihr Haar sehr lang und flochten es häufig in Zöpfe. Bei den Blackfeet trugen die Männer Zöpfe, meistens links und rechts hinter dem Ohr. Die Männer der Kiowa banden häufig Fellstücke um ihre Zöpfe. Bei den Maya trugen die Frauen kunstvolle Frisuren aus zwei Zöpfen, die Männer dagegen einen großen Zopf, der um den ganzen Kopf herumgelegt war.
Auf Jamaika entstand in den 1930er Jahren die Rastafari-Bewegung, eine von den Nachfahren afrikanischer Sklaven getragene christliche Glaubensrichtung, deren Anhänger mit Rücksicht auf das alttestamentliche Haarschneideverbot oftmals Dreadlocks und ungestutzte Bärte tragen.

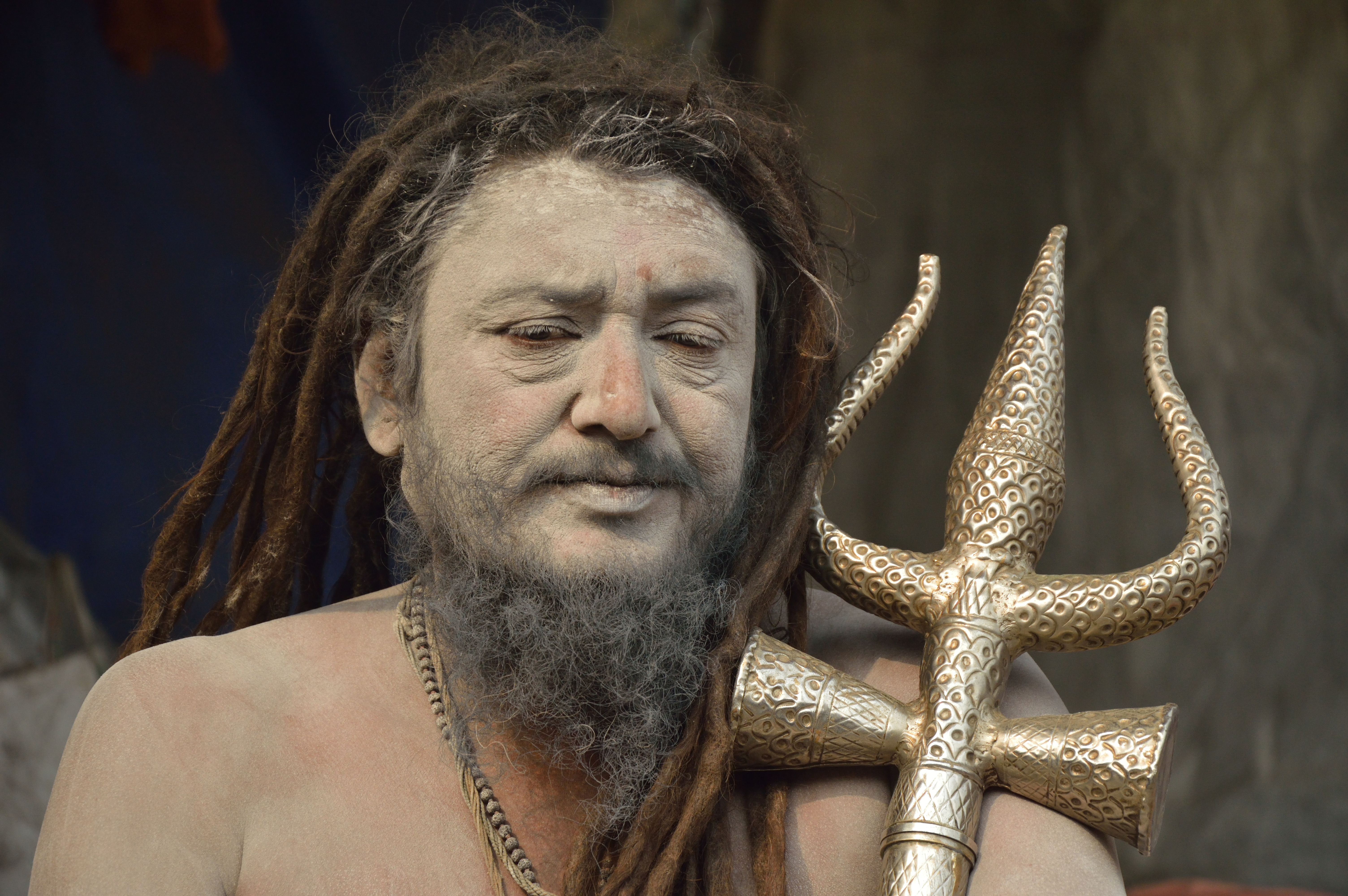
Ein Sadhu (Kalkutta, 2013)
Junge Chinesin (1972)
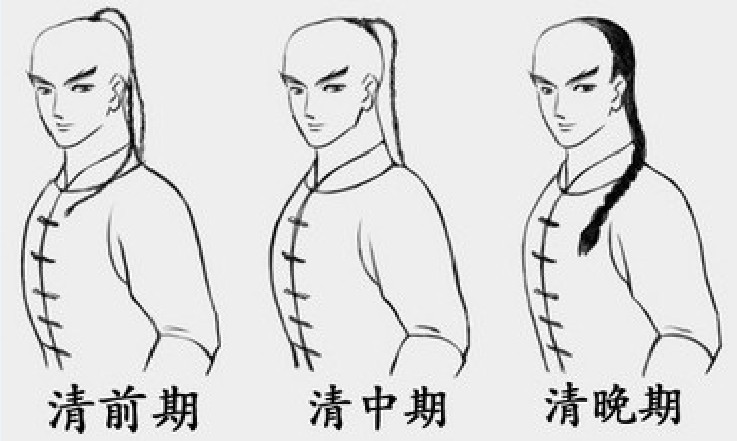
Drei männliche Haartrachten, die während der Qing-Dynastie in China zulässig waren
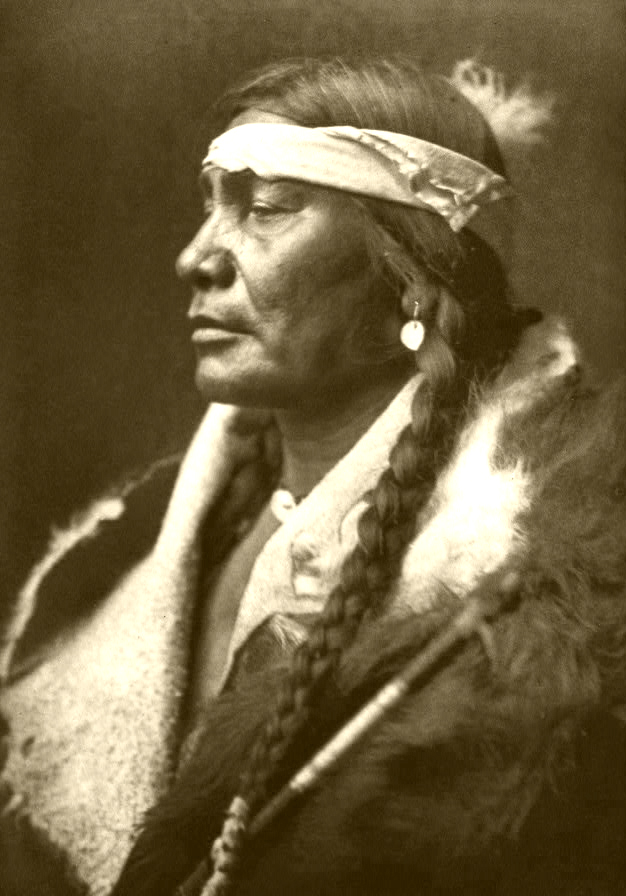
Ein Mitglied der Assiniboine (1909)

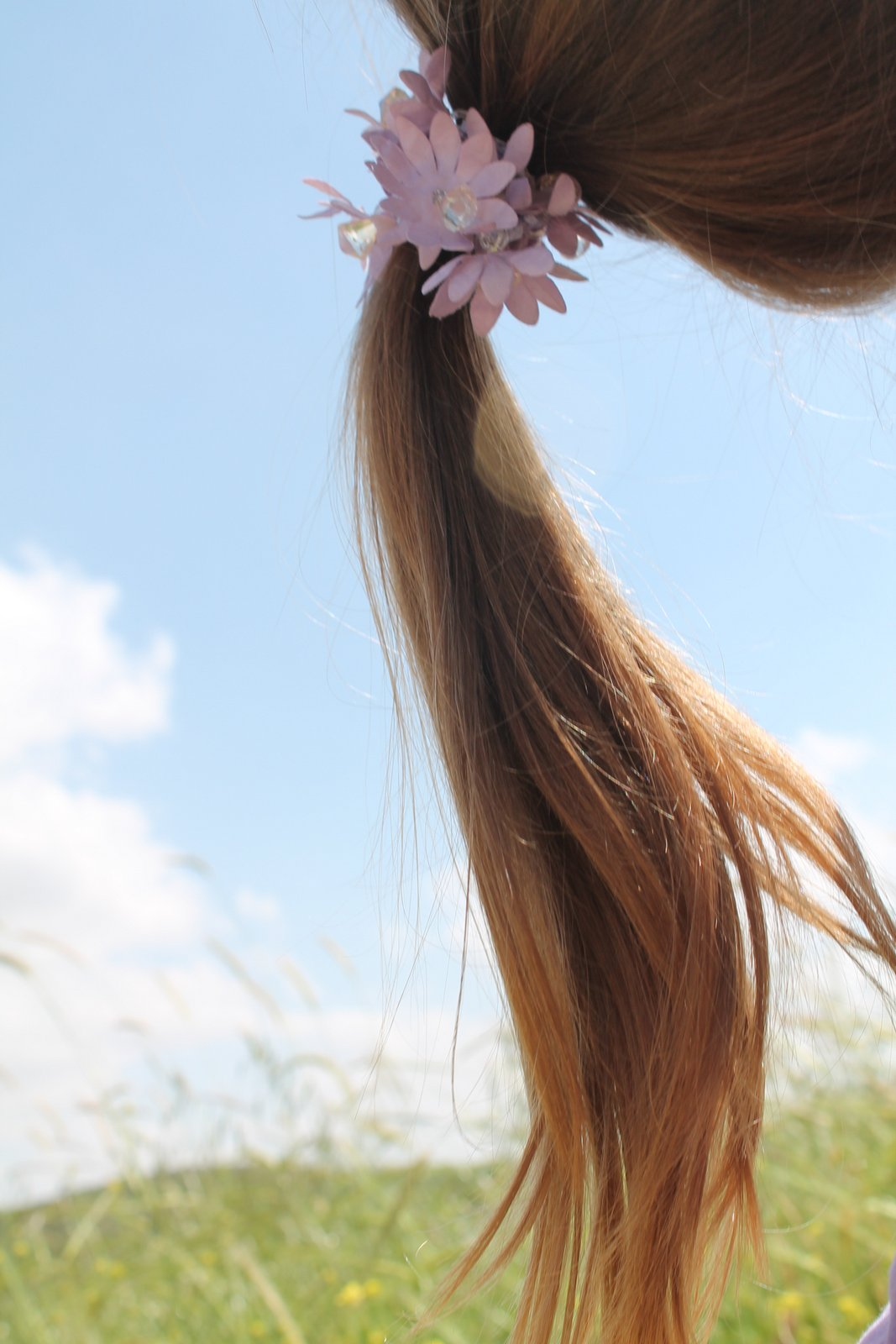
Offener Zopf

## Offene Zöpfe
Während im eigentlichen Sinne nur ein Haargeflechtstrang als „Zopf“ zu bezeichnen ist, wird der Ausdruck umgangssprachlich oft auch auf Haarstränge angewendet, die nur durch ein Band, eine Spange oder Ähnliches zusammengehalten werden.
PferdeschwanzEin am Hinterkopf getragener langer einzelner offener Zopf. Popularität erlangte diese Haartracht unter anderem von Frankreich ausgehend durch Pablo Picasso, der in den 1950er Jahren zahlreiche Porträts von Sylvette David schuf, auf denen sie immer wieder mit Pferdeschwanz dargestellt ist. Dem männlichen Pferdeschwanz verschafft seit 1976 der Designer Karl Lagerfeld öffentliche Aufmerksamkeit. Ihren historischen Vorläufer hat diese Haartracht in den männlichen Perückenfrisuren des 18. Jahrhunderts.
Ein halber Pferdeschwanz ist ein offener Zopf, der nur aus dem Deckhaar gebunden ist; Haar, das an der unteren Hälfte des Kopfes wurzelt, fällt lose herab. Als weibliche Frisur war der halbe Pferdeschwanz bereits im ausgehenden 19. Jahrhundert weit verbreitet. Häufig ist er etwa in der Malerei von Pierre-Auguste Renoir zu sehen.
RattenschwänzeAuch Rattenschwänzchen; englisch stattdessen pigtails oder piggytails („Schweineschwänze“). Zwei hinter den Ohren getragene offene Zöpfe. In Japan tragen junge Frauen, angeregt durch Manga-Figuren wie Sailor Moon, Rattenschwänze gelegentlich in Kombination mit zwei Odango-Haarknoten.

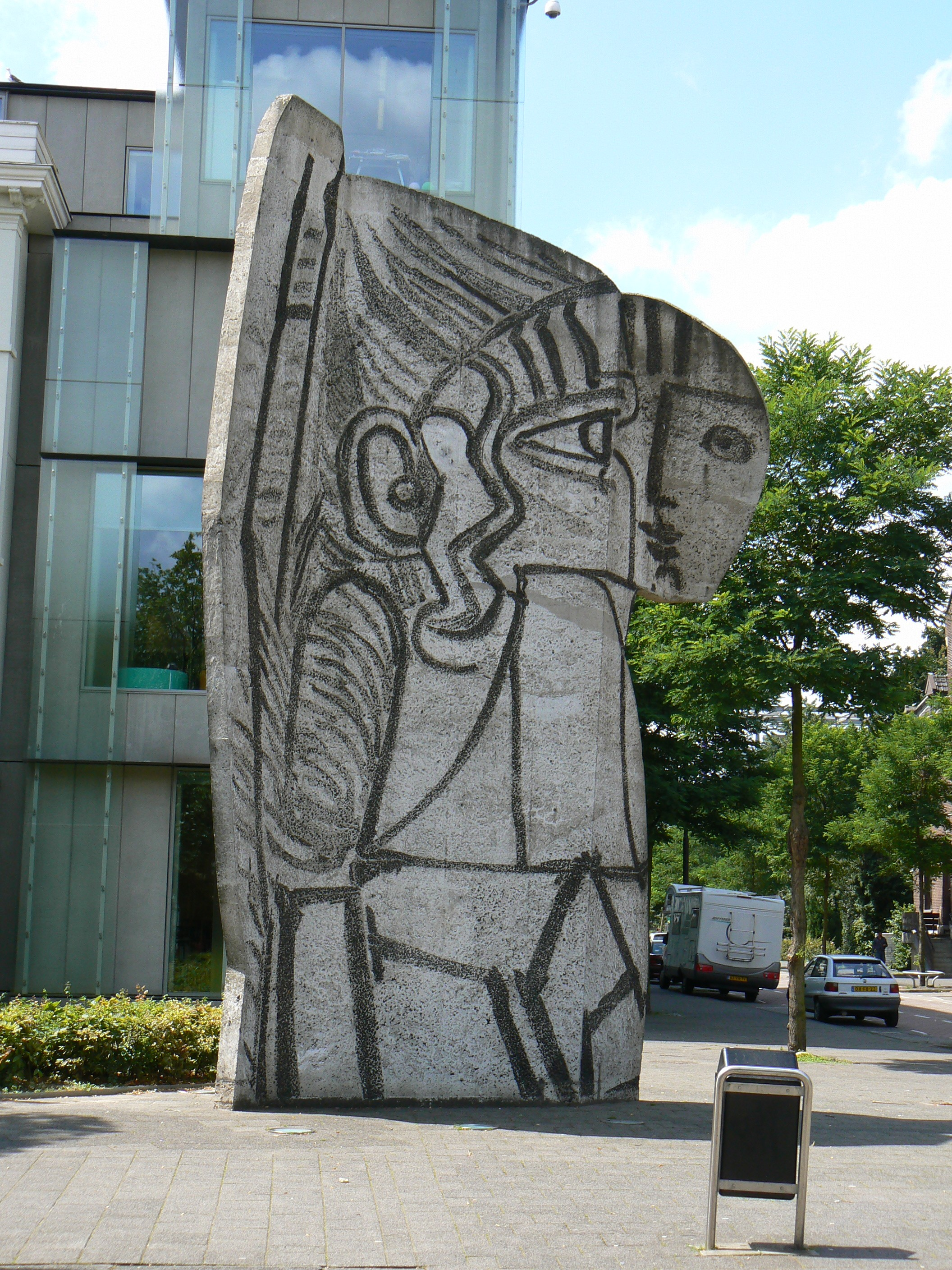
Picassos Skulptur Sylvette in Rotterdam
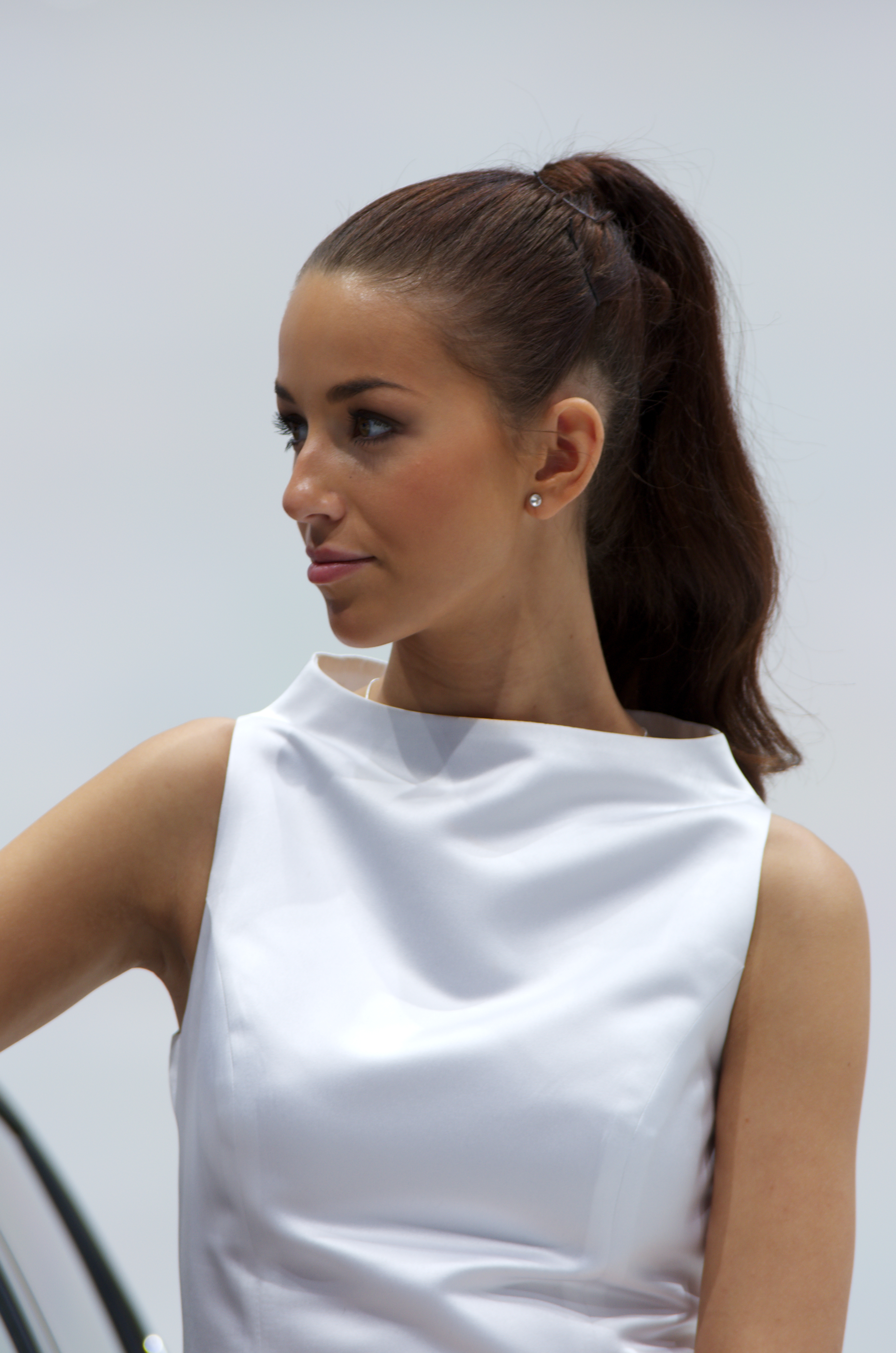
Pferdeschwanz
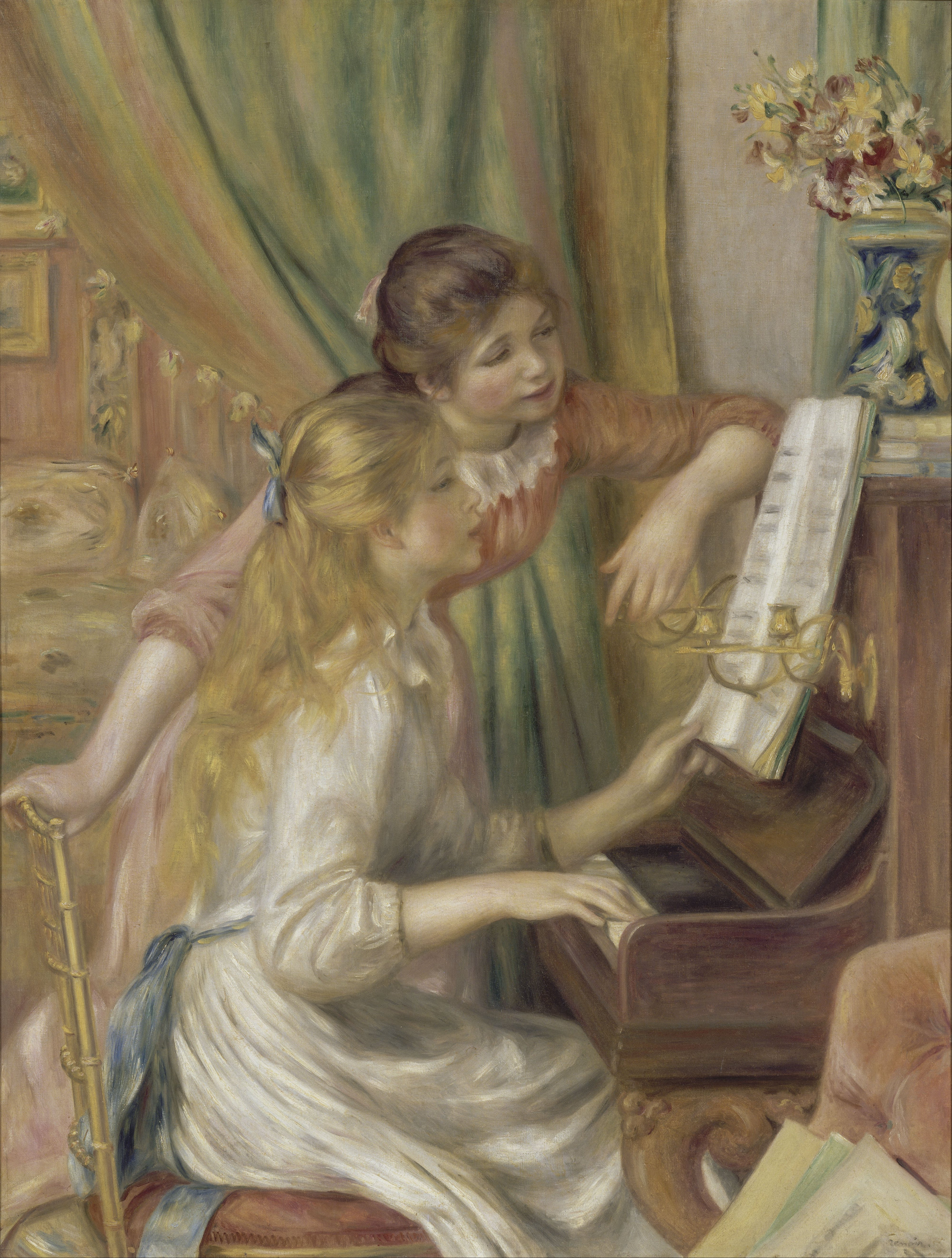
Halber Pferdeschwanz (Renoir: Mädchen am Klavier, 1892)
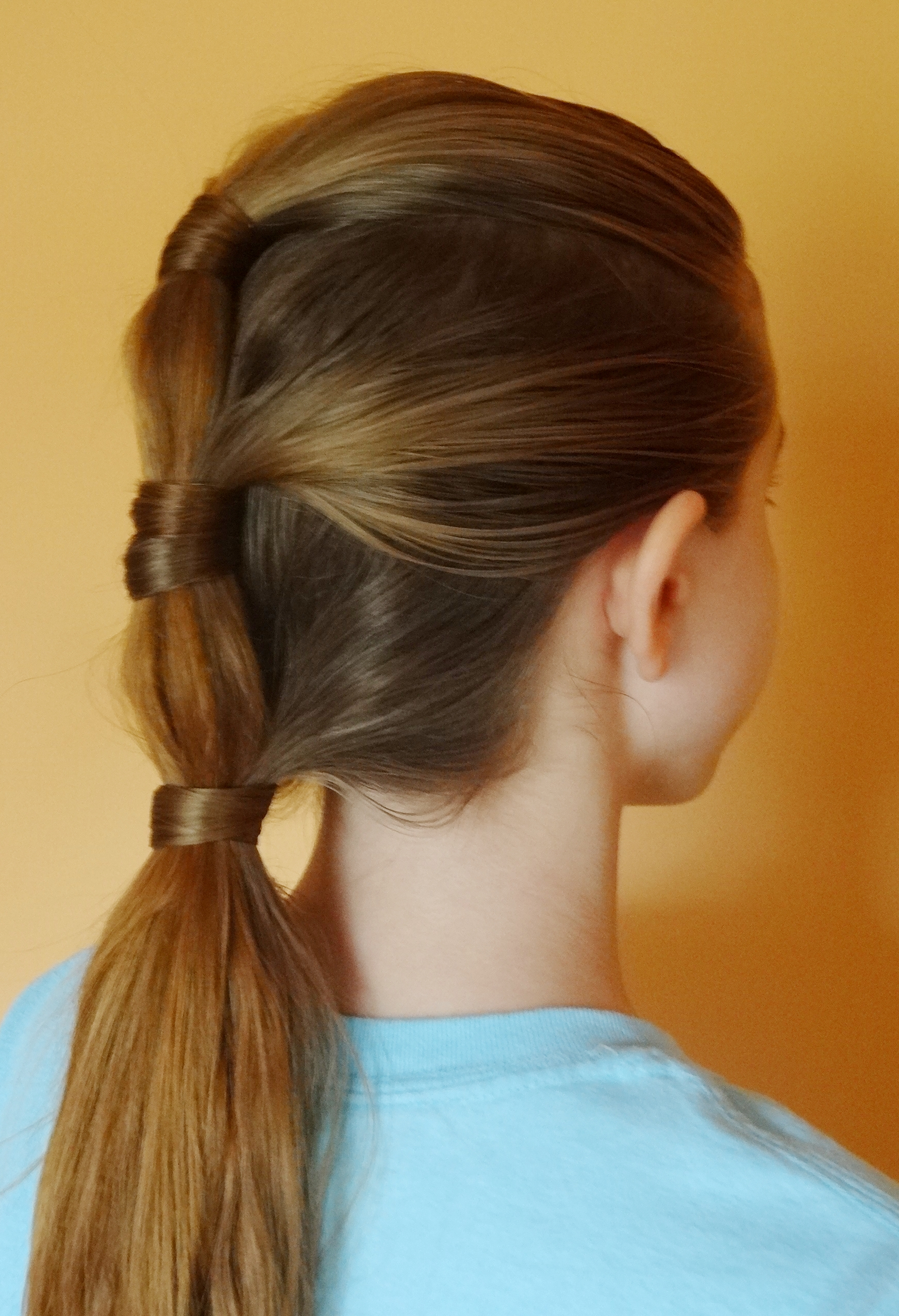
Mehrteiliger Pferdeschwanz
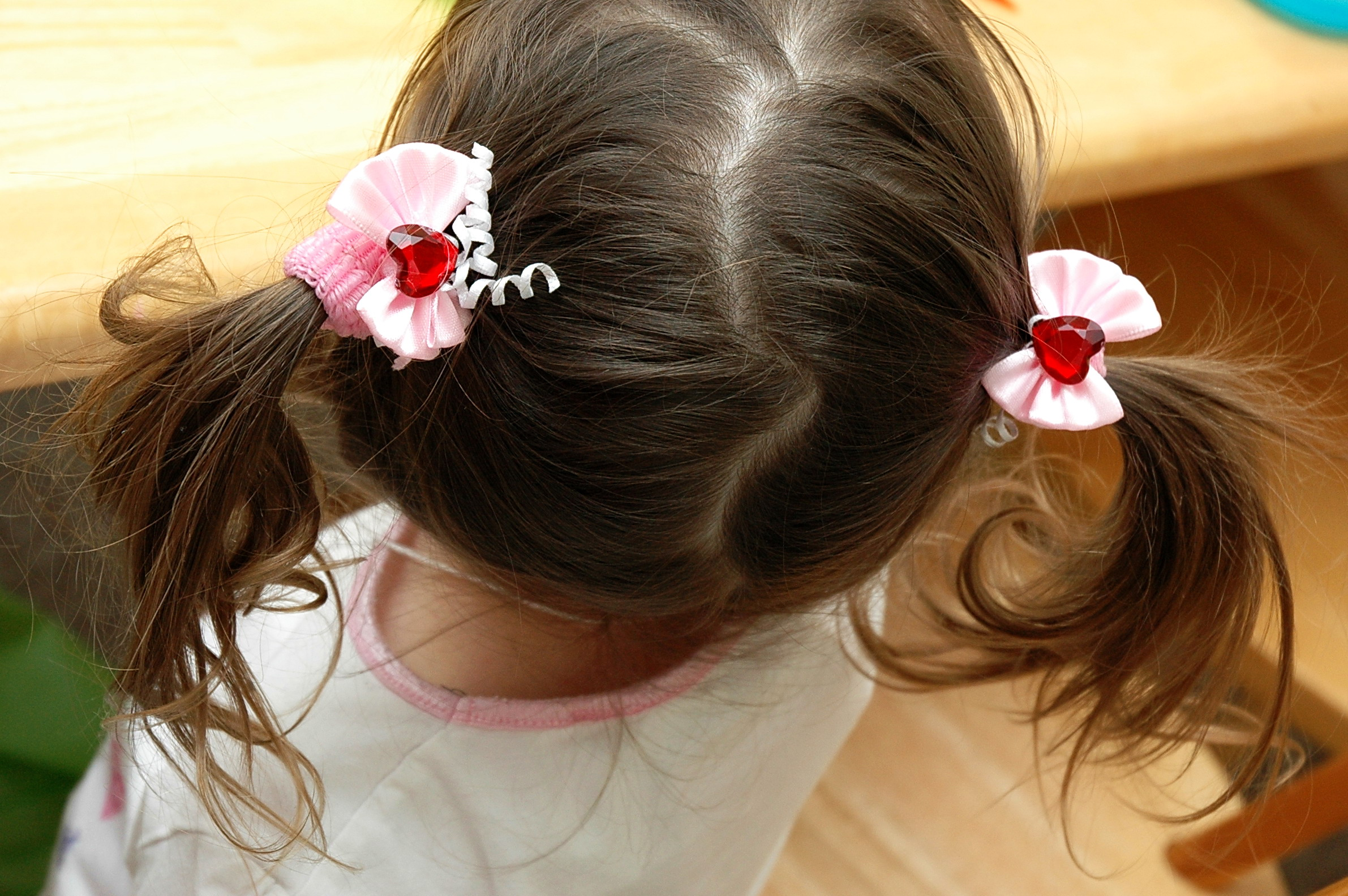
Rattenschwänzchen

## Gebundene Zöpfe
Zöpfe können auch dadurch zusammengehalten werden, dass sie mehrfach gebunden oder über eine größere Strecke hinweg mit Bändern oder anderen Materialien eingewickelt werden.
In der einfachsten Form wird ein Pferdeschwanz mit mehreren zusätzlichen Haargummis in gleichmäßigen Abständen gebunden. Insbesondere dicke Haarstränge erhalten durch mehrfaches Binden freilich eine Steifheit, die bei hängenden Zöpfen meist nicht erwünscht ist. Eine schmiegsamere Variante ist der Twist around braid, der wie ein Haargummizopf gebunden wird, dessen einzelne Segmente jedoch über das jeweils darüber liegende Segment hindurchgefädelt werden.

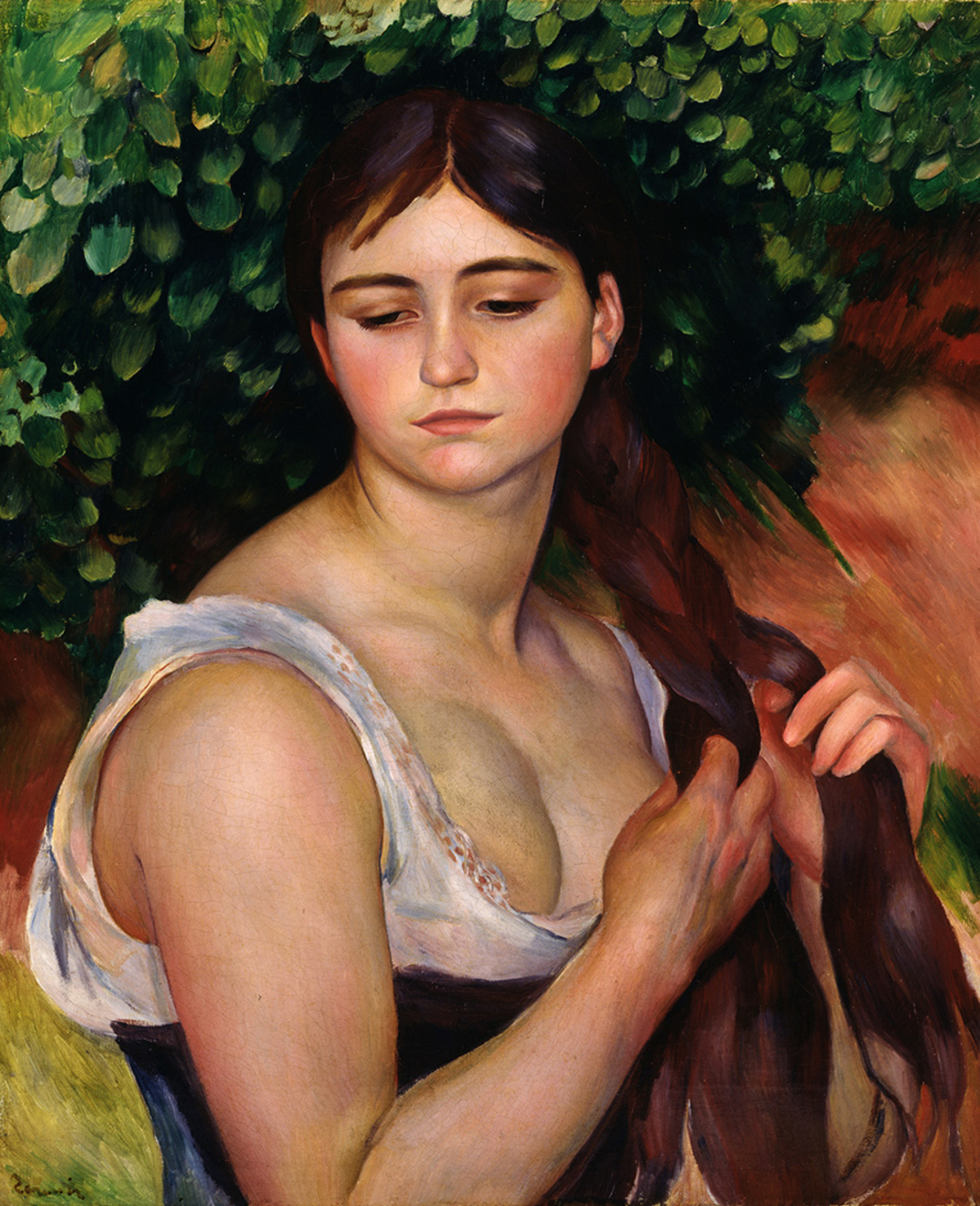
Renoir: Der Zopf (1887)

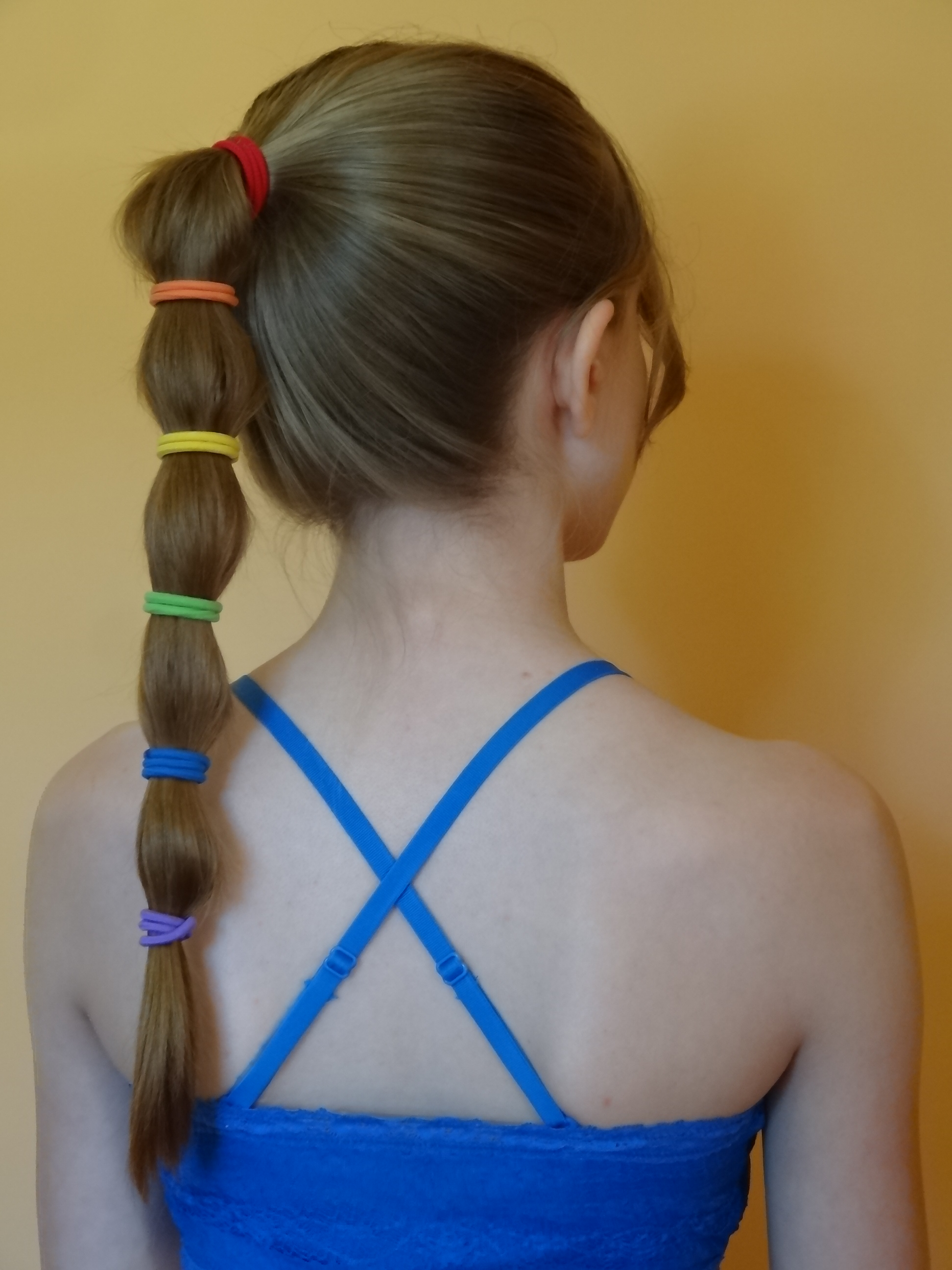
Haargummizopf

## Geflochtene Zöpfe

### Grundtechniken des Haarflechtens
Durch das Nachwachsen ausgefallener Haare enthält jeder Haarstrang längere und kürzere Haare, wobei die letzteren beim Flechten leicht aus den Gliedern herausfallen. Um den Zusammenhalt der Stränge zu erhöhen, wird insbesondere bei anspruchsvolleren Flechttechniken vielfach Frisiercreme oder Haargel verwendet; einfache Alternativen sind das Anfeuchten des Haares oder das Flechten von ungewaschenem Haar, weil auch das natürliche Hautfett für Kohäsion sorgt. Da lockiges Haar leichter zu flechten ist als glattes, wird das Haar manchmal mit dem Lockenstab vorbehandelt. Manche Trägerinnen von Flechtfrisuren klippen sich Tressen ins Haar, damit längere Zöpfe geflochten werden können und die Frisur üppiger aussieht.
Das Erscheinungsbild eines Flechtzopfes hängt unter anderem davon ab, ob er stramm oder lose geflochten ist. Ebenso wie Pferdeschwänze sollten Zöpfe jedoch nicht ständig allzu stramm geflochten werden, weil dies langfristig lokalen Haarausfall („Traktionsalopezie“) begünstigen kann. Der verbreitete Glaube, dass Zopffrisuren das Haarwachstum beschleunigen, muss vor diesem Hintergrund als urbaner Mythos eingestuft werden.
Das Aussehen eines Zopfes kann auch auf andere Weise modifiziert werden, z. B. durch ungleich starken Zug auf den verschiedenen Strängen, durch eine Kombination von dicken und dünnen Strängen, durch das Einflechten von Bändern oder durch das Flechten von Flechtzöpfen.

#### Drei- und mehrsträngige Techniken
Beim Flechten von dreisträngigen Zöpfen gibt es zwei eng verwandte Grundtechniken. Die erste, weit verbreitete, wird häufig als „englische“ Technik bezeichnet und ergibt auf der Vorderseite ein V-förmiges Muster. Die zweite Technik wird auch als „holländischer Zopf“ bezeichnet und ergibt ein A-förmiges Muster. Bei einfachen Zopffrisuren, etwa bei Hängezöpfen, spielt es keine große Rolle, welche Technik gewählt wird. Zum Tragen kommt die Unterscheidung erst bei kunstvolleren Zopffrisuren. Zöpfe, die nach der „holländischen“ Technik direkt am Kopf entlang geflochten sind, erscheinen etwas erhabener. „Französische“ oder „englische“ Zöpfe liegen hingegen enger am Kopf an. Der Unterschied zwischen einem „englischen“ und einem „französischen“ Zopf liegt ausschließlich im Anfangspunkt des Zopfes: Der englische Zopf beginnt im Nacken und der gesamte Flechtteil schwingt frei, während der französische – ein eingeflochtener Zopf – durch regelmäßiges Aufnehmen von Kopfhaar bereits am Oberkopf beginnt und nur am unteren Ende frei schwingt.

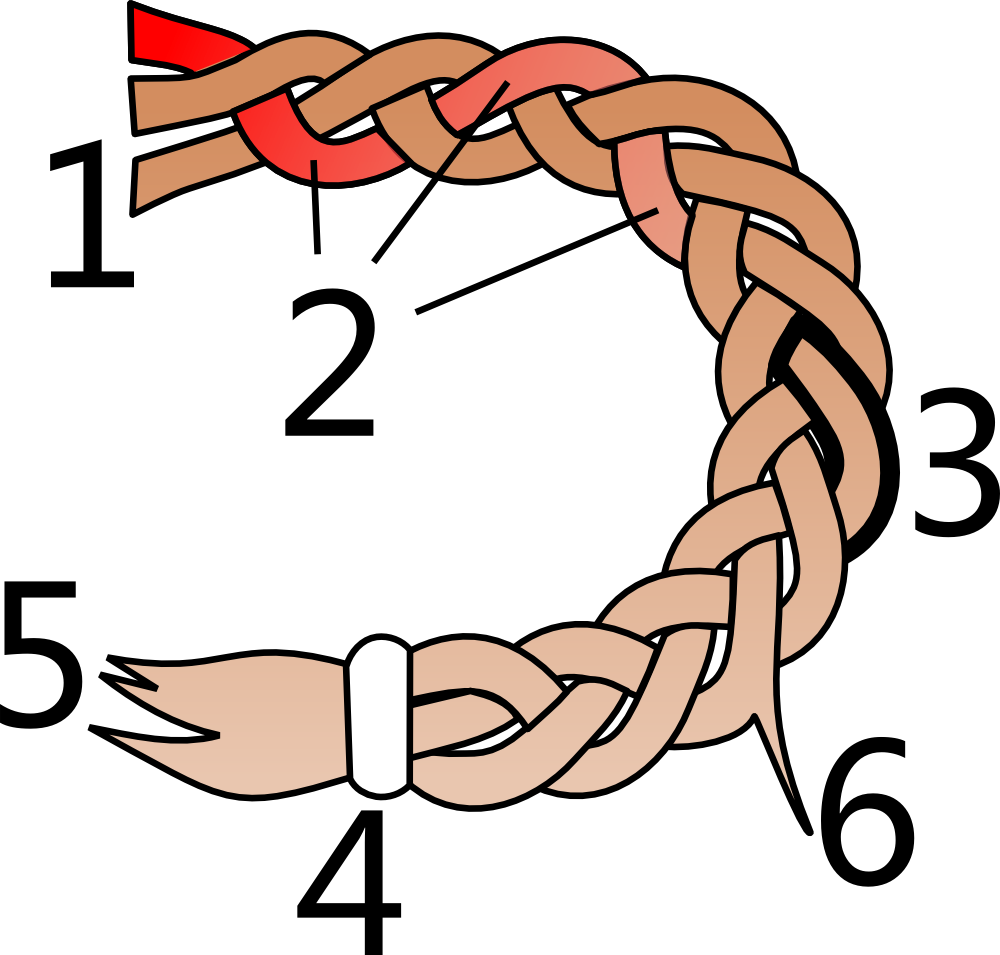
Die Teile eines geflochtenen Zopfes: 1. Ansatz, 2. Strang/Strähne, 3. Glied, 4. Gummi, 5. Quaste, 6. lose fliegendes Haar
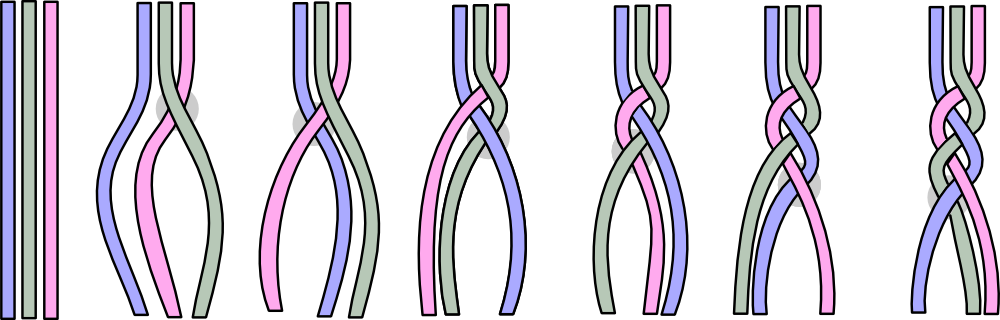
A-Technik
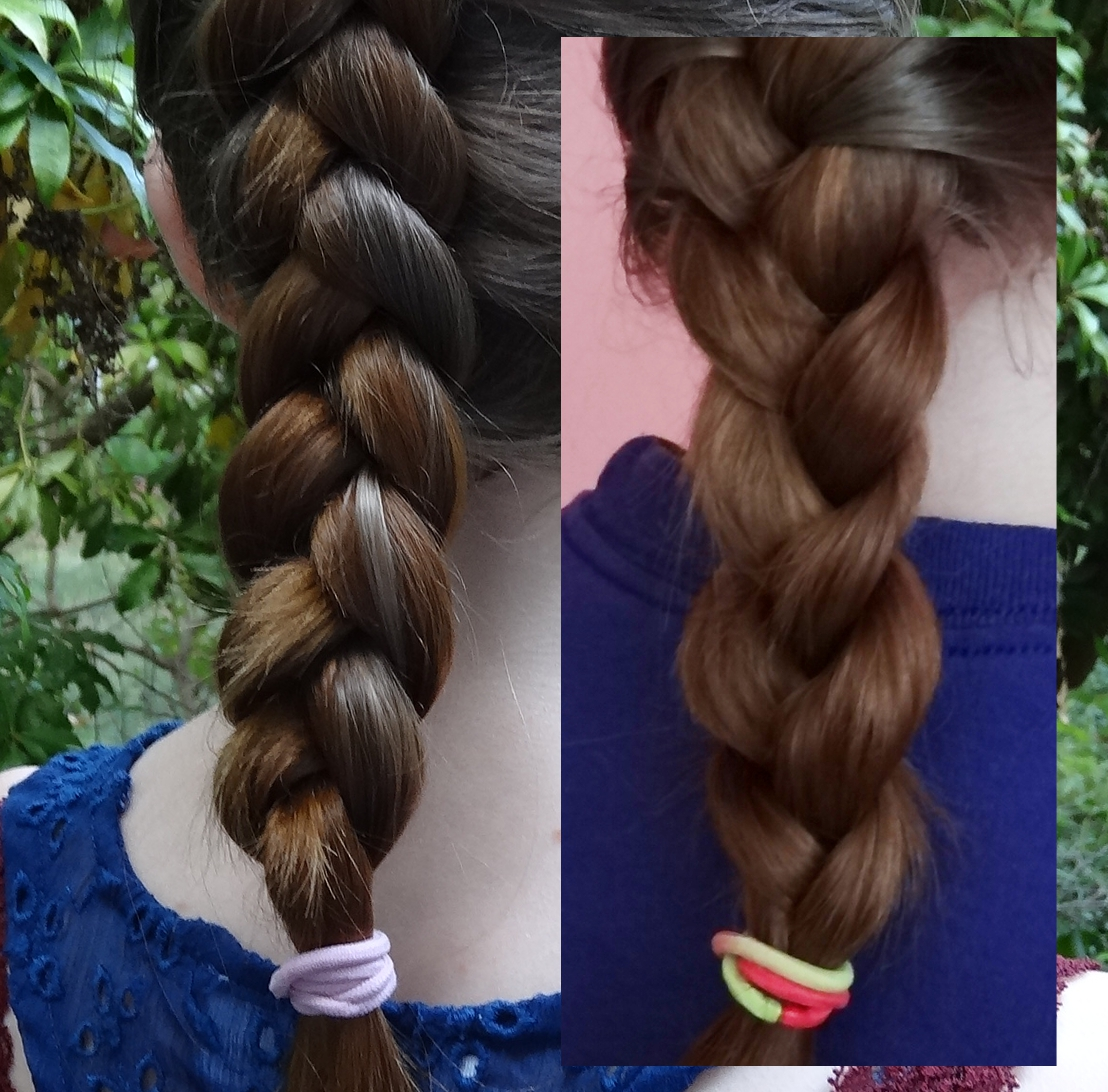
A- und V-Technik im Vergleich
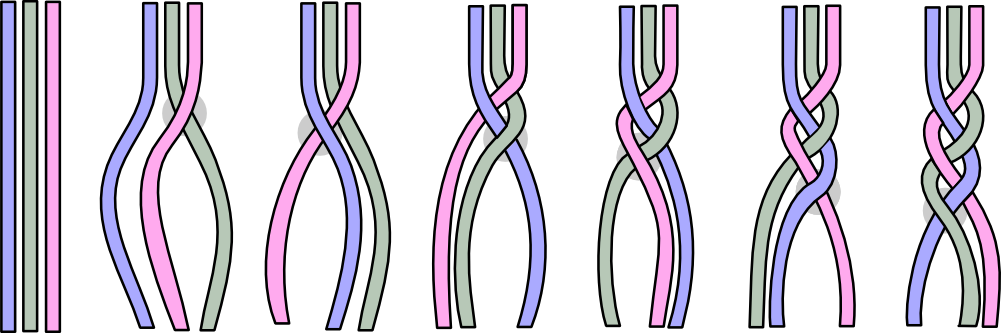
V-Technik

Entsprechende Verfahren lassen sich mit vier und mehr Strängen durchführen. Die obere Grenze dessen, was eine geübte Person mit bloßen Händen flechten kann, liegt bei etwa neun Strängen.

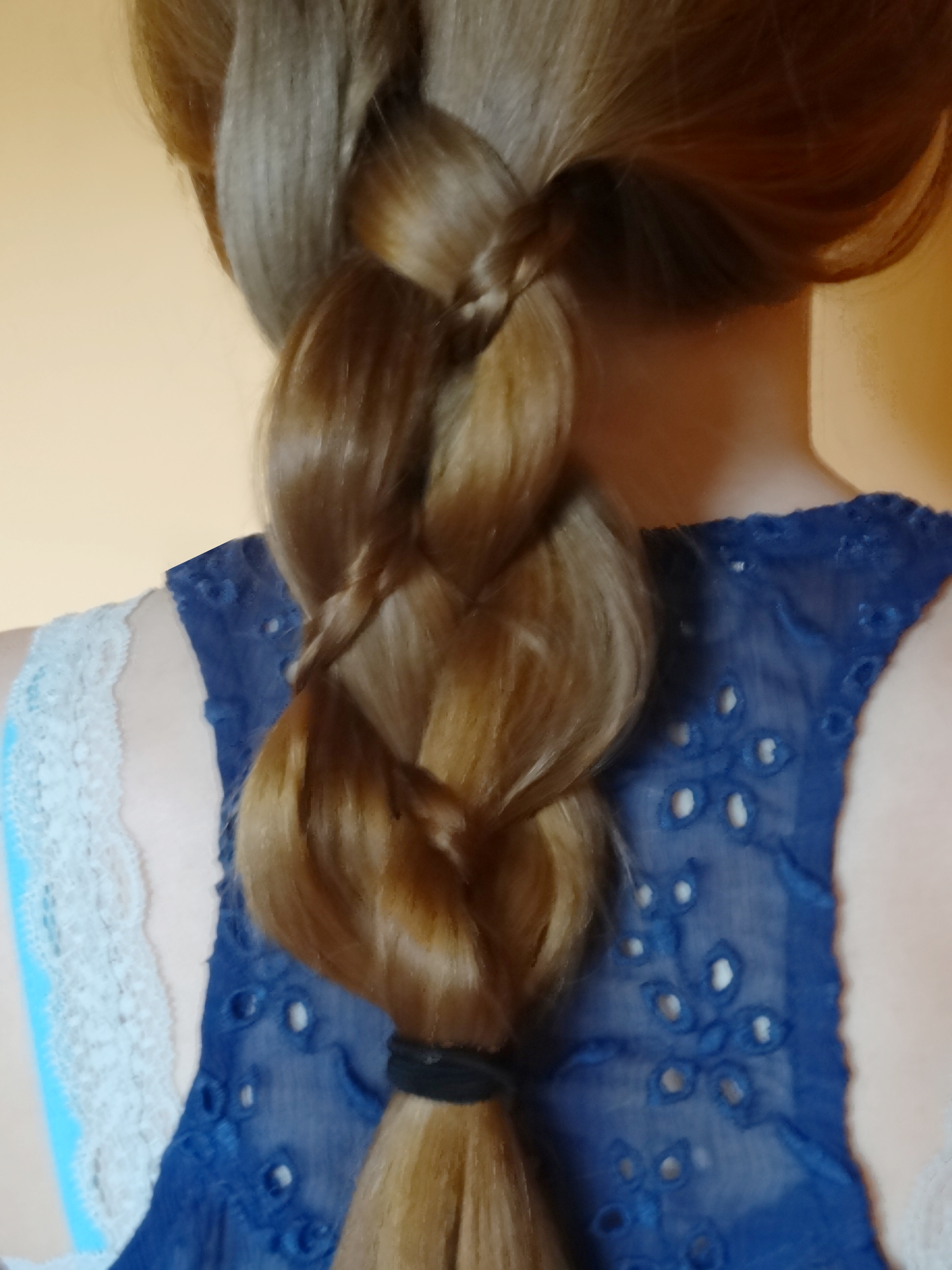
Ein viersträngiger Zopf, geflochten aus drei normalen Strängen und einem feinen Flechtzopf
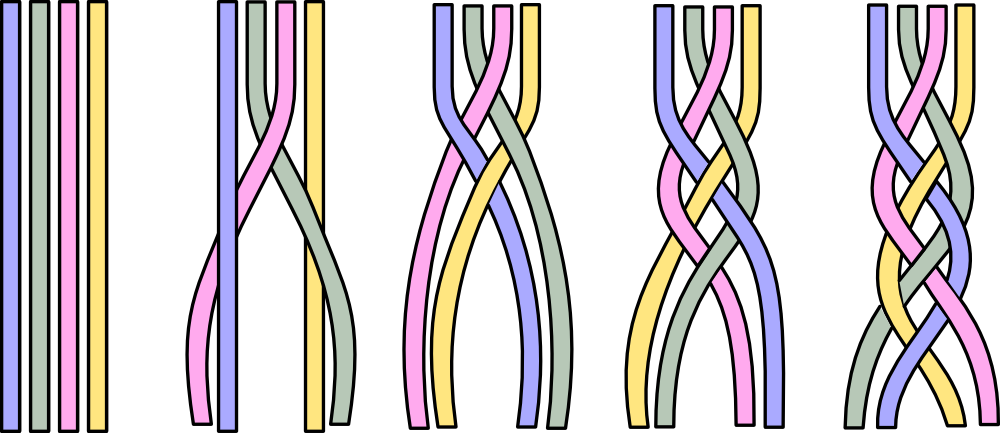
Viersträngige Technik (flach)
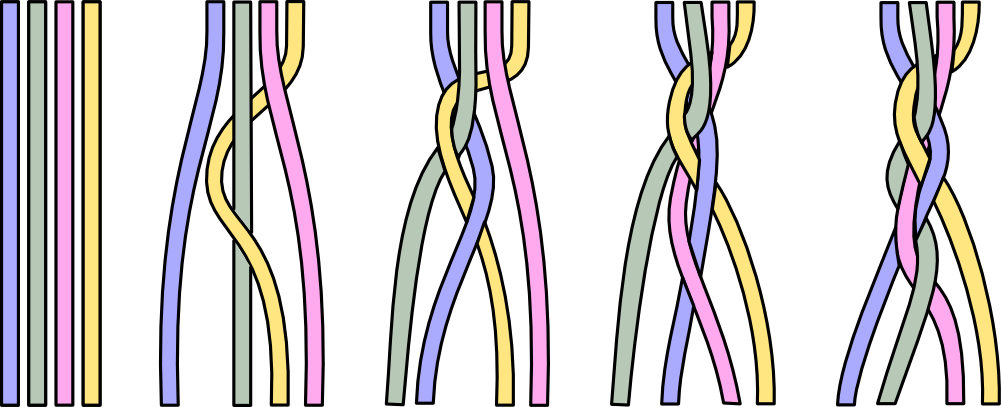
Viersträngige Technik (rund)
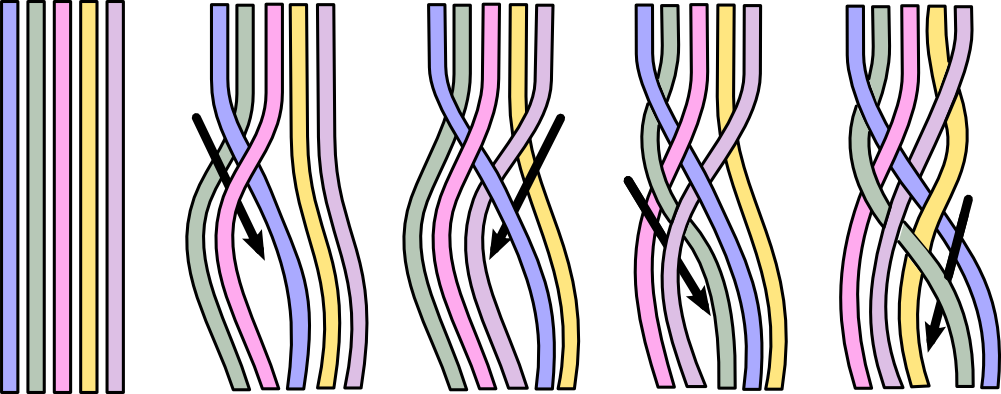
Fünfsträngige Technik

#### Zweisträngige Technik
Fischgrätzopf (Ährenzopf)Bei dieser zweisträngigen Technik bleiben die beiden Hauptstränge nebeneinander liegen und werden selbst nicht verflochten, sondern dienen lediglich als Materialressourcen für dünne, abwechselnd nach links und rechts gelegte Stränge, die vom äußeren Rand des einen Hauptstranges entnommen und zum inneren Rand des anderen Hauptstranges geführt werden. Eine Variante ist der invertierte Fischgrätzopf, bei dem die Strähnchen nicht auf der Vorder-, sondern auf der Rückseite der Hauptstränge gekreuzt werden; vorn erscheint infolgedessen kein V-, sondern ein A-Muster. Eine weitere, anspruchsvollere Variante ist der vierseitige Fischgrätzopf, der entsteht, wenn abwechselnd zwei Schläge des normalen und zwei Schläge des invertierten Fischgrätzopfes geflochten werden.

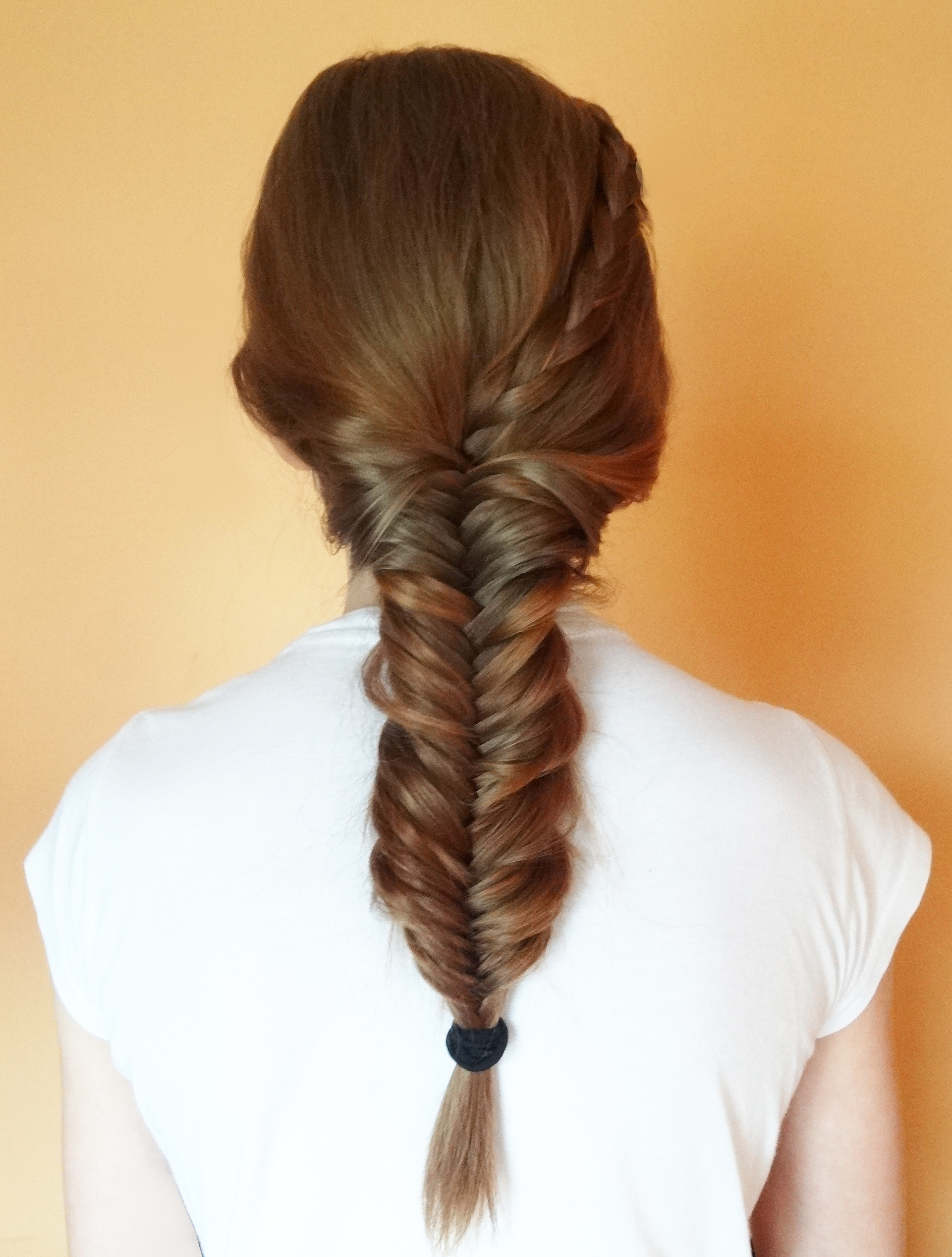
Fischgrätzopf
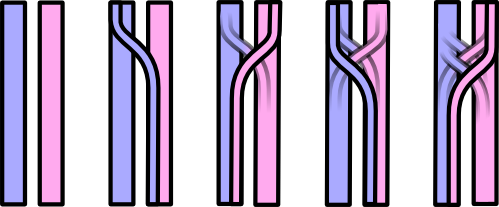
Fischgrättechnik
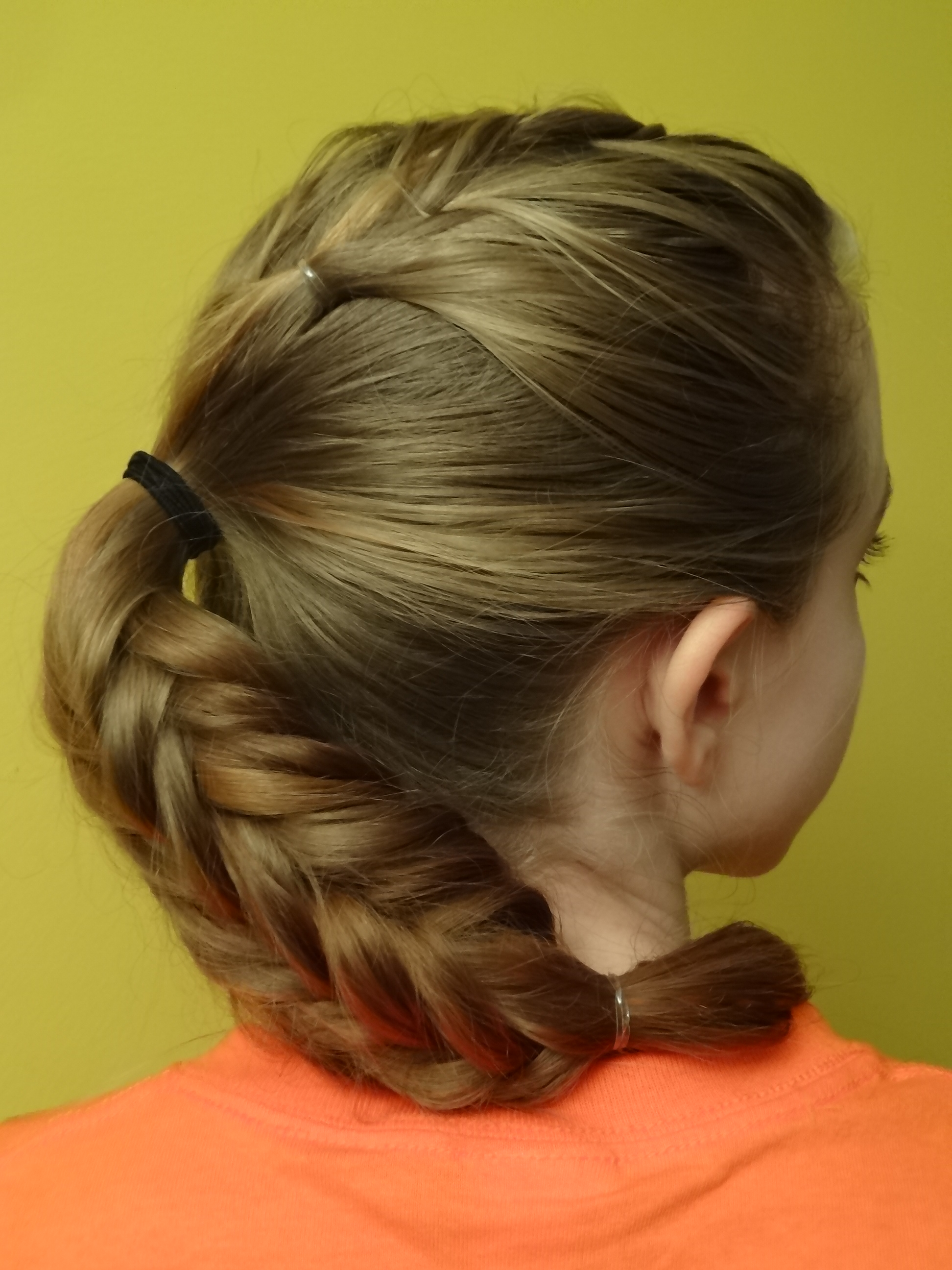
Vierseitiger Fischgrätzopf

### Hängende Flechtzöpfe
NackenzopfAuch: englischer Zopf, Hängezopf. Ein in V-Technik geflochtener Zopf, der vom Nacken herabhängt. Eine Variante ist der Seitenzopf, der hinter dem Ohrläppchen beginnend geflochten wird und als Blickfang über die Schulter nach vorn herabhängt.
HängezöpfeWenn zwei Hängezöpfe getragen werden, so werden diese bei säuberlich gescheiteltem Haar meist hinter den Ohrläppchen beginnend geflochten. Filmvorbildern entsprechend werden solche Zöpfe gelegentlich als „Heidi-Zöpfe“ bezeichnet, obwohl die Romanvorlage Johanna Spyris „kurzes, krauses Haar“ hatte. Eine ebenfalls fiktive Trägerin von Zöpfen war das Mädchen Rapunzel aus den grimmschen Kinder- und Hausmärchen. Als Symbol frechen Selbstbewusstseins unsterblich gemacht haben Astrid Lindgren und ihre Illustratorin Ingrid Vang Nyman ihre nach oben gebogenen Zöpfe in ihrem 1945 veröffentlichten Kinderbuch Pippi Langstrumpf. In den USA hat Judy Garland die Zopffrisur mit ihrer Rolle als Dorothy in dem Film Der Zauberer von Oz (1939) prominent vertreten, und später Lisa Loring, die in der Fernsehserie The Addams Family (1964/65) das Töchterlein Wednesday Addams spielte, wie auch Laura Ingalls in der Fernsehserie Unsere kleine Farm. Der Wechsel von Doppelzöpfen zum Nackenzopf markiert in vielen Kulturen traditionell den Übergang von der Kindheit zum Erwachsenenalter.
Pixie braidsAuch das gesamte Haupthaar kann in kleine Zöpfe geflochten werden. Im Deutschen werden solche Zöpfe häufig unscharf als Braids (englisch für „Zöpfe“) bezeichnet. Im englischen Sprachraum, woher auch der speziellere Ausdruck „Pixie braids“ stammt, wird die Frisur vor allem von afroamerikanischen Frauen und Mädchen getragen. Ein bekannter männlicher Träger ist der britische Sänger Boy George. Wenn die Haarstränge so aufgenommen werden, dass an der Kopfhaut regelmäßige (z. B. kästchen- oder rautenförmige) Areale entstehen, so werden die Zöpfe dagegen Box braids genannt. Die fertigen Zöpfe werden entweder mit kurzen, möglichst unsichtbaren, Gummibändern gesichert oder an den Spitzen so erhitzt, dass das Haar zusammenklebt. Wegen des hohen Zeitaufwandes bei der Frisur bleiben Braids zwei bis vier Wochen im Haar. Wenn die Zöpfe zum Teil eingeflochten sind, spricht man nicht von Braids, sondern von Cornrows.

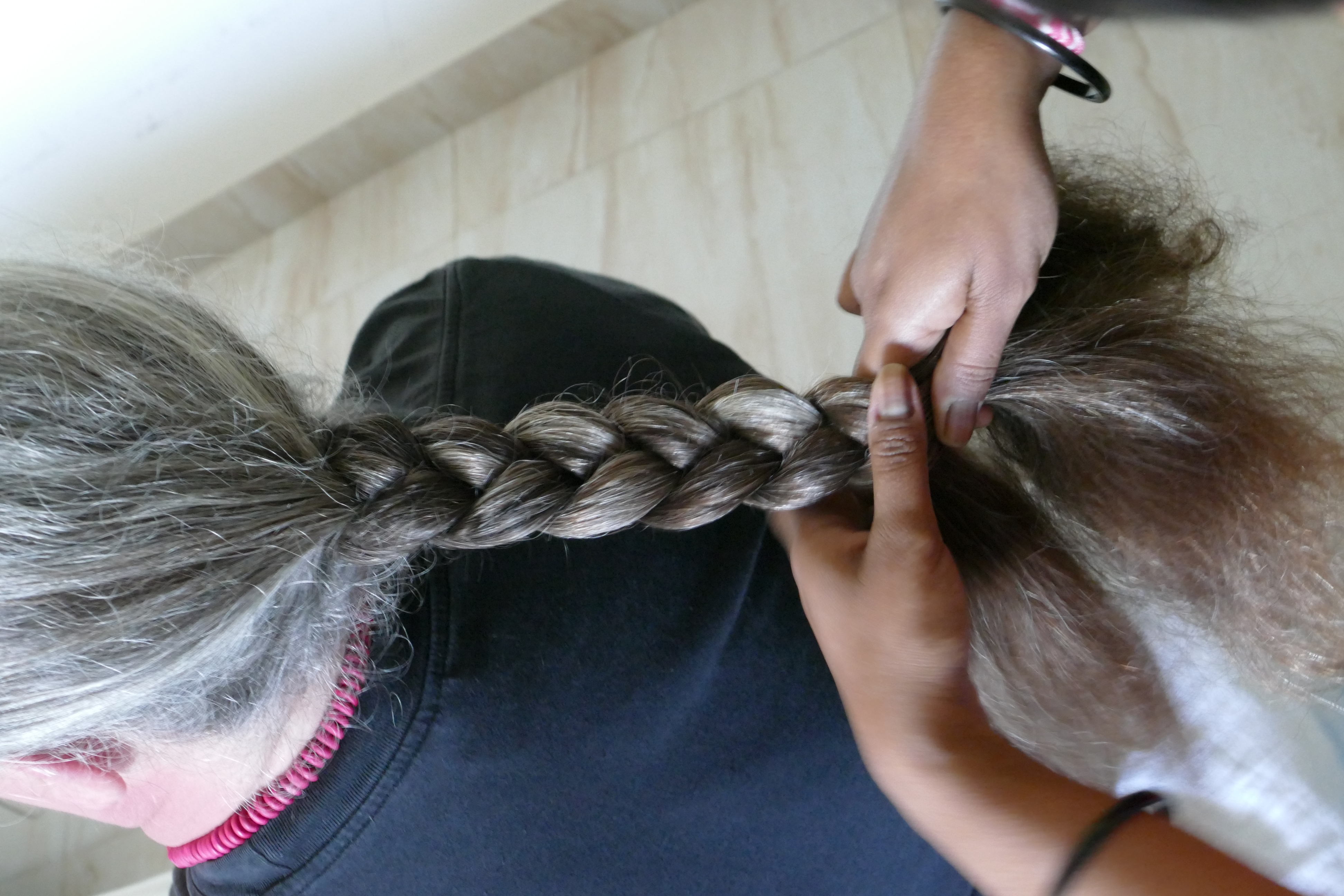
Das Flechten eines Nackenzopfes
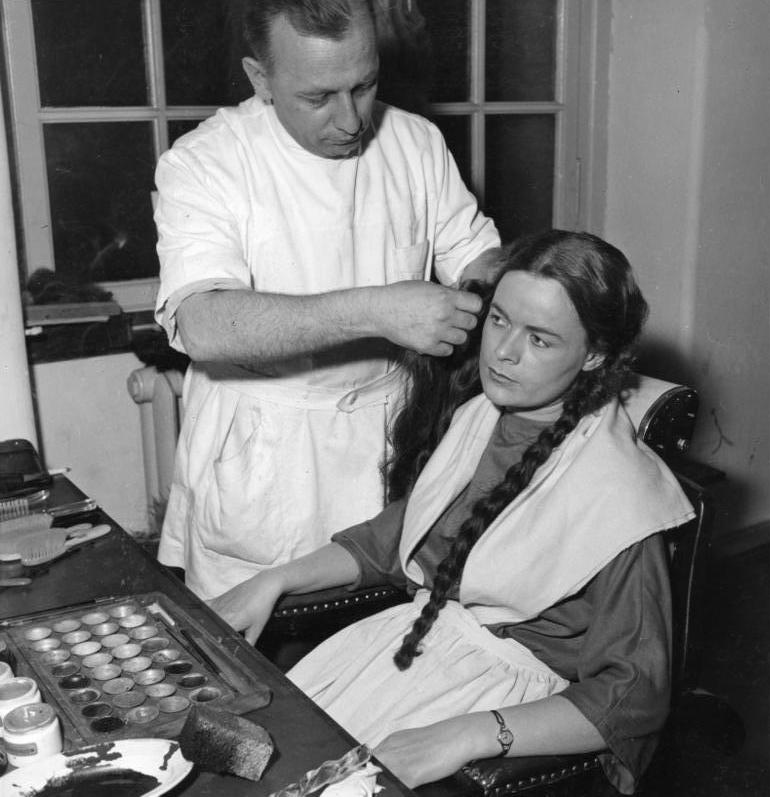
Maskenbildner beim Zopfflechten
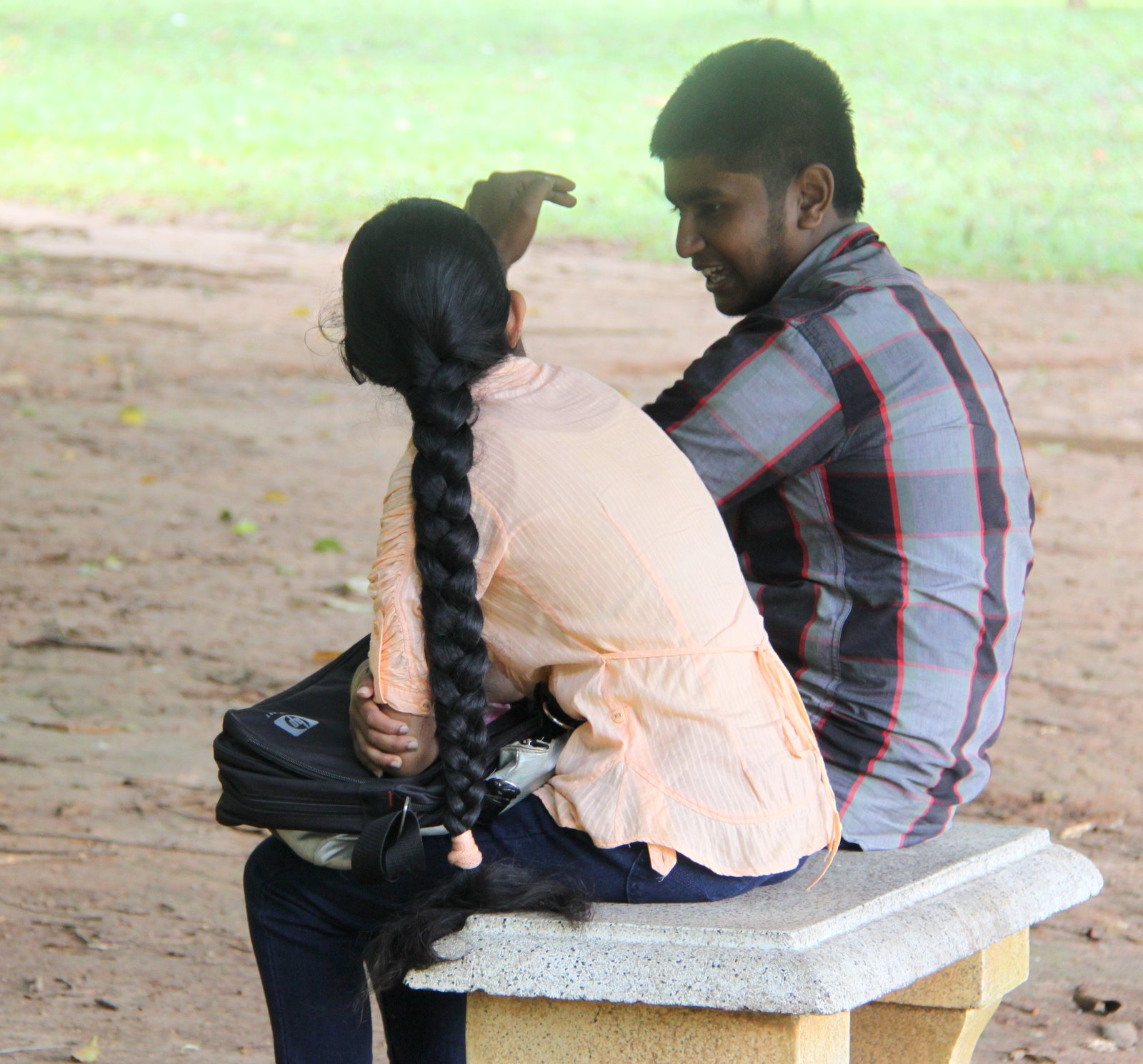
Frau mit Hängezopf (Sri Lanka)
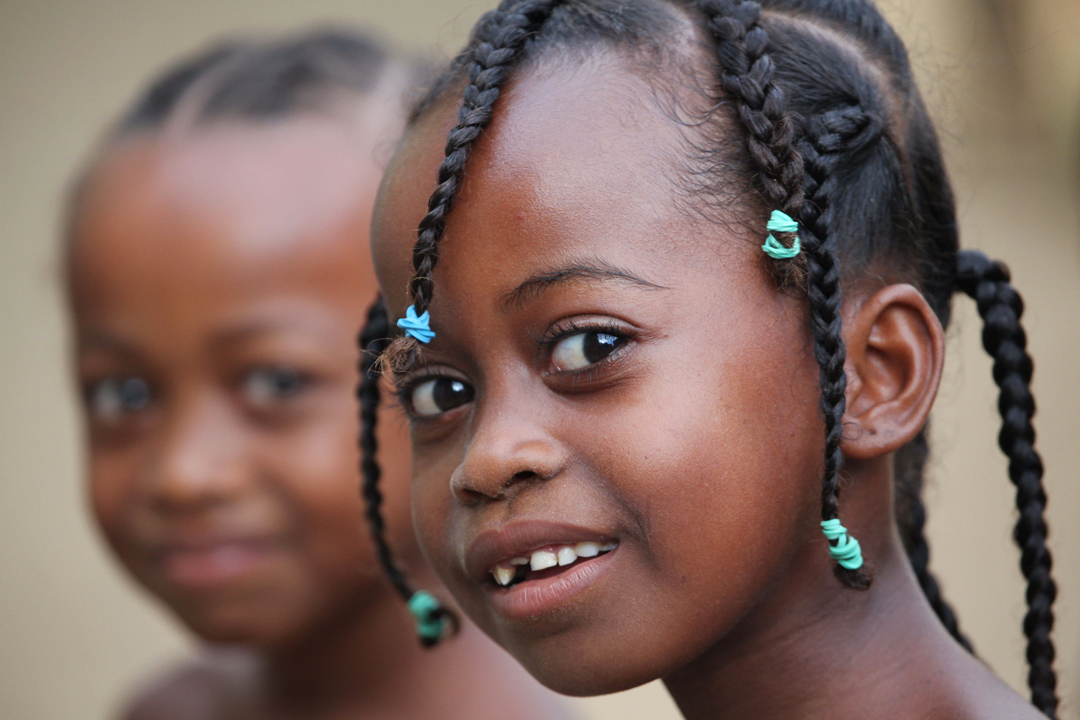
Mädchen mit mehreren Zöpfen (Madagaskar)
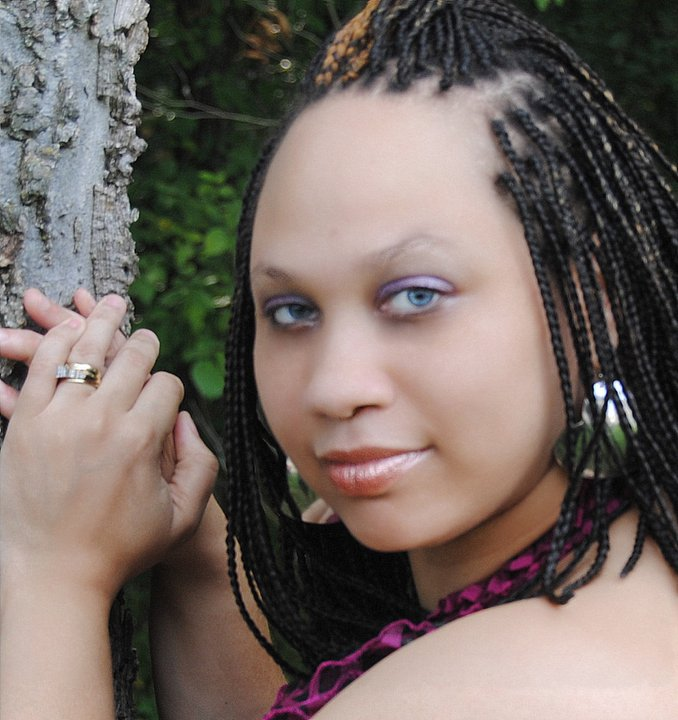
Pixie braids

### Festgesteckte Flechtzöpfe

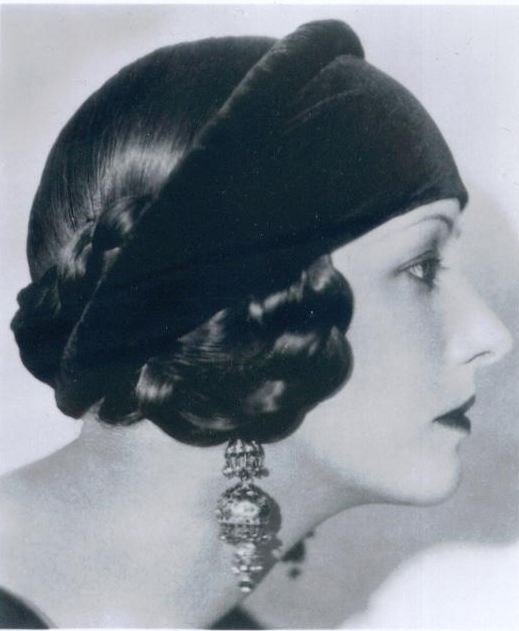
Die Designerin Natacha Rambova mit einer Schneckenfrisur (1920)

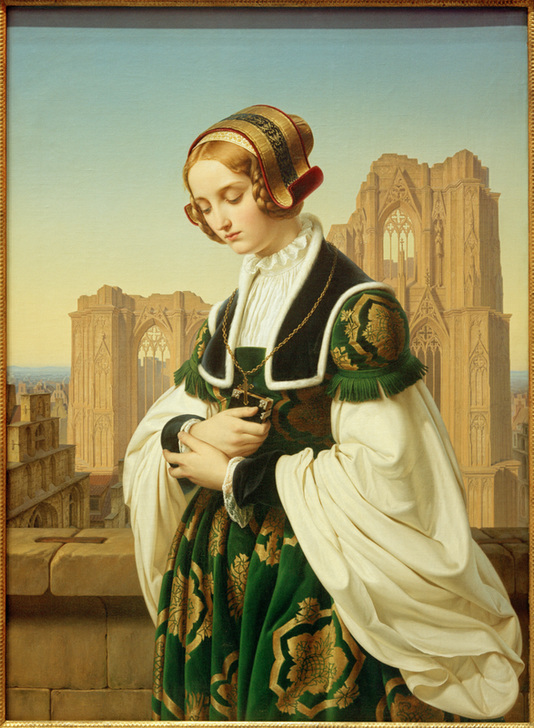
Louis Ammy Blanc: Die Kirchgängerin, 1837

SchlaufenzopfAuch „Affenschaukel“ genannt: die einfachste Form eines festgesteckten Flechtzopfs. Bei dieser Frisur, die fast ausschließlich von Mädchen und meist paarweise getragen wird, wird der Zopf nach innen zur Schlinge hochgelegt und die Quaste hinter dem Zopfansatz verborgen und festgesteckt.
KranzzopfEin Zopf, der als Hängezopf geflochten und anschließend kranzartig um den Kopf herum gelegt und festgesteckt wird, wobei die Quaste gut verborgen wird.
Ein traditionelles Beispiel ist der Gretchenzopf, dessen Material zwei stramm geflochtene Hängezöpfe sind, deren Ausgangspunkte hinter den Ohren liegen. Die fertigen Zöpfe werden gegenläufig um den Vorderkopf herumgeführt und hinter dem jeweils anderen Ohr festgesteckt. Für einen klassischen Gretchenzopf wird sehr langes Haar benötigt, das etwa bis zum Nabel reicht. Der Name dieser Doppelkranzfrisur geht auf die Abend-Szene in Goethes Faust-Drama zurück, in der Margarete auftritt, „ihre Zöpfe flechtend und aufbindend“. Im Englischen heißt dieselbe Frisur Heidi braid.
Aus mindestens hüftlangem Haar lässt sich eine Bauernkrone flechten, das ist ein einzelner Flechtzopf, der um den gesamten Kopf herumgelegt wird.
Wenn der Kranz nicht nah am Haaransatz, sondern weiter am Oberkopf festgesteckt wird, spricht man im Deutschen von einer Zopfkrone oder Gretchenkrone. Wenn das Haar dafür nicht lang genug ist, kann diese Frisur auch eingeflochten werden.
Viele moderne Kranzfrisuren werden nicht aus ein oder zwei, sondern aus deutlich mehr Flechtzöpfen zusammengesetzt.
Geflochtener HaarknotenEin Flechtzopf kann zu einem Haarknoten aufgewickelt und festgesteckt werden, wobei ein Haarnetz oder andere Hilfsmittel für stabileren Halt sorgen können. Erwachsene Frauen tragen die Frisur meist am Hinterkopf, während Mädchen oft Haarschnecken tragen.
SchneckenfrisurenDas ist eine Variante des Haarknotens, bei dem der Zopf möglichst flach aufgewickelt wird, sodass die Spiralstruktur gut erkennbar bleibt. Einige Haarschnecken – etwa die Frisur, die Carrie Fisher als Prinzessin Leia in dem Film Krieg der Sterne (1977) trug – sind allerdings gar nicht aus Zöpfen gewunden, sondern reine Haarknoten ohne jede Flechttechnik.

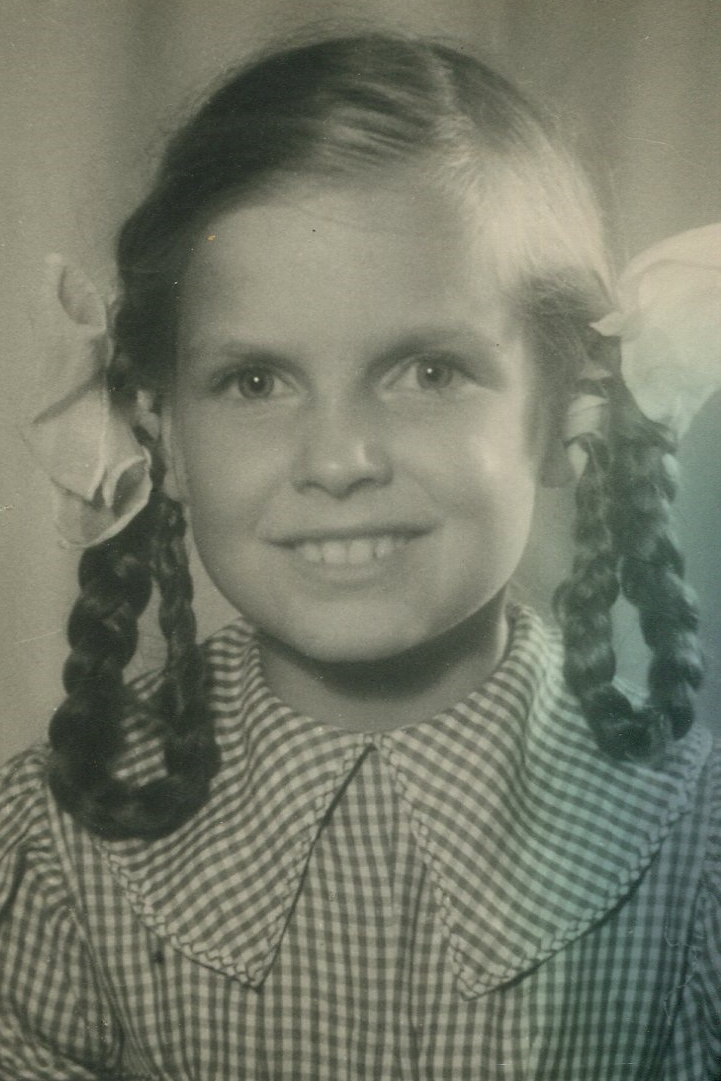
Mädchen mit Schlaufenzöpfen (Deutschland, 1946)
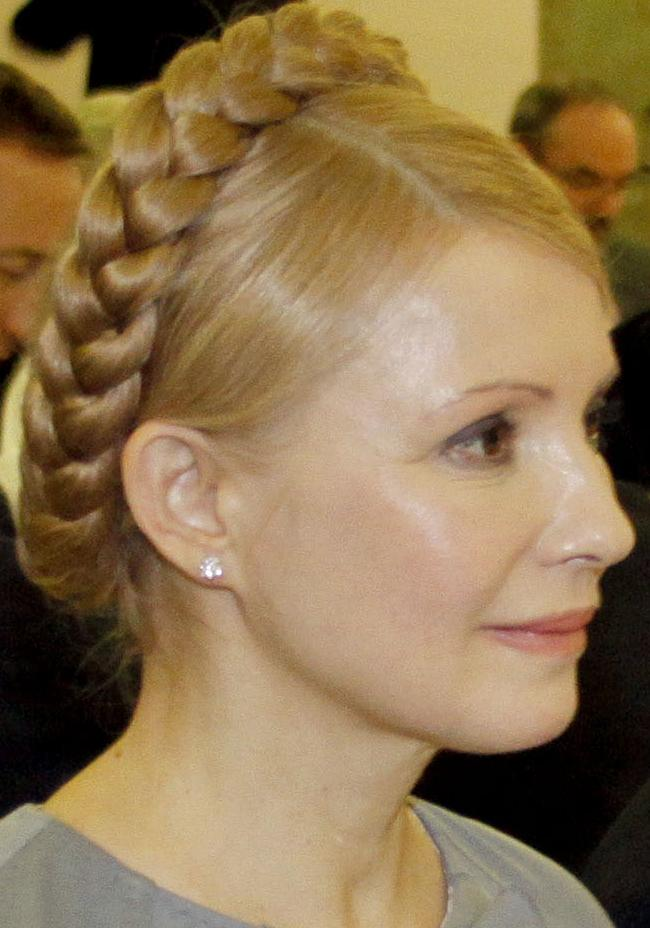
Julija Tymoschenko mit einer Bauernkrone
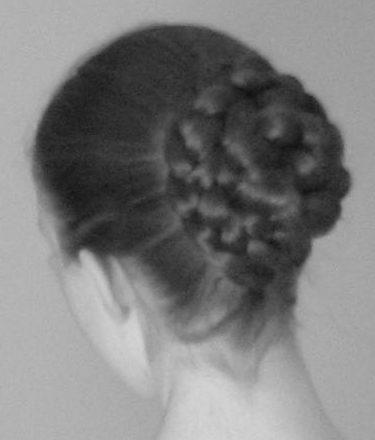
Geflochtener Haarknoten
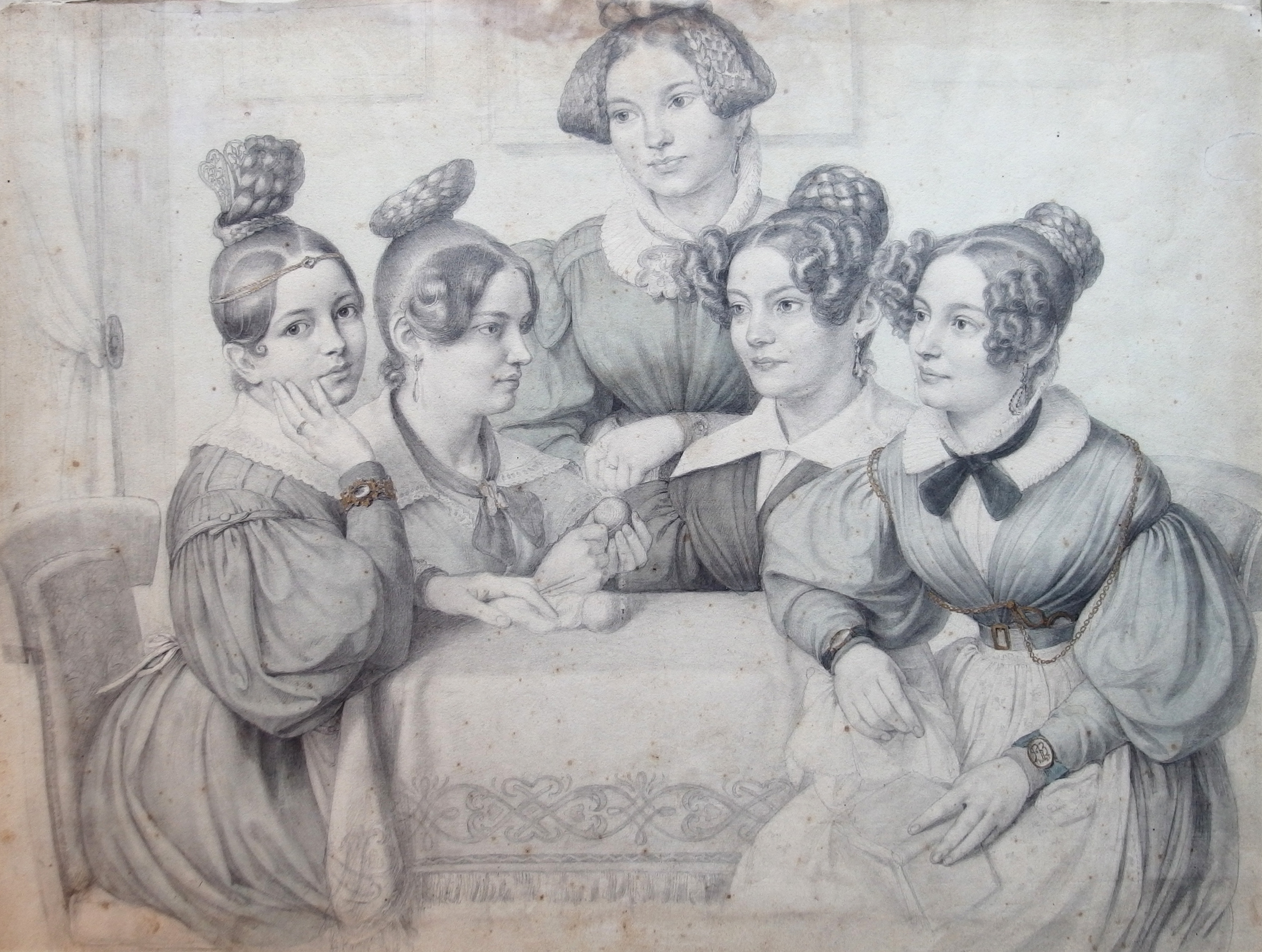
Mädchen mit geflochtenen Kranz- und Schneckenfrisuren (Deutschland, 1833)

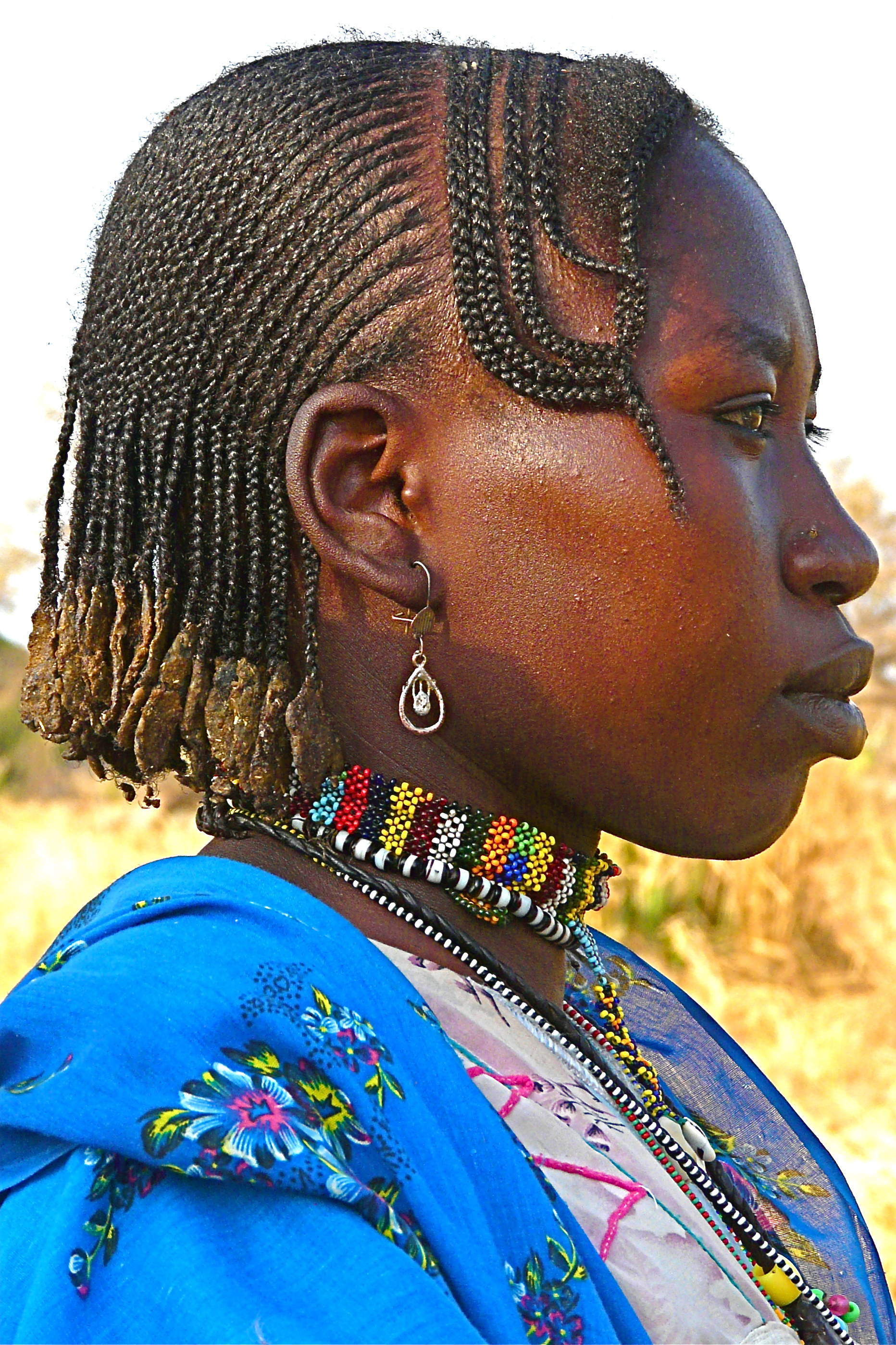
Eingeflochtene Zöpfe werden meist nah an der Kopfhaut geknüpft

### Eingeflochtene Zöpfe
Bei der Anfertigung eingeflochtener Zöpfe werden dem entstehenden Zopf laufend neue Haarstränge zugeführt. Wenn diese Techniken nahe an der Kopfhaut entlanggeführt werden, liegt der Zopf ohne weitere Hilfsmittel fest am Kopf an. Gegenüber einfach geflochtenen Zöpfen bieten diese Techniken daneben den Vorteil, dass selbst relativ kurzes Haar in den Zopf aufgenommen werden kann.
Neben der klassischen französischen bzw. holländischen Technik, bei der dem entstehenden Zopf neue Strähnen zugeführt werden, gibt es Flechttechniken, bei denen aus einem entstehenden Zopf umgekehrt Strähnen abgezweigt werden. Diese zunächst lose herausfallenden Strähnen – im Englischen spricht man von feathers („Federn“) – können anschließend weiter verflochten oder für beliebige andere Zwecke verwendet werden.
Die meisten der folgenden Techniken erfordern eine anspruchsvolle Fingerführung, jedoch keine weiteren Hilfsmittel und können von Geübten grundsätzlich auch am eigenen Haar ausgeführt werden.

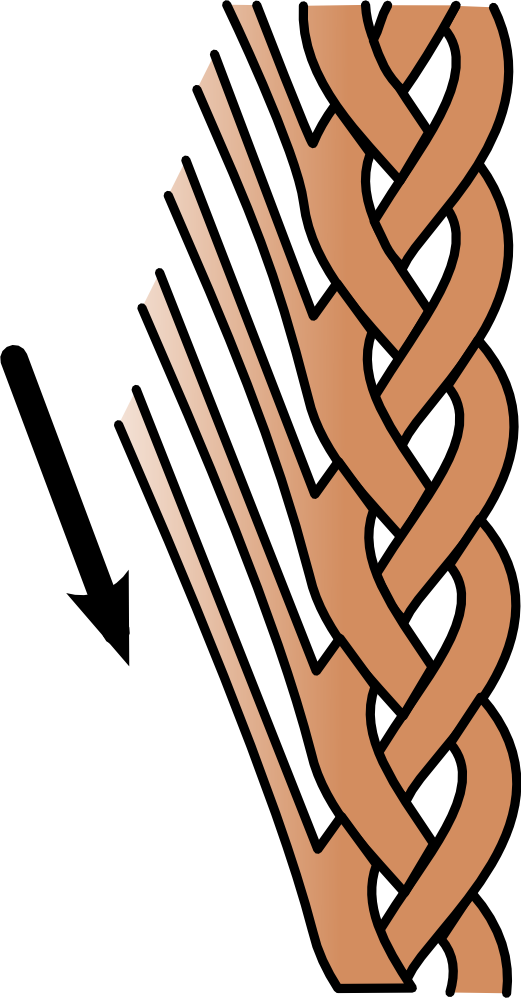
Das Prinzip eines eingeflochtenen Zopfes
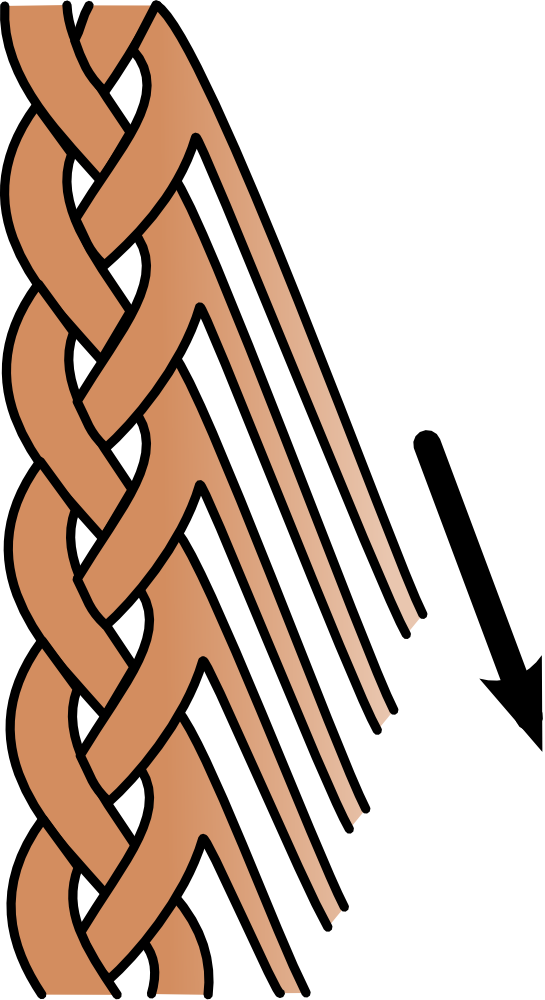
Das Prinzip eines Federzopfes

#### Dreisträngige Techniken
Französische TechnikDer französische Zopf (tresse française) wird wie ein gewöhnlicher Zopf aus drei Strängen gearbeitet, mit der Besonderheit jedoch, dass jedem Strang, der von der Seite – also von links oder rechts – kommend eingeflochten wird, eine neue Haarsträhne beigegeben wird, die bisher nicht Bestandteil der drei Hauptstränge war. Bei der vollen französischen Technik werden Stränge von links und von rechts eingeflochten. Der Technik liegt die V-Technik zugrunde. Das Überflechten der Stränge hat zur Folge, dass der entstehende Zopf auf dem angrenzenden Haar nicht aufliegt, sondern etwas darin versinkt. Auch vier- und mehrsträngige Zöpfe können eingeflochten werden; ein symmetrisches Erscheinungsbild wird allerdings nur erreicht, wenn man eine ungerade Anzahl von Strängen verwendet.
Holländische TechnikAls holländischer Zopf wird das Äquivalent der französischen Technik bezeichnet, bei der jeder Strang unter dem zu kreuzenden mittleren Haarstrang hinweggeführt wird (A-Technik). Durch das Unterflechten der Stränge ragt der entstehende Zopf deutlich höher als ein französischer Zopf aus dem benachbarten Haar hervor.

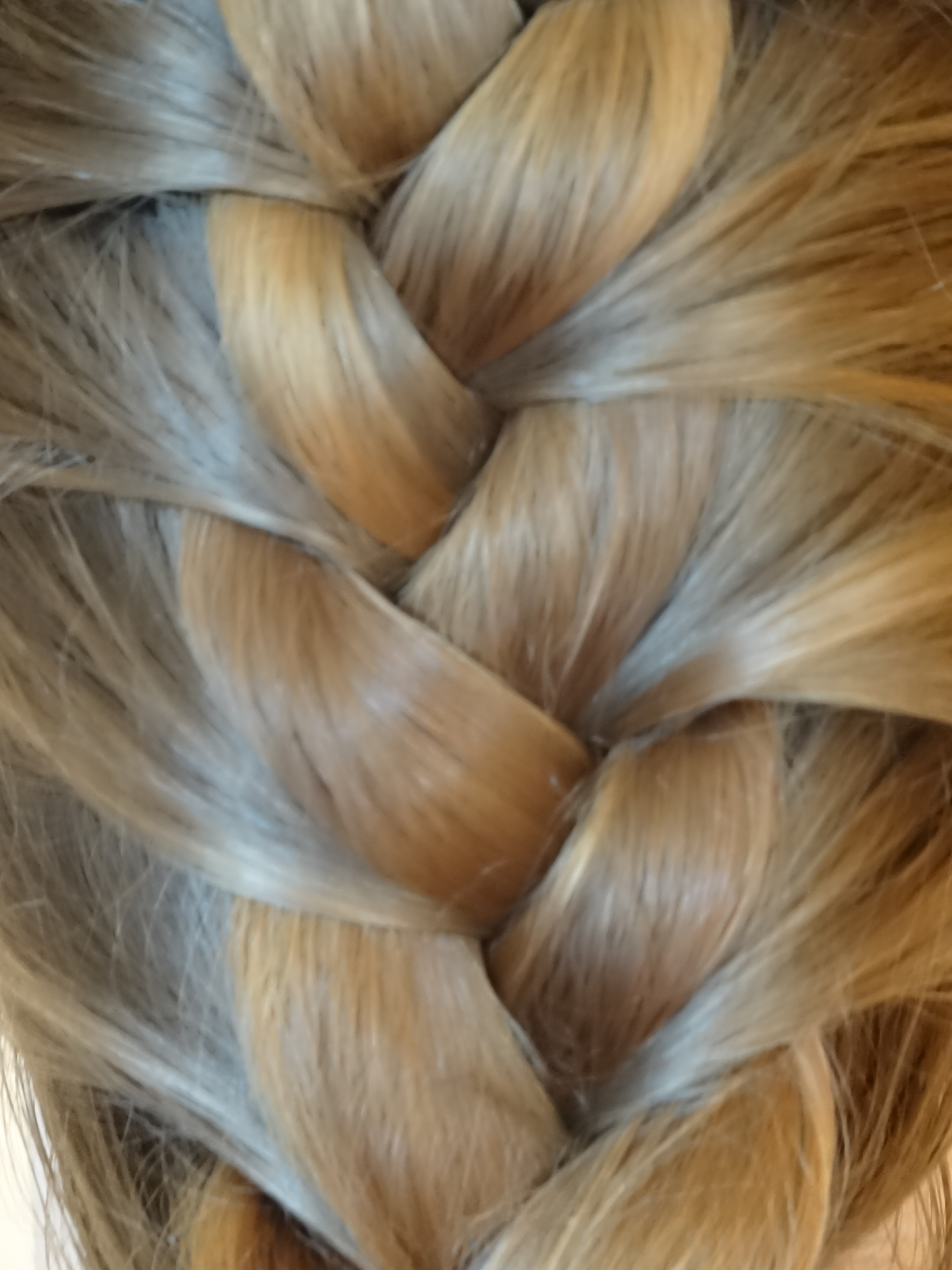
Französischer Zopf
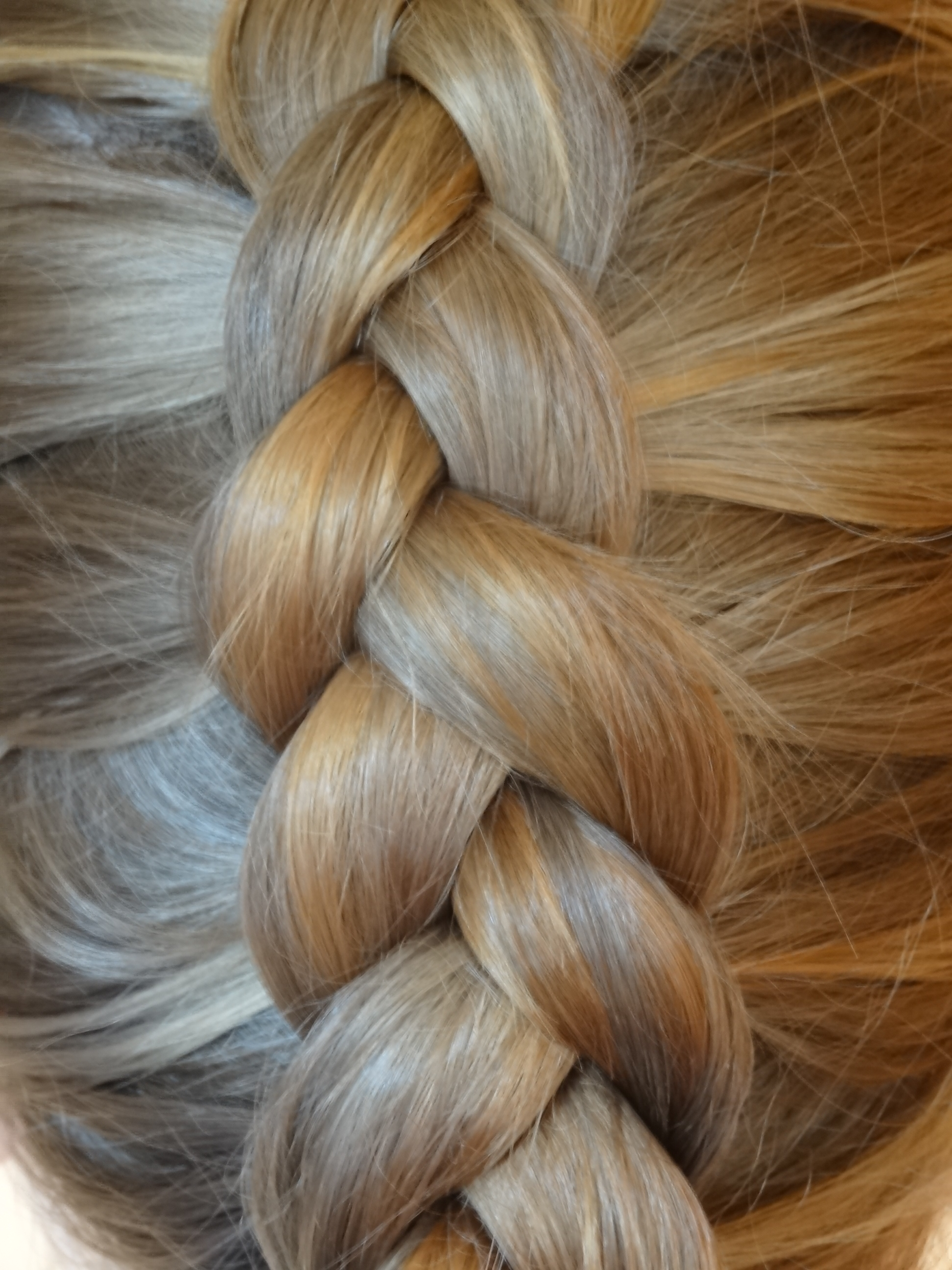
Holländischer Zopf
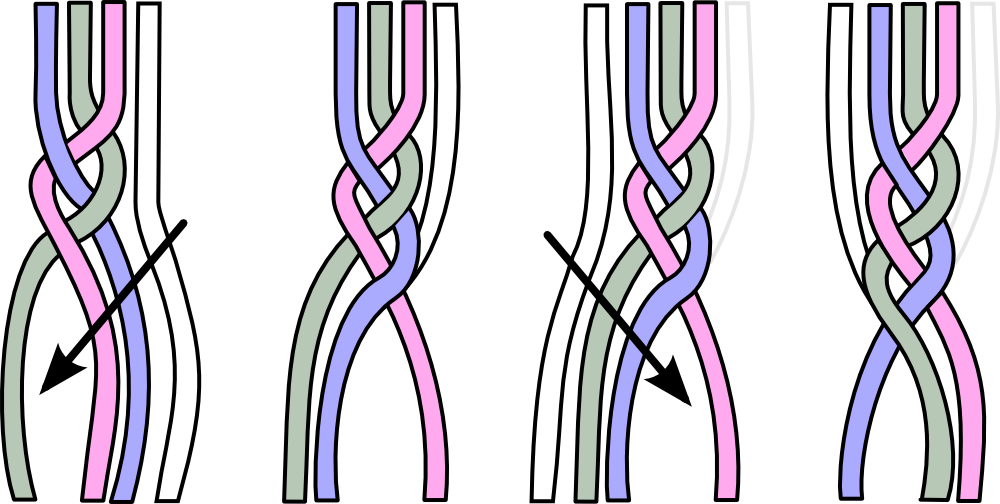
Französische Technik
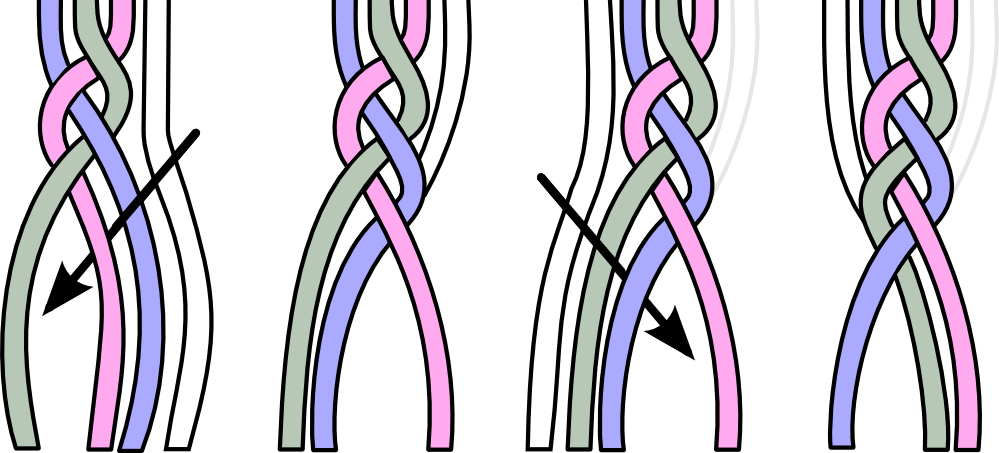
Holländische Technik
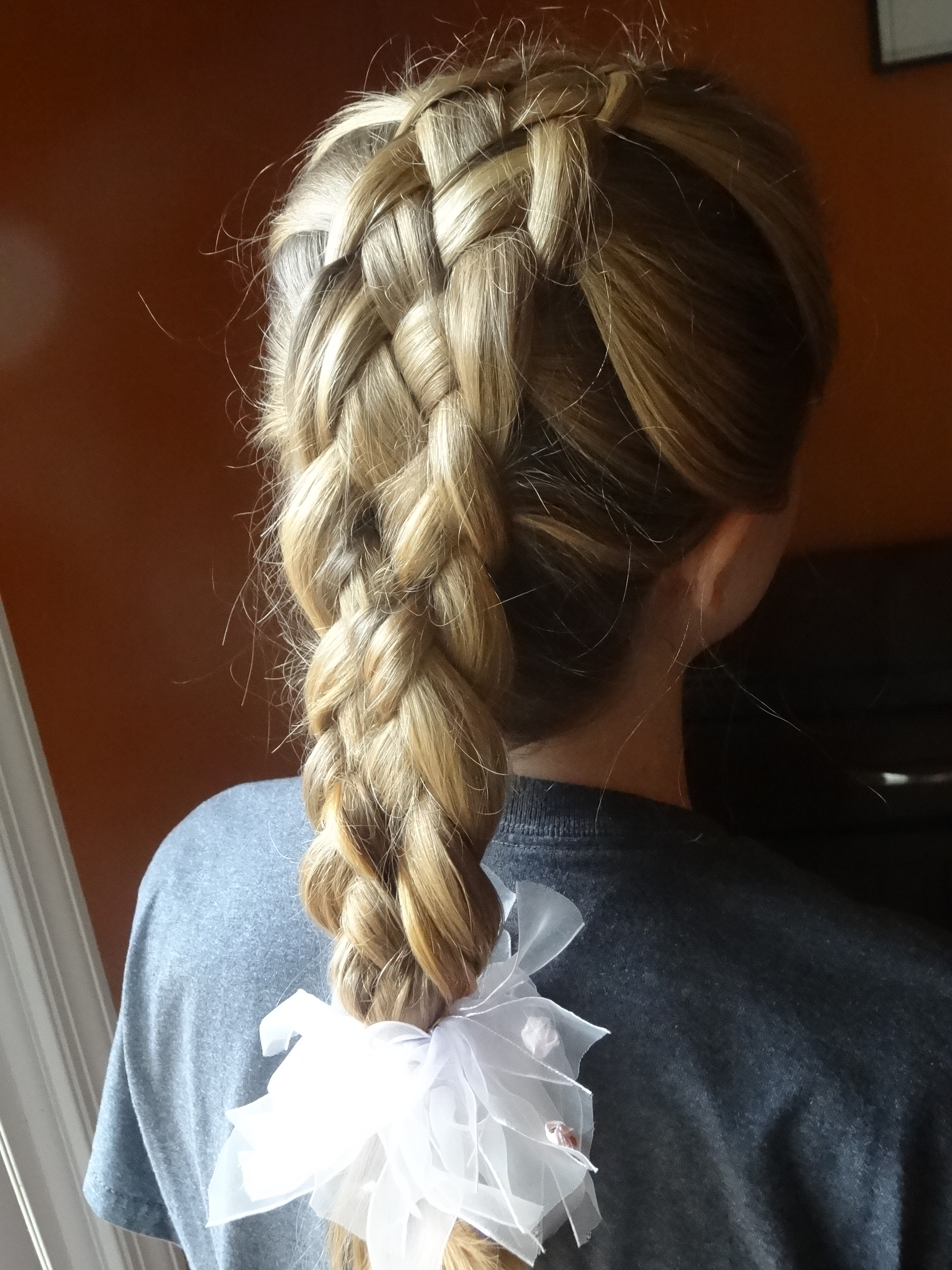
Fünfsträngiger Zopf, in holländischer Technik eingeflochten

Halber französischer Zopf und halber holländischer ZopfBei diesen Varianten der oben genannten Techniken, die meist mehr oder weniger horizontal geführt werden, werden neue Haarstränge nicht von beiden, sondern nur von einer Seite zugeführt. Der Zopf erscheint infolgedessen asymmetrisch. Der halbe französische Zopf wird auch als Lace Braid bezeichnet, insbesondere, wenn er nicht nah an der Kopfhaut ausgeführt wird, sondern dem Zopf laufend Strähnen zugeführt werden, die in weiterer Entfernung wurzeln. Auf diese Weise ist es unter anderem möglich, Zöpfe quer ins fallende Haar einzuflechten.

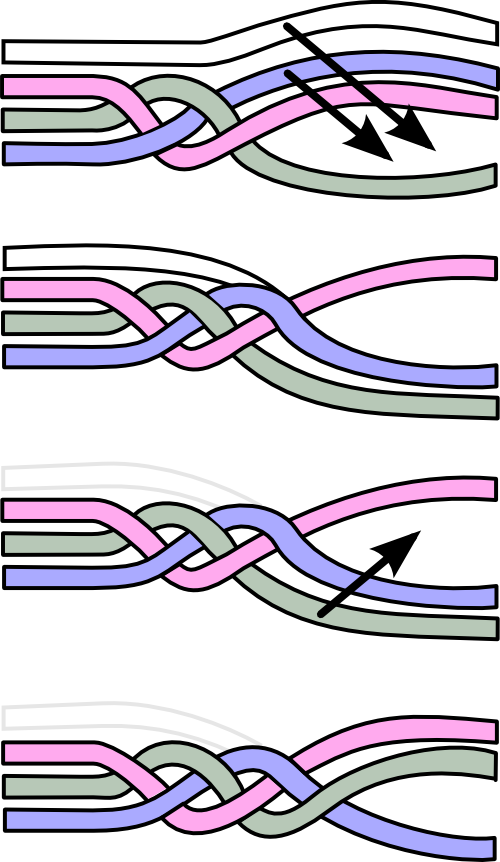
Technik des halben französischen Zopfes
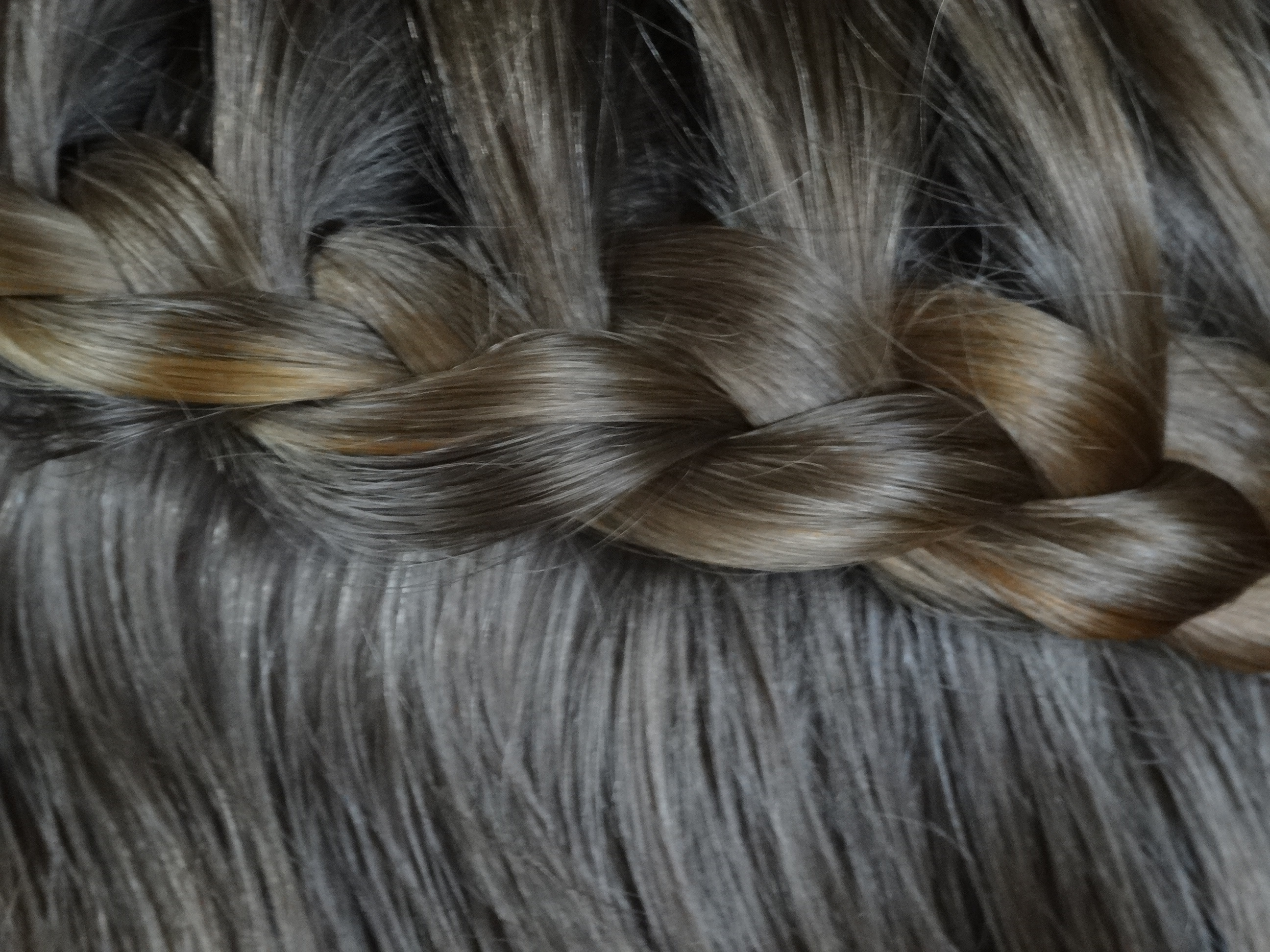
Halber französischer Zopf (neue Strähnen nur von oben)
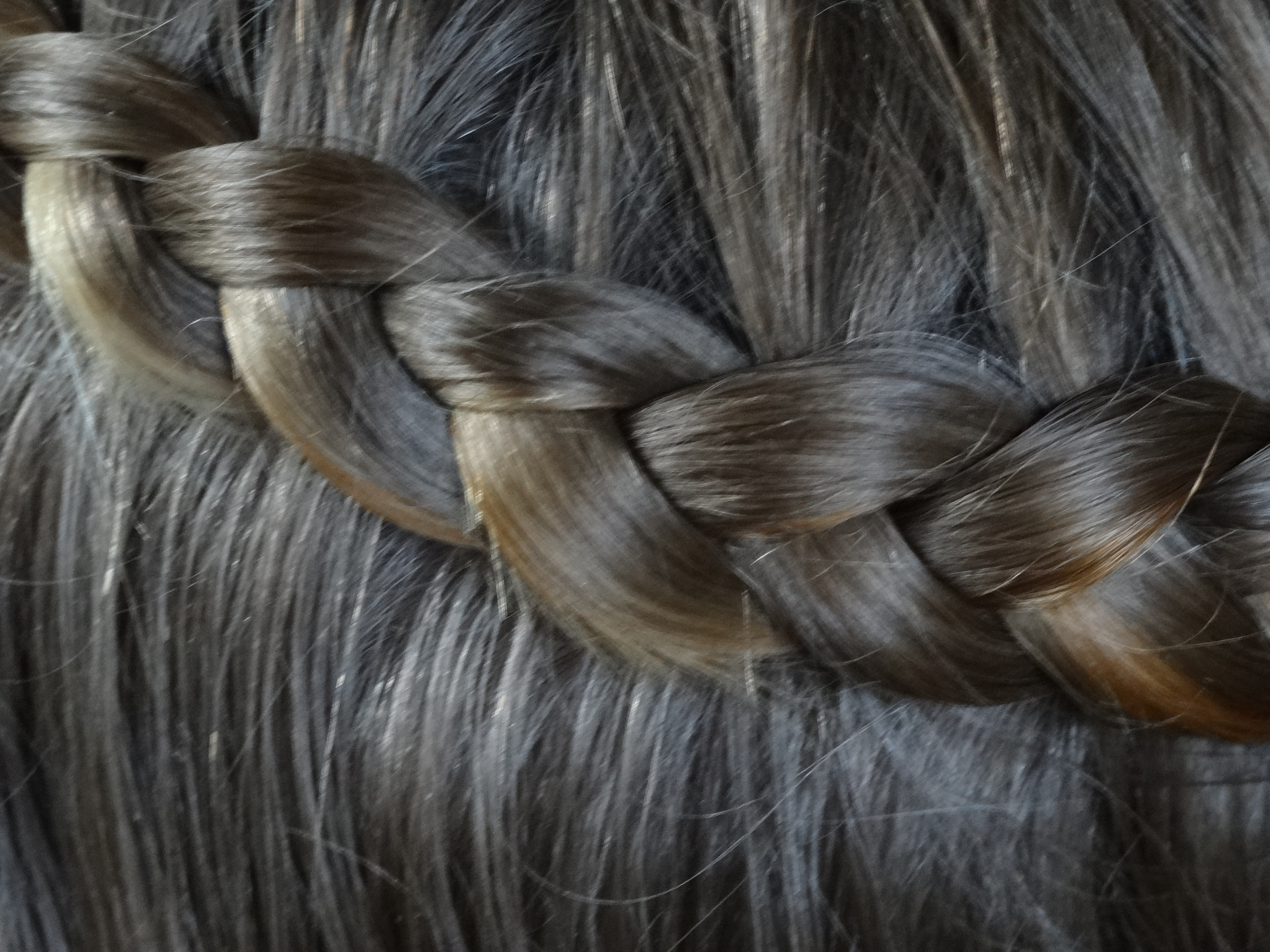
Halber holländischer Zopf (neue Strähnen nur von oben)

#### Zweisträngige Techniken
Französische Kordel (French Twist)Eine zweisträngige Technik, bei der die beiden Stränge fortlaufend umeinandergewunden werden. Vor jeder Windung wird jedem Strang jedoch eine neue Strähne aus dem angrenzenden Haar zugeführt. Wenn alles Haar aufgebraucht ist, kann die französische Kordel in einen Kordelzopf übergehen. Eine weit verbreitete Variante ist die halbe französische Kordel (englisch Twist Braid), d. h. eine französische Kordel, der nur von einer Seite (von oben) neue Strähnen zugeführt werden. Die halbe französische Kordel wird oft als Haarbandzopf geführt, d. h., um Pony- und anderes Haar, das sonst über Stirn und Schläfen fallen würde, aus dem Gesicht herauszuhalten. Mit etwas Geschick kann die halbe französische Kordel auch als Drehzopf bzw. Rolle geführt werden, sodass sie nicht wie eine Kordel, sondern nahtlos aussieht.
Eingeflochtener FischgrätzopfAuch der Fischgrätzopf lässt sich mit Strähnen flechten, die fortlaufend dem übrigen Haar entnommen werden.

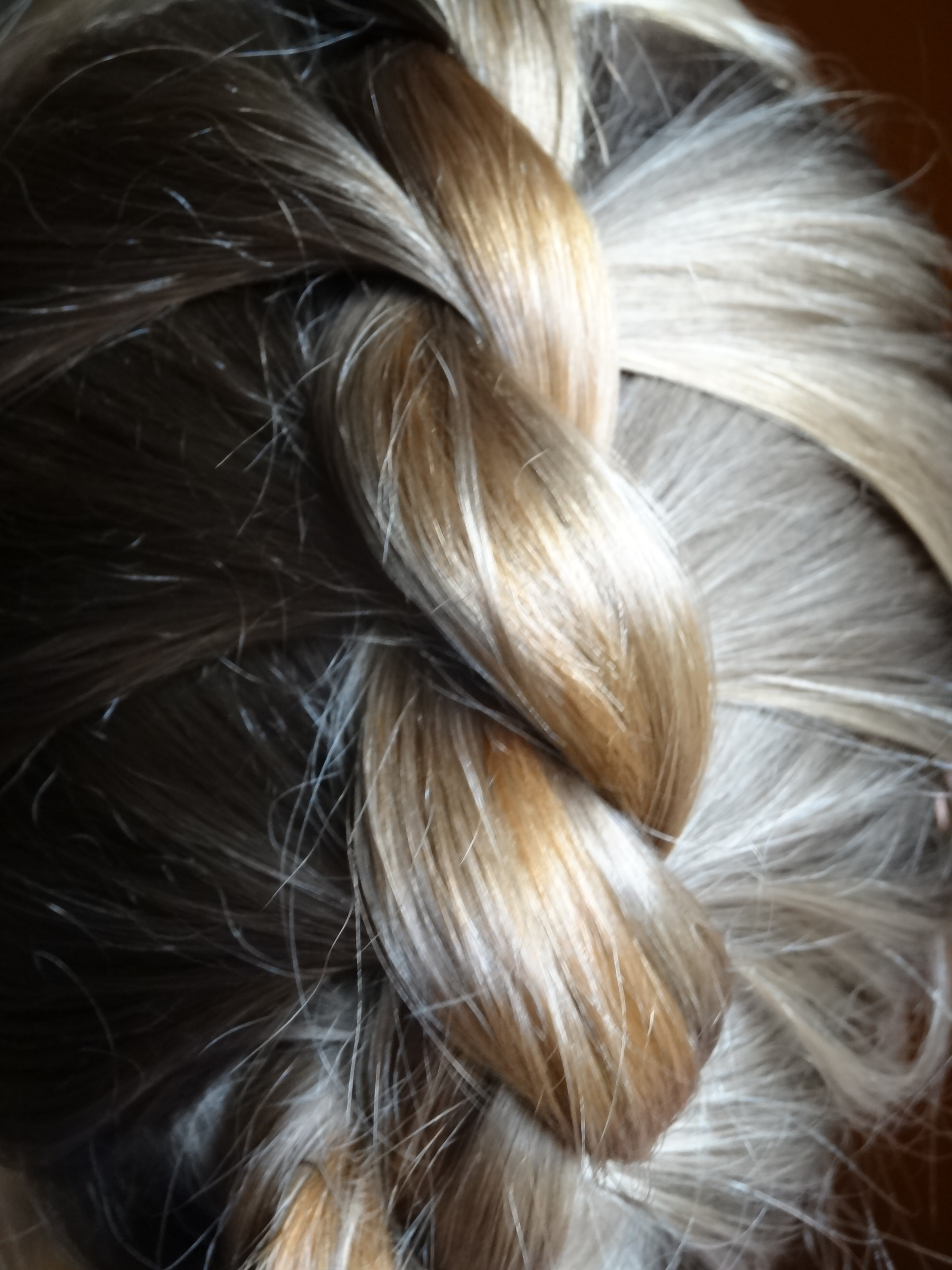
Französische Kordel
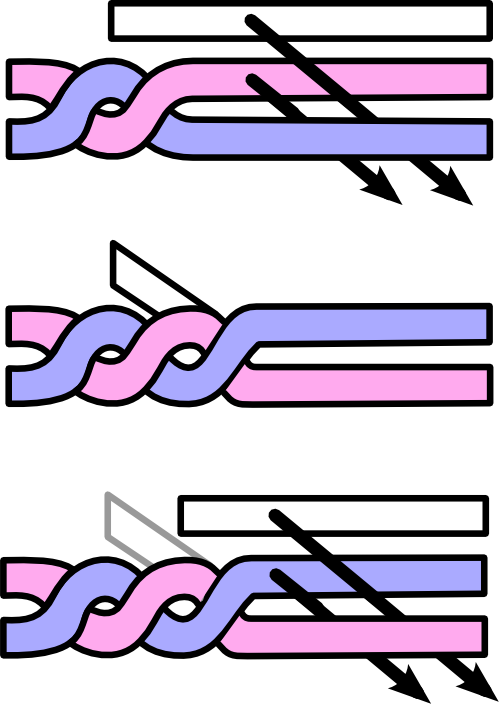
Halbe französische Kordel
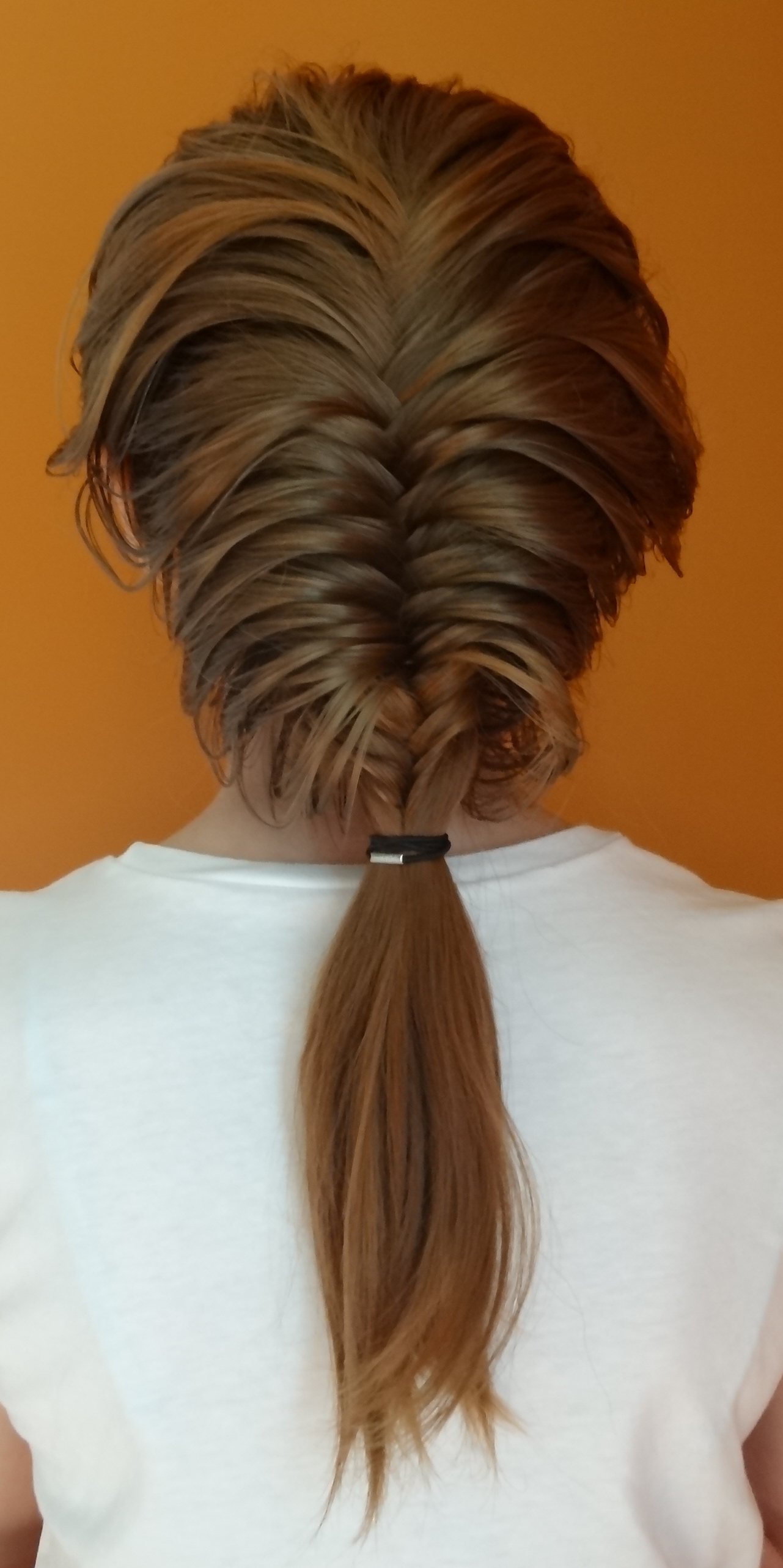
Eingeflochtener Fischgrätzopf

#### Eingeflochtene Zöpfe mit Hängezopf oder Haarknoten
Klassischer französischer Zopf (Bauernzopf)Ein entweder am Stirnansatz oder am oberen Hinterkopf beginnender, bis in den Nacken geführter französischer Zopf. Der untere Teil, dem keine neuen Strähnen mehr zugeführt werden können, wird wie ein gewöhnlicher Hängezopf gearbeitet. Popularisiert wurde dieser Zopf unter anderem durch Angelina Jolie, die ihn als Lara Croft in dem Film Tomb Raider (2001) trug. Der französische Zopf kann in nahezu beliebiger Führung geflochten und mit einem Hängezopf, einem verborgenen Zopf oder einem Haarknoten abgeschlossen werden.
Princess Anne braidZwei volle französische Zöpfe, die links und rechts am Kopf von der Stirn bis in den Nacken geführt werden und dort in einen Hängezopf (V-Technik) zusammengeflochten werden. Eine Variante, die durch den Film The Hunger Games populär wurde, besteht darin, dass die geflochtenen Enden nicht hängengelassen, sondern zu einem breiten Knoten aufgesteckt werden.
Klassischer holländischer ZopfDas Äquivalent des klassischen französischen Zopfes, jedoch in holländischer Technik geflochten. Auch der holländische Zopf kann in zahllosen Formen geführt werden. Bei Teenagern in den USA ist seit 2012 – angeregt durch die von Jennifer Lawrence dargestellte Hauptfigur des Films The Hunger Games – der Katniss braid populär, ein von links oben bis rechts unten diagonal um den Kopf geführter holländischer Zopf. Eine weitere Variante ist der Dutch flower braid: ein voller holländischer Zopf, der – an der Stirn beginnend – in einem S-förmigen Bogen bis zum Hinterkopf geführt wird, wo er in einen Zopf übergeht, der zu einer Schnecke aufgewickelt und festgesteckt wird.
CornrowsIn der holländischen Technik kann auch das gesamte Kopfhaar in viele kleine Zöpfchen geflochten werden. Diese Frisur, die auch Track braids genannt wird, entstand in Afrika und in der Karibik. In der afroamerikanischen Community fanden Cornrows seit den frühen 1970er Jahren Verbreitung; zu den Trendsettern hatte Cicely Tyson gehört, die in der Öffentlichkeit damals wiederholt mit delikaten nigerianischen Flechttechniken auftrat. Auch Männer trugen die Frisur, darunter beispielsweise Stevie Wonder. Zur Popularisierung von Cornrows bei nicht-afrikanischstämmigen Trägerinnen trug u. a. die Schauspielerin Bo Derek bei, die mit dieser Frisur 1979 in dem Film Zehn – Die Traumfrau zu sehen war. Seither sind auch andere weiße Prominente beiderlei Geschlechts mit Cornrows in Erscheinung getreten. Cornrows können in nahezu beliebiger Führung und sogar über Kreuz geflochten werden. Wegen des hohen Zeitaufwands beim Flechten werden sie etwa zwei Wochen lang getragen.

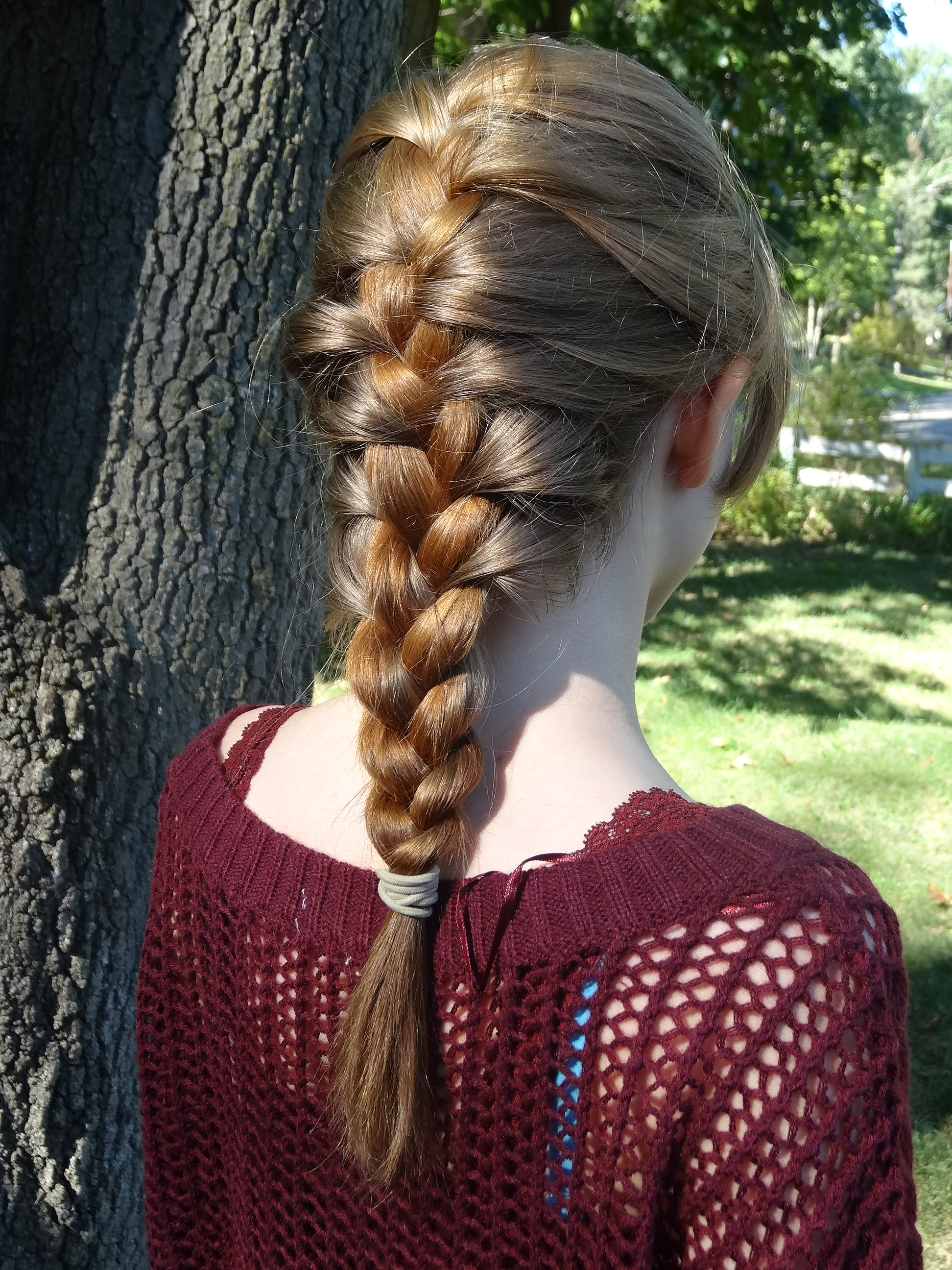
Klassischer französischer Zopf („Bauernzopf“)
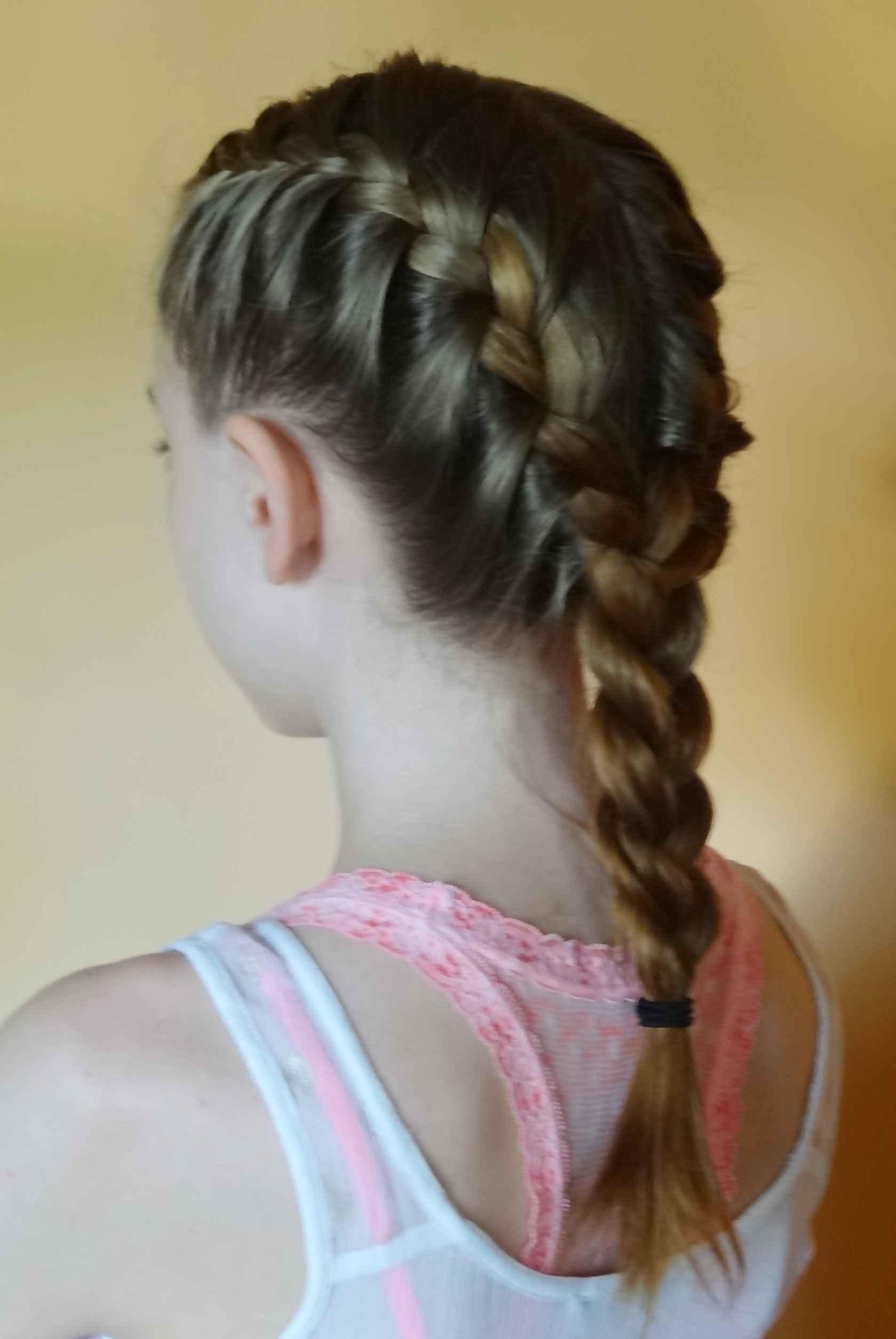
Princess Anne braid
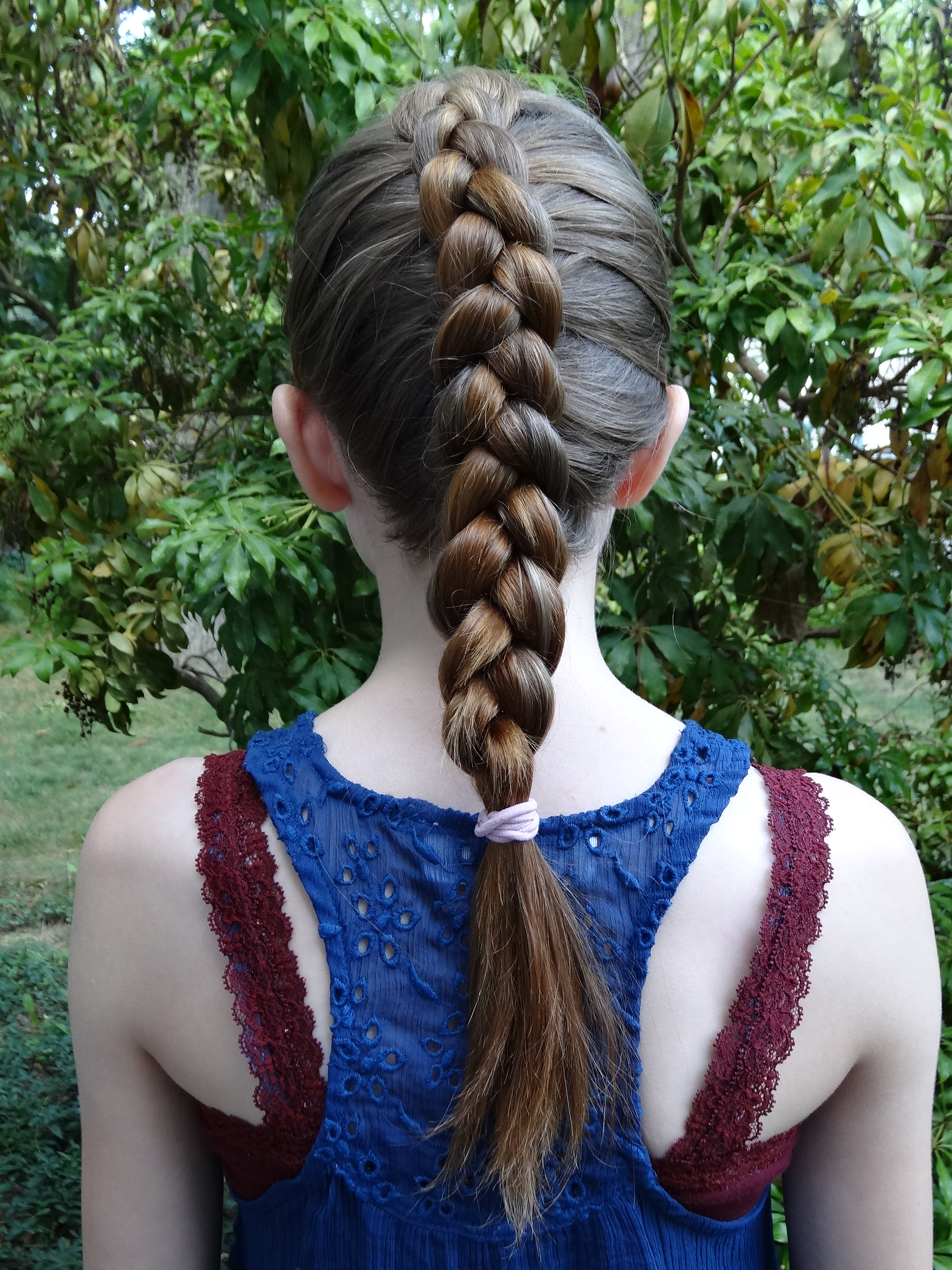
Klassischer holländischer Zopf
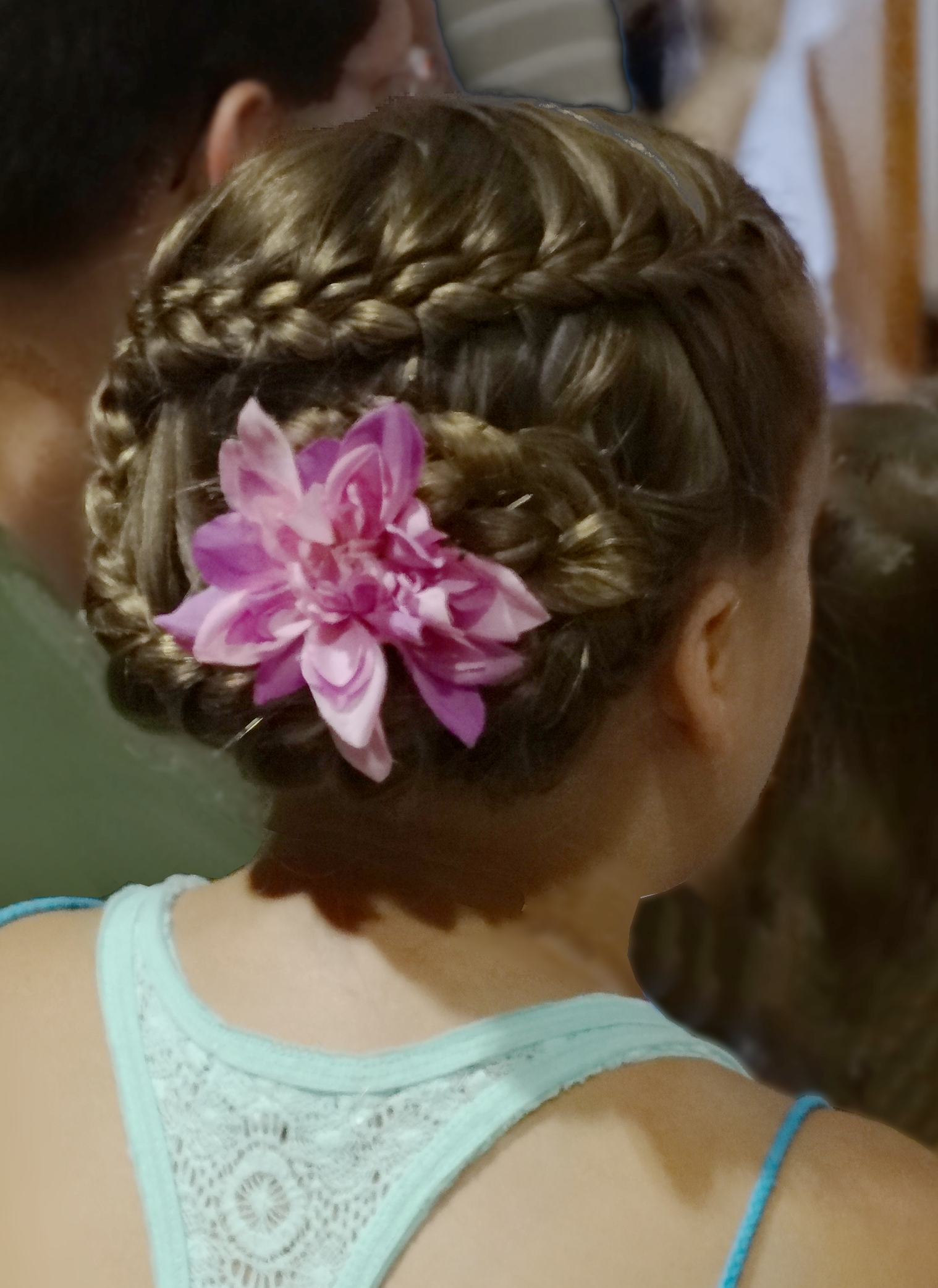
Dutch flower braid
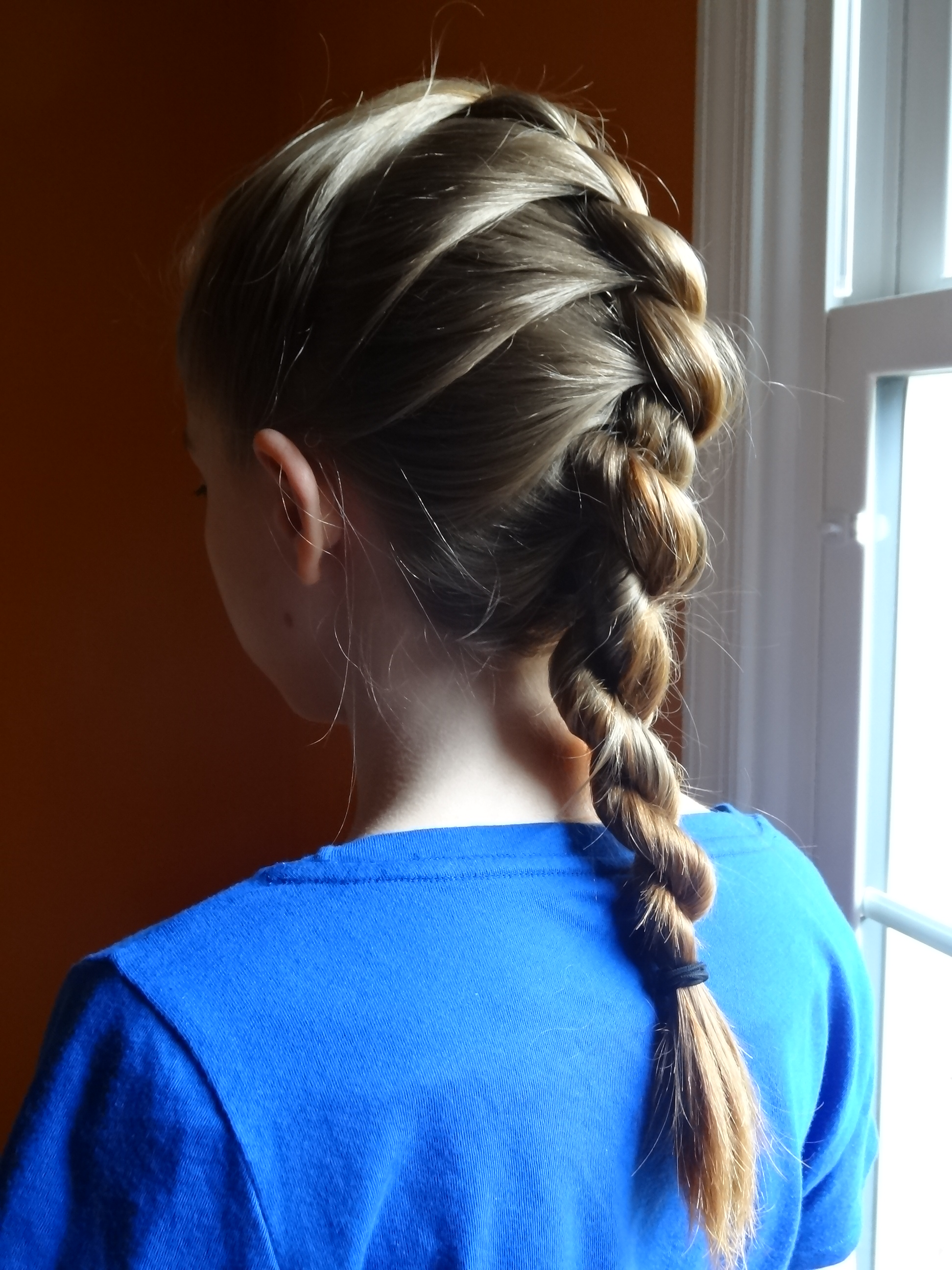
Französische Kordel, die in einen Kordelzopf mündet
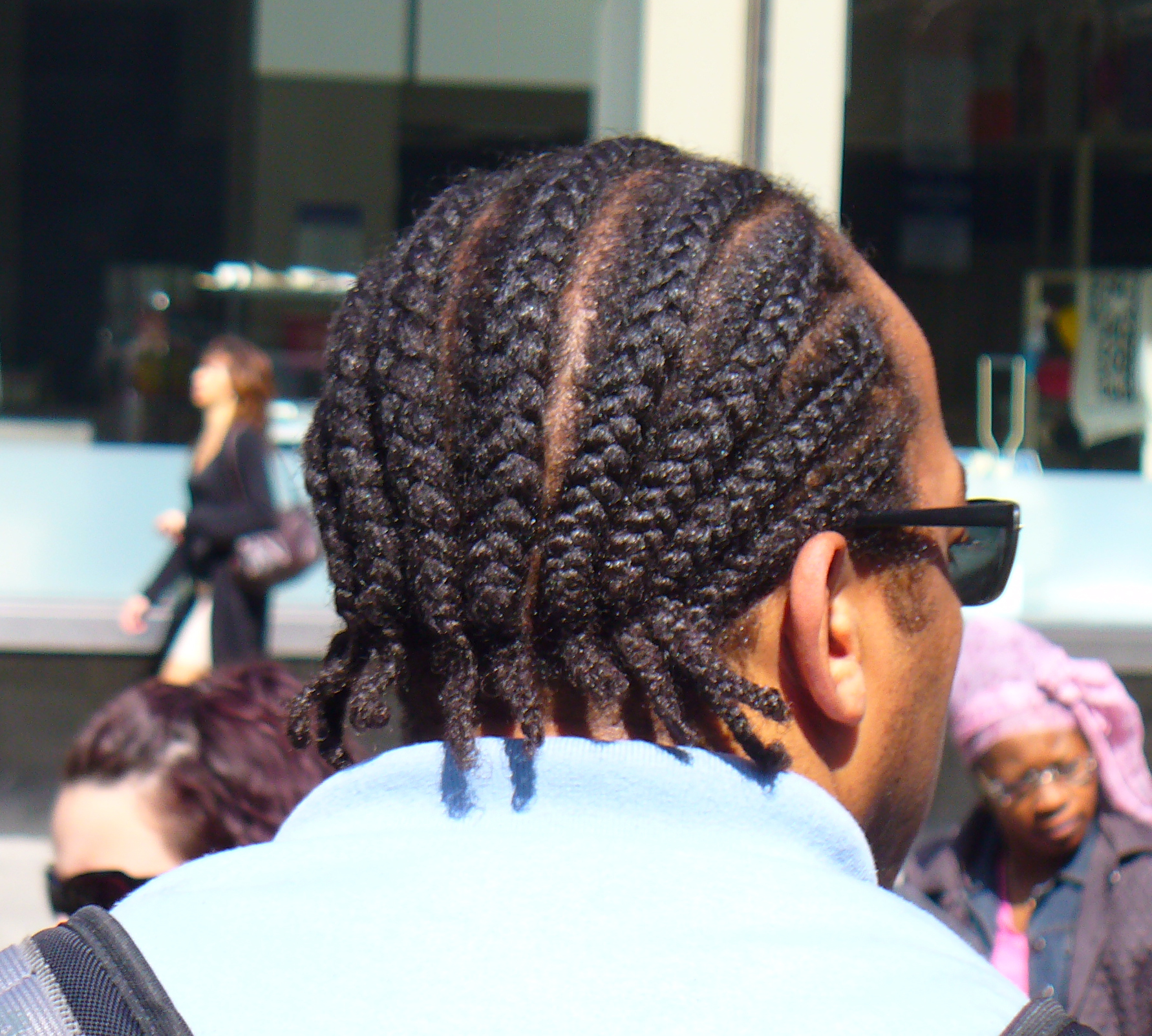
Mann mit Cornrows

#### Kopfnahe Führung mit verborgenem Zopfende
HaarbandzopfAuch Side crown braid, Side french braid: Ein meist in französischer Technik geflochtener Zopf, der an der Stirn entlang oder quer über den Vorderkopf geführt wird, um dort einen Akzent zu setzen und um zu verhindern, dass Haar ins Gesicht fällt. In den USA wurde diese Frisur in jüngerer Zeit von Lauren Conrad popularisiert.
WasserfallzopfEine Variante des französischen Zopfes, die kranzförmig von Schläfe zu Schläfe um den Hinterkopf herumgeflochten wird. Ähnlich wie beim französischen Zopf werden von beiden Seiten (wegen der horizontalen Führung: von oben und von unten) laufend neue Stränge hinzugeführt. Jedoch wird für jeden Strang, der von unten aufgenommen wird, ein anderer fallengelassen. Ein Teil des Haares fällt dadurch – durch den Zopfkranz in gleichmäßige Bündel gelegt – offen herab. Bei Bedarf können auch beidseitig Federn abgezweigt werden. Eine einfachere Variante ist der Waterfall Twist, bei dem zwei Haarstränge laufend umeinandergewunden werden, wobei durch jede Windung eine dem übrigen, fallenden Haar entnommene Strähne geführt wird.
Haarkranz, KrönchenfrisurDies ist ein holländischer Zopf, der bei ungescheiteltem Haar wie ein Kranz um den gesamten Kopf herumgeflochten wird. Im Englischen wird die Frisur Dutch Crown Braid, Milkmaid Braid („Milchmädchenzopf“) oder Halo Braid („Heiligenschein-Zopf“) genannt. Eine Variante ist der Spiral Braid, der vom oberen Hinterkopf ausgehend spiralförmig etwa dreimal um den ganzen Kopf herumgeflochten wird.

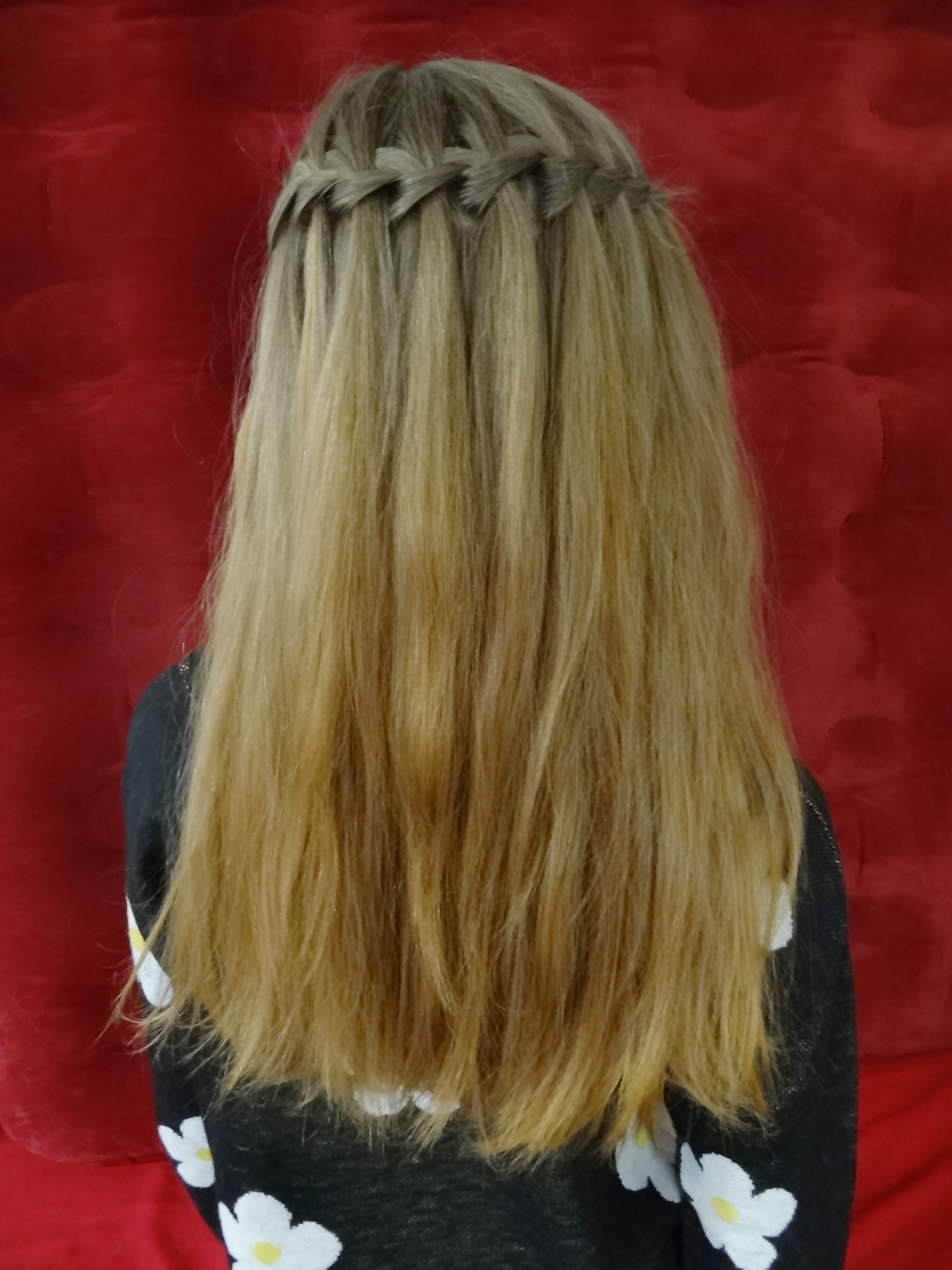
Wasserfallzopf
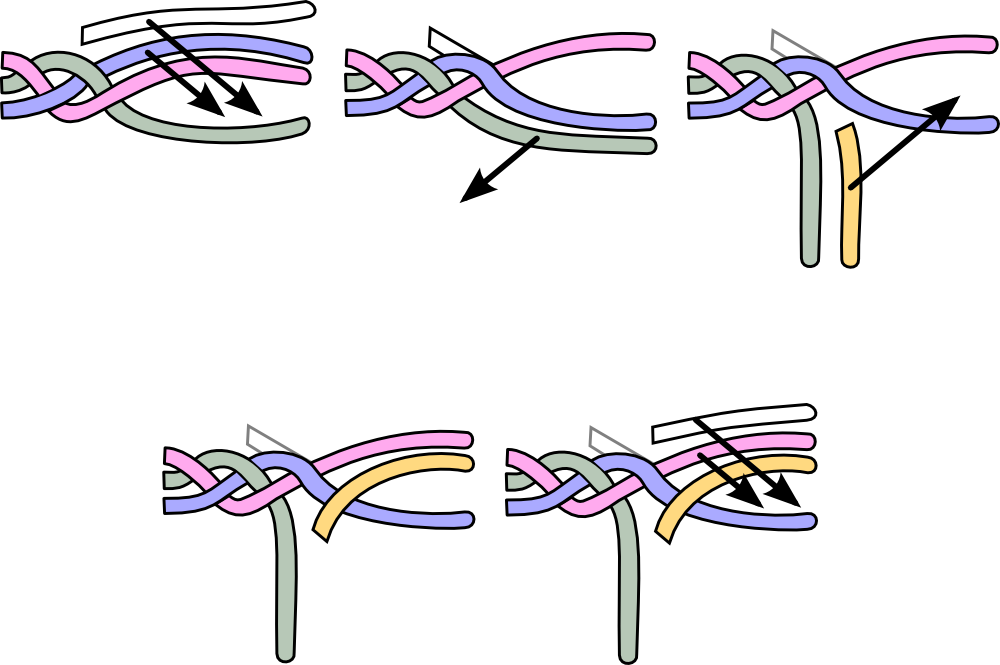
Technik des Wasserfallzopfes
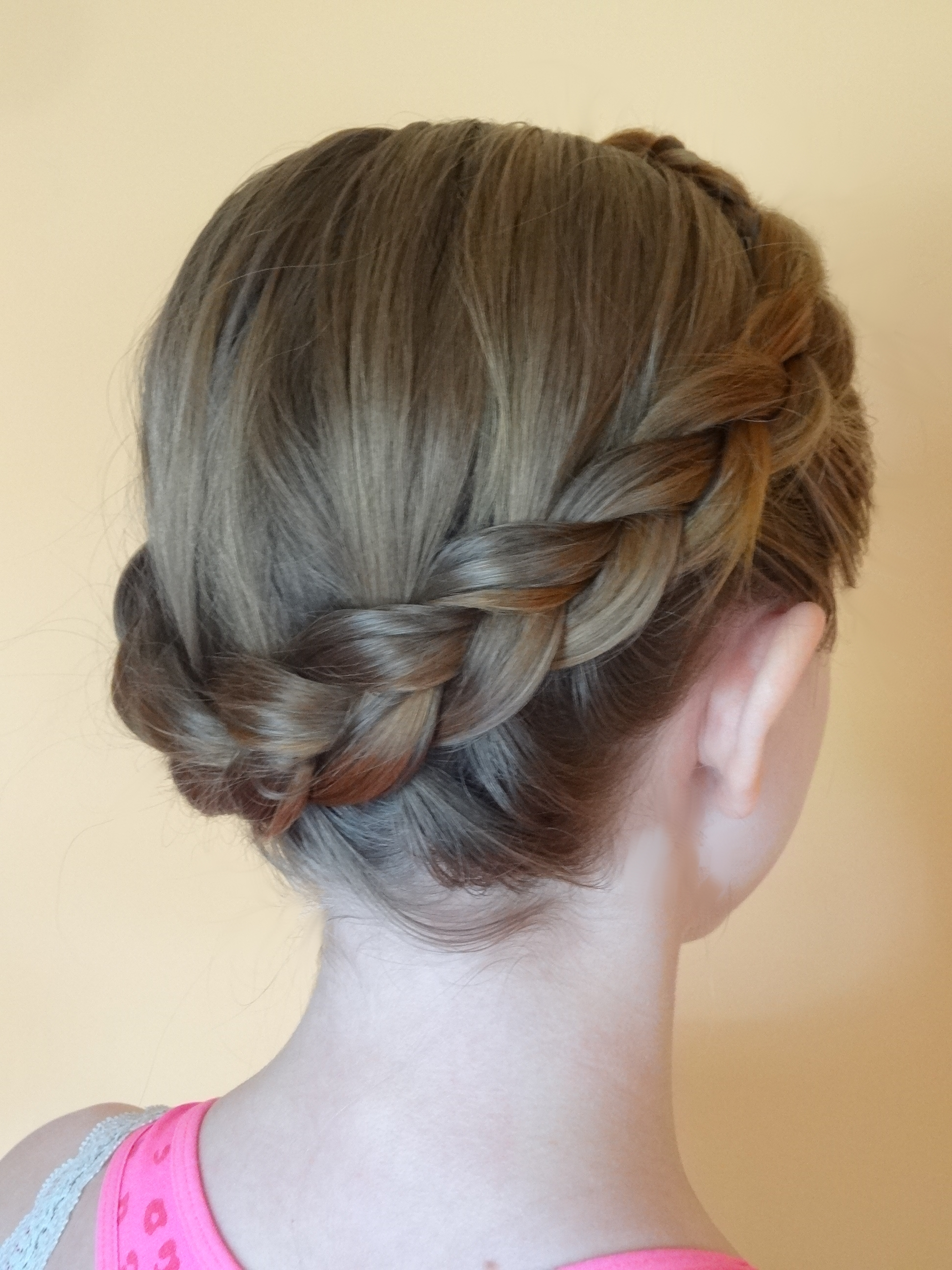
Eingeflochtener Haarkranz
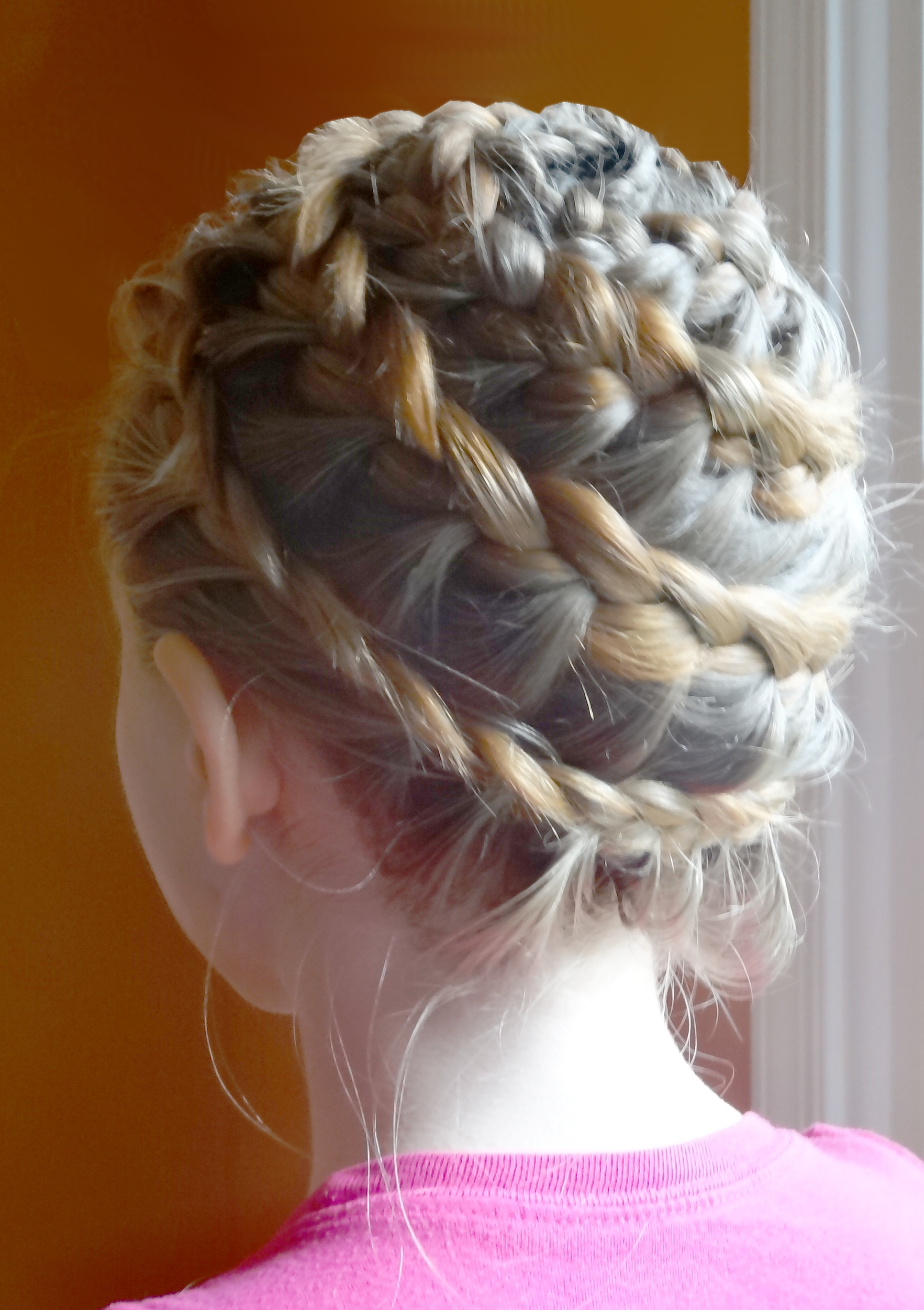
Spiral Braid
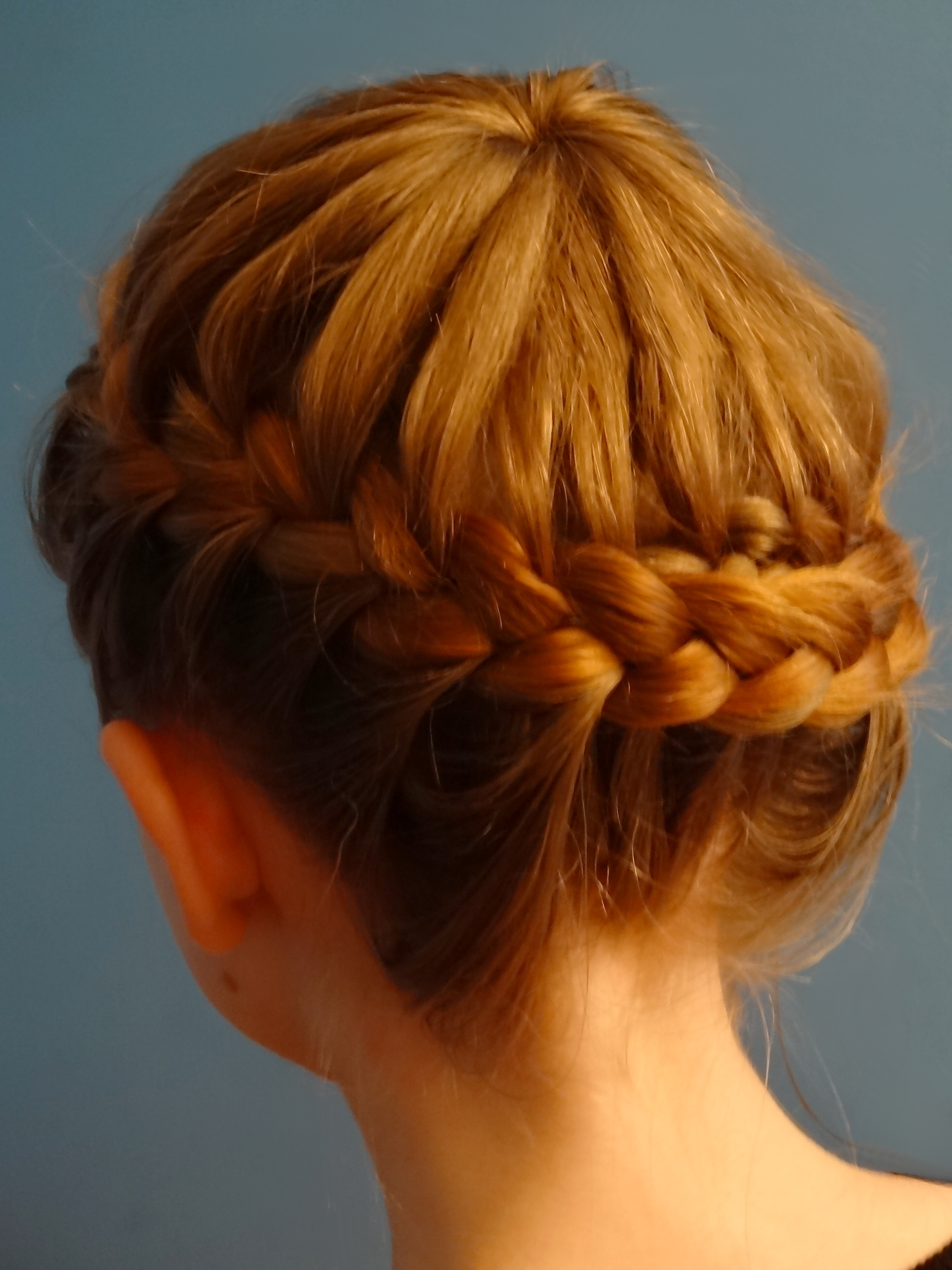
Starburst Crown Braid

#### Führung an einem anderen Zopf
Beflochtener PferdeschwanzPferdeschwänze können auf vielfältige Weise mit halben oder ganzen französischen oder holländischen Zöpfen beflochten werden.
Zweilagiger Zopf (Stacked Braid)Für den mehrlagigen Zopf – das ist ein fallender Flechtzopf, dem ein zweiter Zopf aufgeflochten wird – braucht man sehr kräftiges Haar. Um auf einen Hängezopf einen französischen Zopf aufzuflechten, wird der Basiszopf in V-Technik geflochten, an jedem Glied jedoch eine Strähne („Feder“) entnommen. Im zweiten Schritt wird aus den Federn ein (schmalerer) holländischer Zopf geflochten, der direkt auf dem breiteren ersten Zopf aufliegt. Möglich ist es auch, auf den Basiszopf eine französische Kordel oder einen Fischgrätzopf aufzuflechten.
Verbundene ZöpfeZwei parallel geführte Hängezöpfe können miteinander verbunden werden, indem die Glieder des zweiten Zopfes direkt mit denen des ersten verschlungen werden. Eine zweite mögliche Technik besteht darin, aus dem ersten Zopf „Federn“ abzuzweigen, die in den zweiten eingeflochten werden. Weitaus einfacher ist es, Flechtzöpfe mit Haarnadeln aneinanderzustecken.

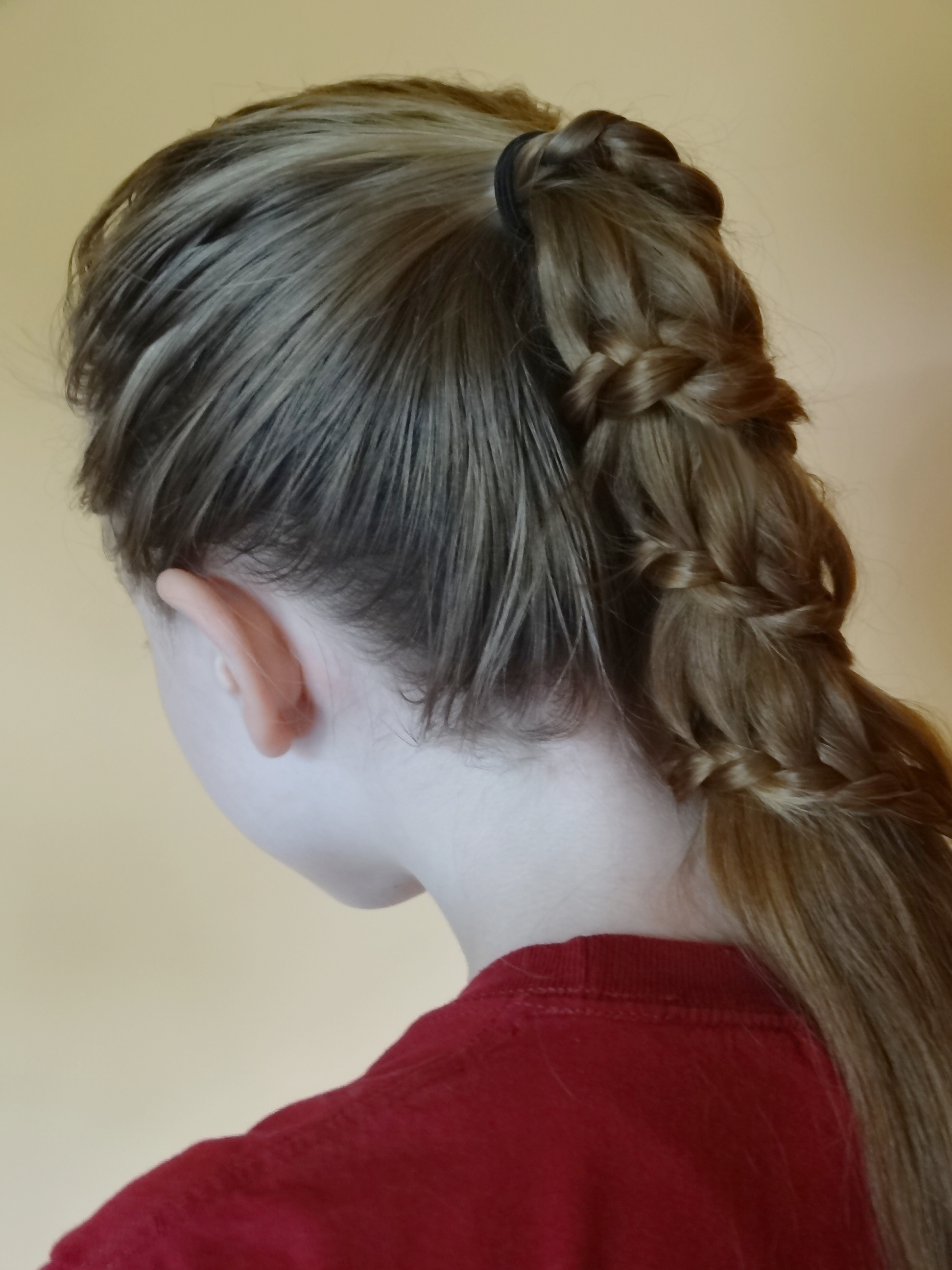
Pferdeschwanz mit spiraligem Lace braid
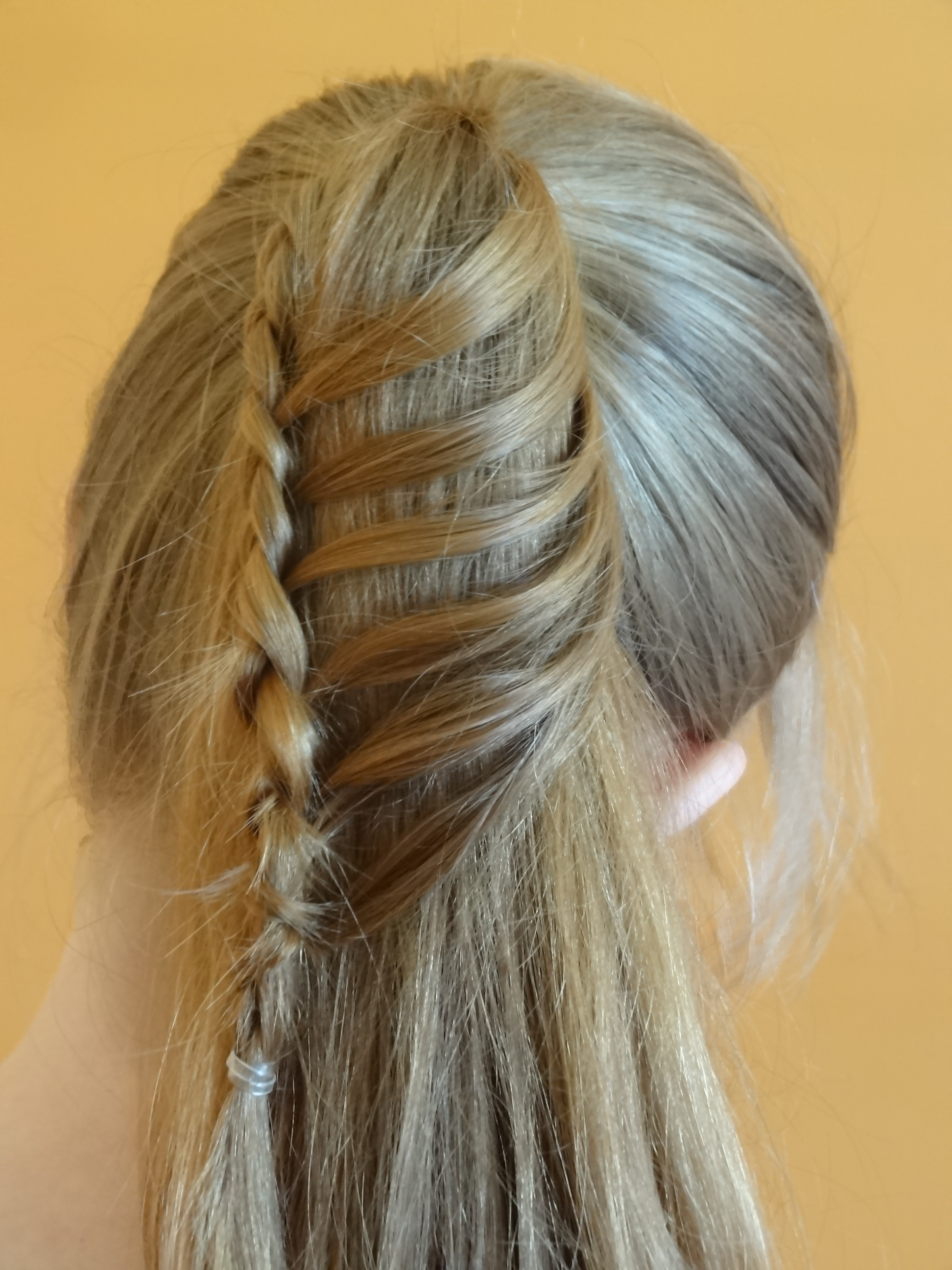
Pferdeschwanz, in den ein halber holländischer Zopf geflochten ist
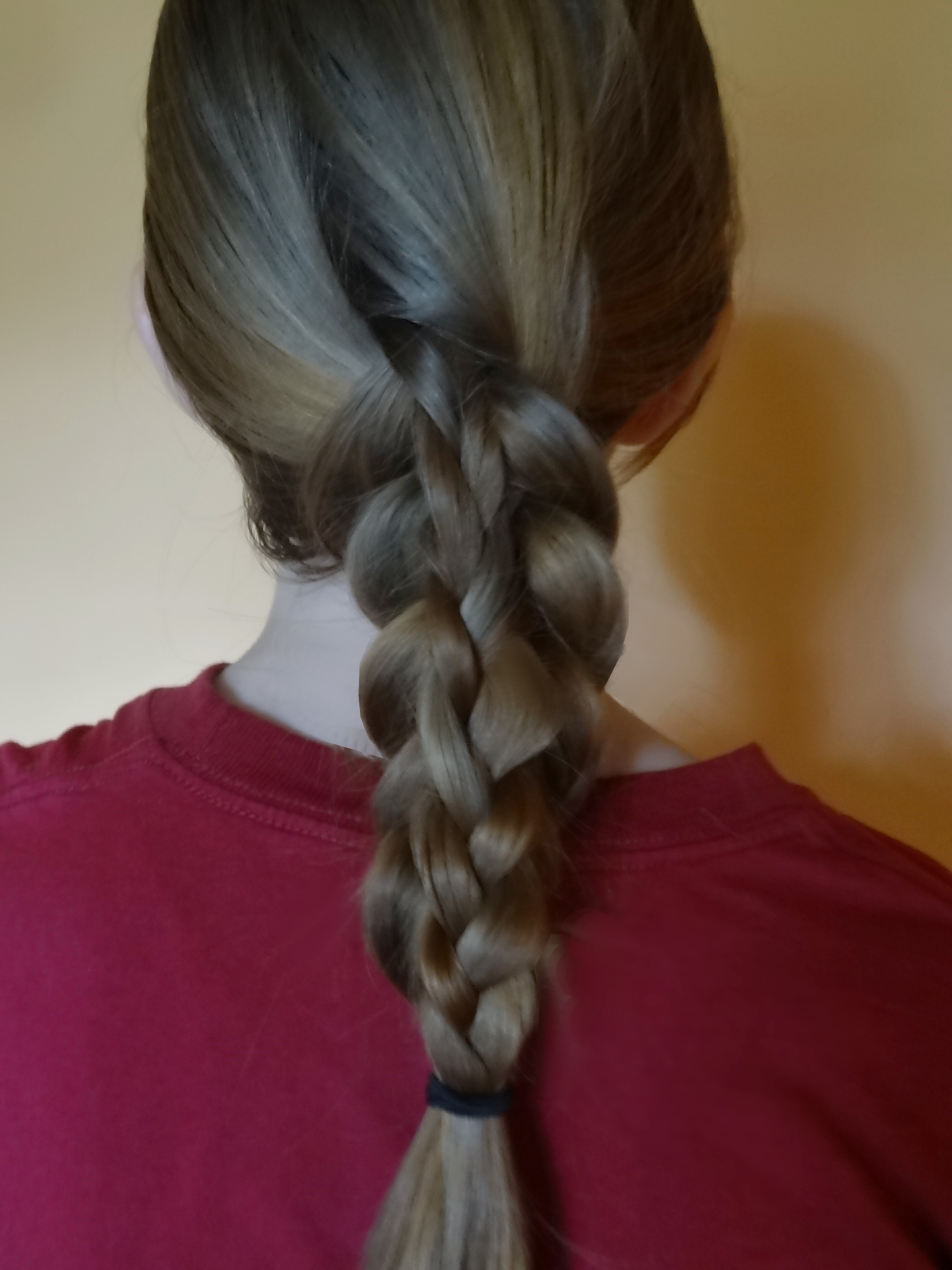
Stacked Braid
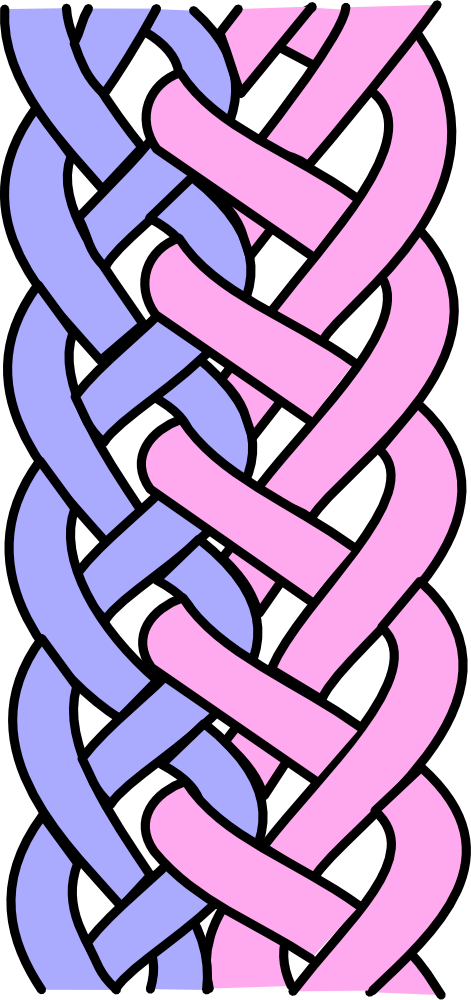
Verschlungene Zöpfe
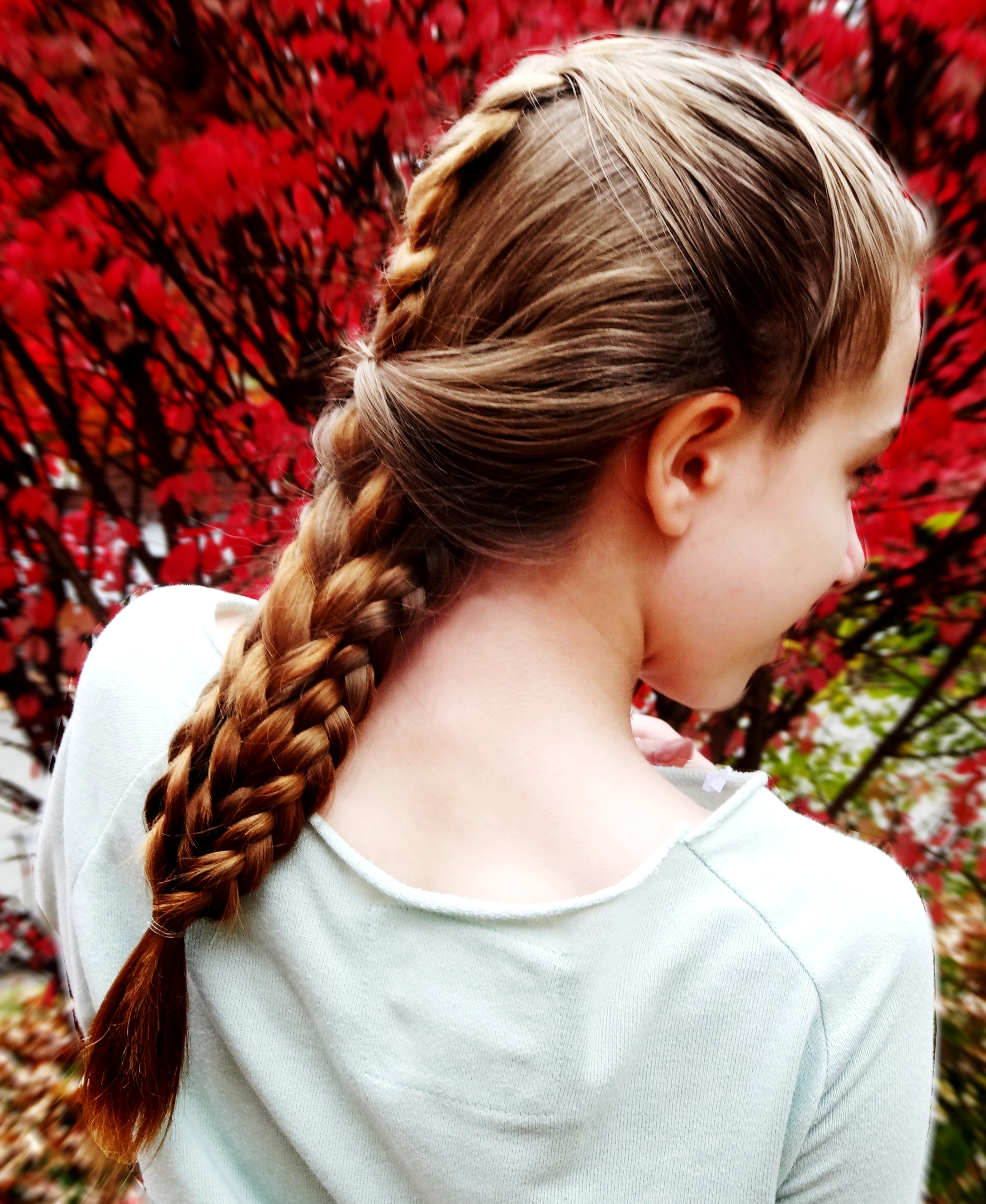
Im unteren, hängenden Teil dieser Frisur wurde an einen in V-Technik geflochtenen Federzopf links und rechts je ein halber holländischer Zopf angeflochten.

#### Führung im fallenden Haar
Lace braided bangsBei dieser modernen Technik wird ein halber französischer Zopf in einiger Entfernung von der Kopfhaut so ins fallende Haar geflochten, dass der Zopf den unteren Abschluss des fallenden Haares bildet. Lace Braids können auch für Hochsteckfrisuren verwendet werden.

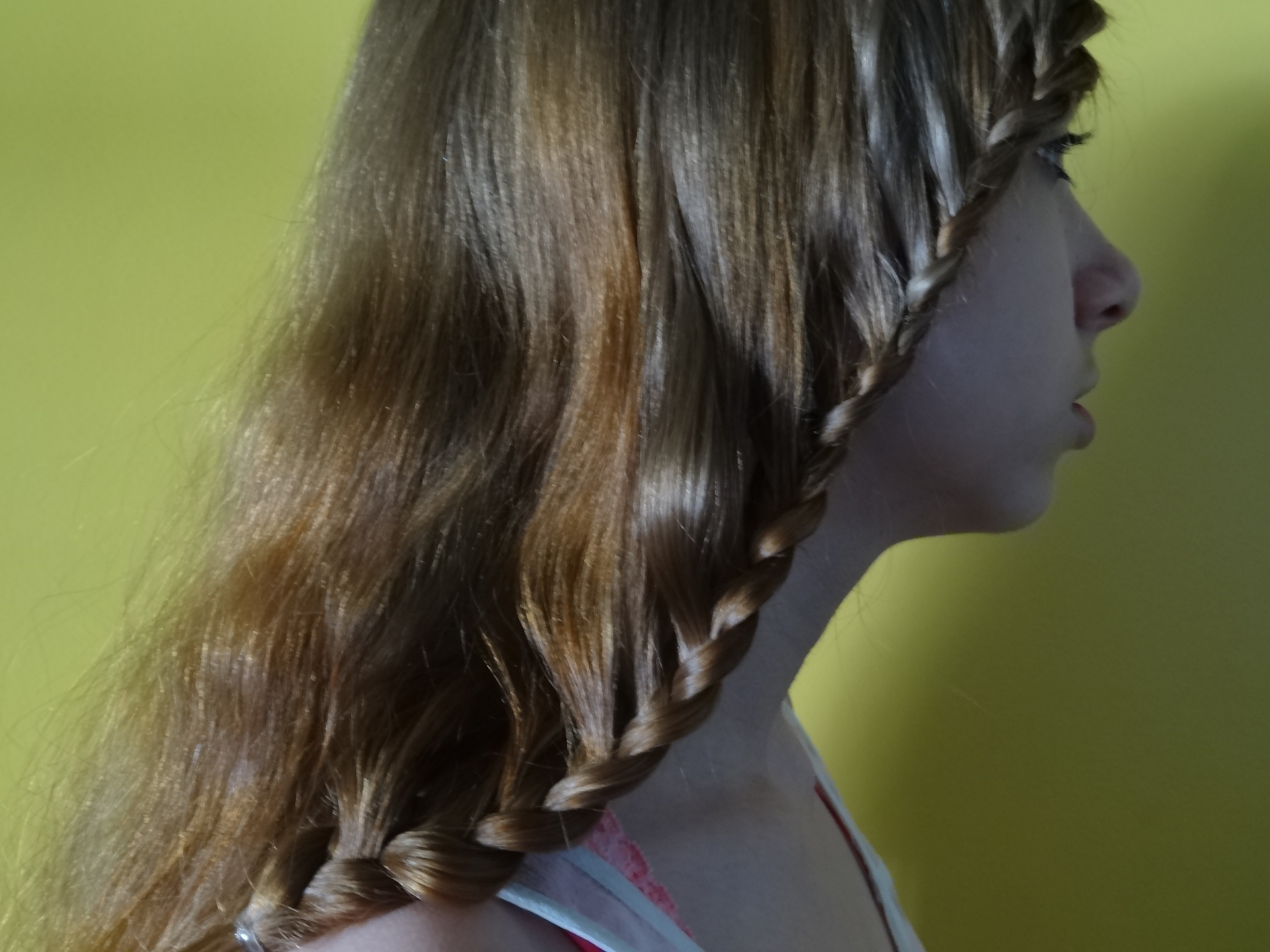
Lace Braid
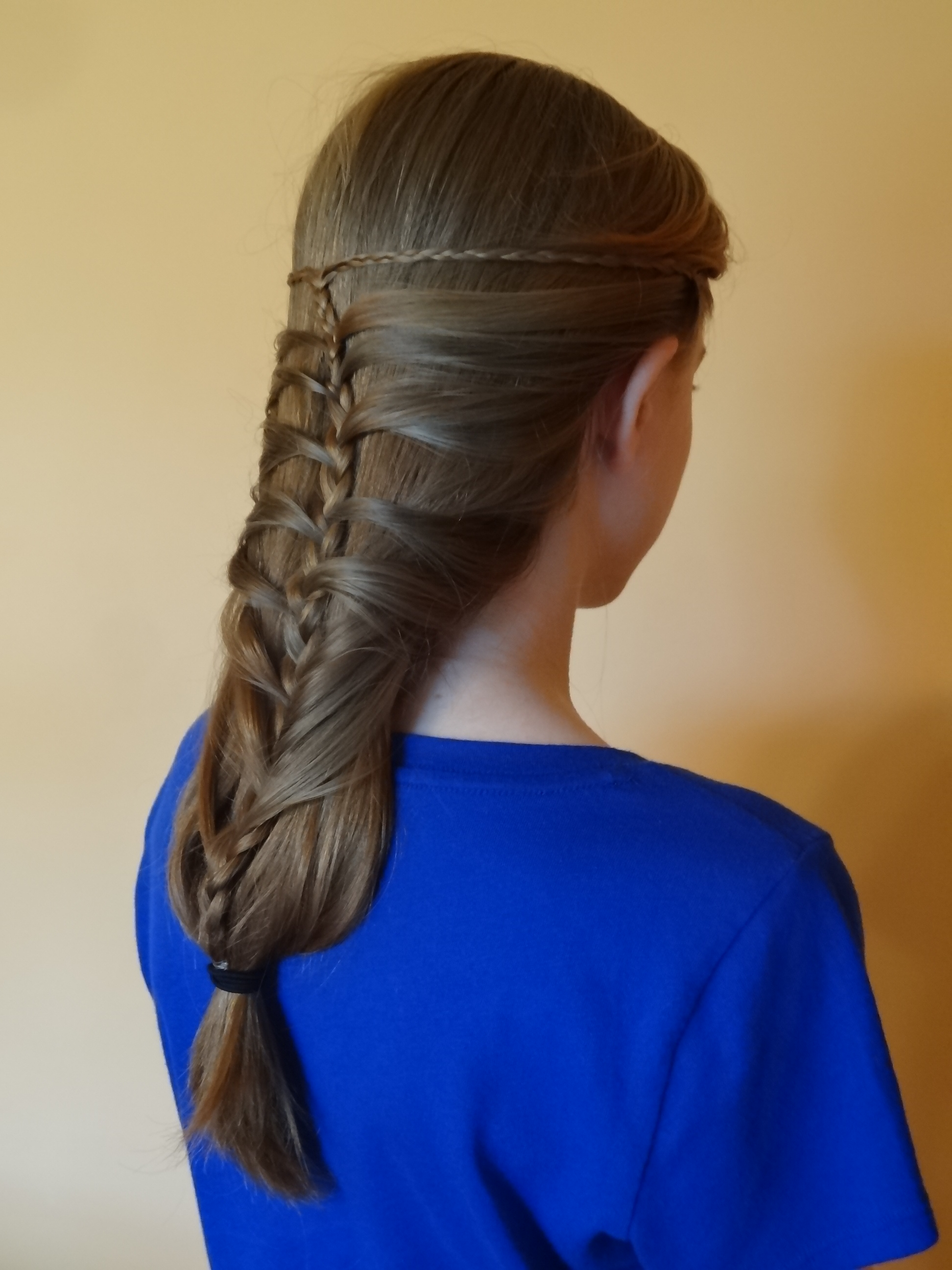
Mermaid Braid

### Verwandte Techniken

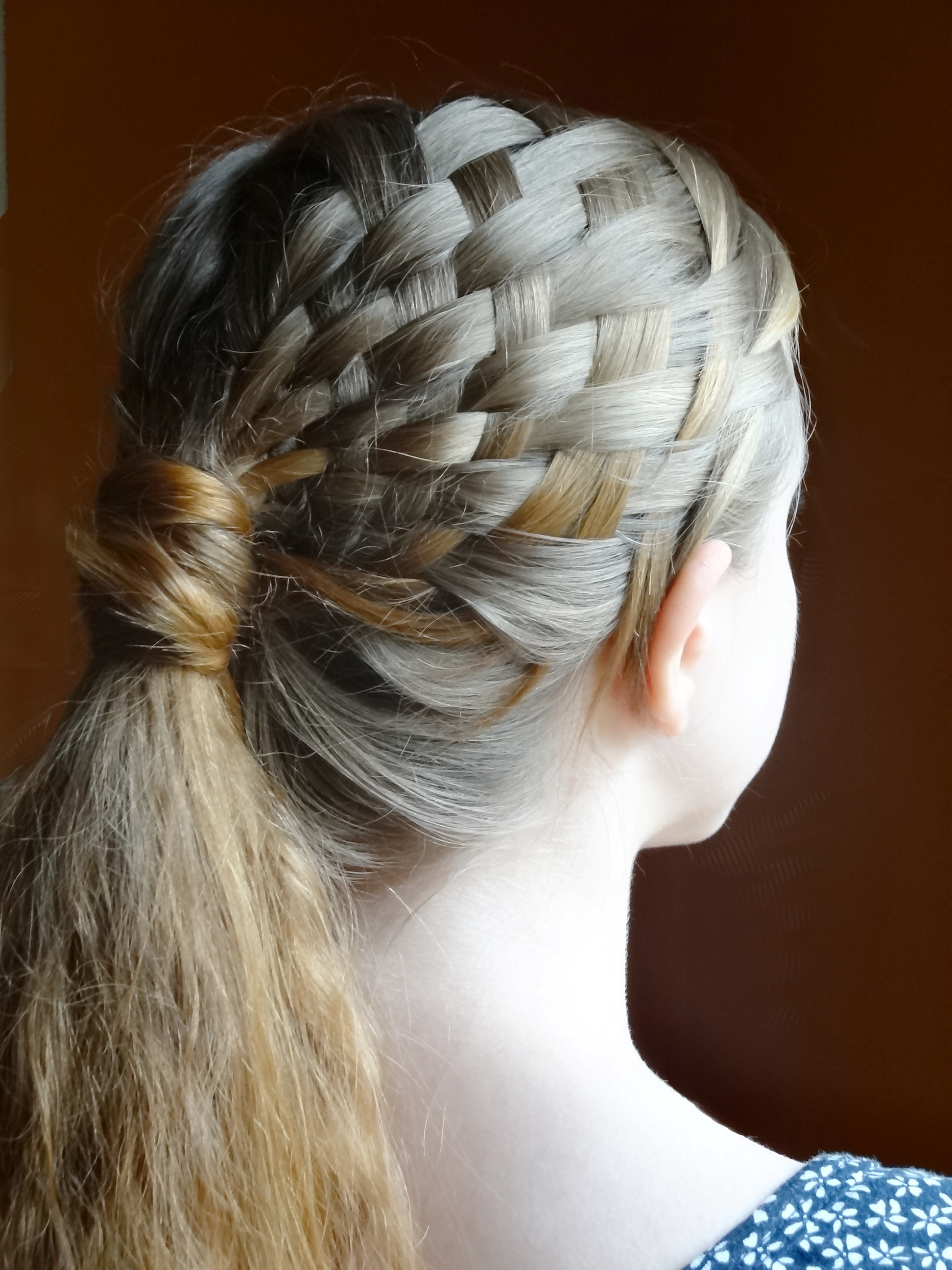
Gewobenes Haar

Eine dem Flechten nah verwandte Technik ist das Haarweben. Dabei entstehen nicht Zöpfe, sondern flächen- oder reliefhafte Strukturen. Vom vier- und mehrsträngigen Flechten, das nur mit den Händen durchgeführt wird, unterscheidet das Haarweben sich durch den Gebrauch eines speziellen Werkzeugs.

### Modifikationen am Flechtzopf
Das Erscheinungsbild eines Zopfes kann nach dem Flechten weiter modifiziert werden. Weit verbreitet ist z. B. ein nachträgliches Lockern oder Zerzausen. Hier einige weitere Techniken:
Pancake braidEin frei geflochtener oder eingeflochtener Zopf, dessen Glieder nachträglich gelockert und flachgedrückt werden. Der Zopf erscheint dadurch breiter und flächenhafter. Voraussetzung ist, dass der Zopf von vornherein locker geflochten ist.
Gestauchte ZöpfeEin Snake braid oder Snake in the tree braid entsteht, wenn in einem gewöhnlichen dreisträngigen Hängezopf ein Strang stramm vom Kopf weggezogen wird, während die beiden anderen Stränge zum Kopf hin gestaucht werden. Die Technik eignet sich bei kleineren Zöpfen, die in der Frisur einen Akzent bilden sollen. Dieselbe Modifikation ist auch mit einem viersträngigen Zopf möglich.
Bow braidEin stramm geflochtener voller oder halber französischer Zopf, in den mit einer Haarnadel nachträglich Strähnen aus dem benachbarten Haar schlaufenförmig so hindurchgezogen werden, dass der Eindruck von Schleifen entsteht.
Benähte ZöpfeBesonders bei der Rekonstruktion mittelalterlicher Flechtfrisuren werden mit einer groben Stick- oder Stopfnadel oft Schleifen, Schnüre und ähnliches in die Zopffrisur eingefädelt.

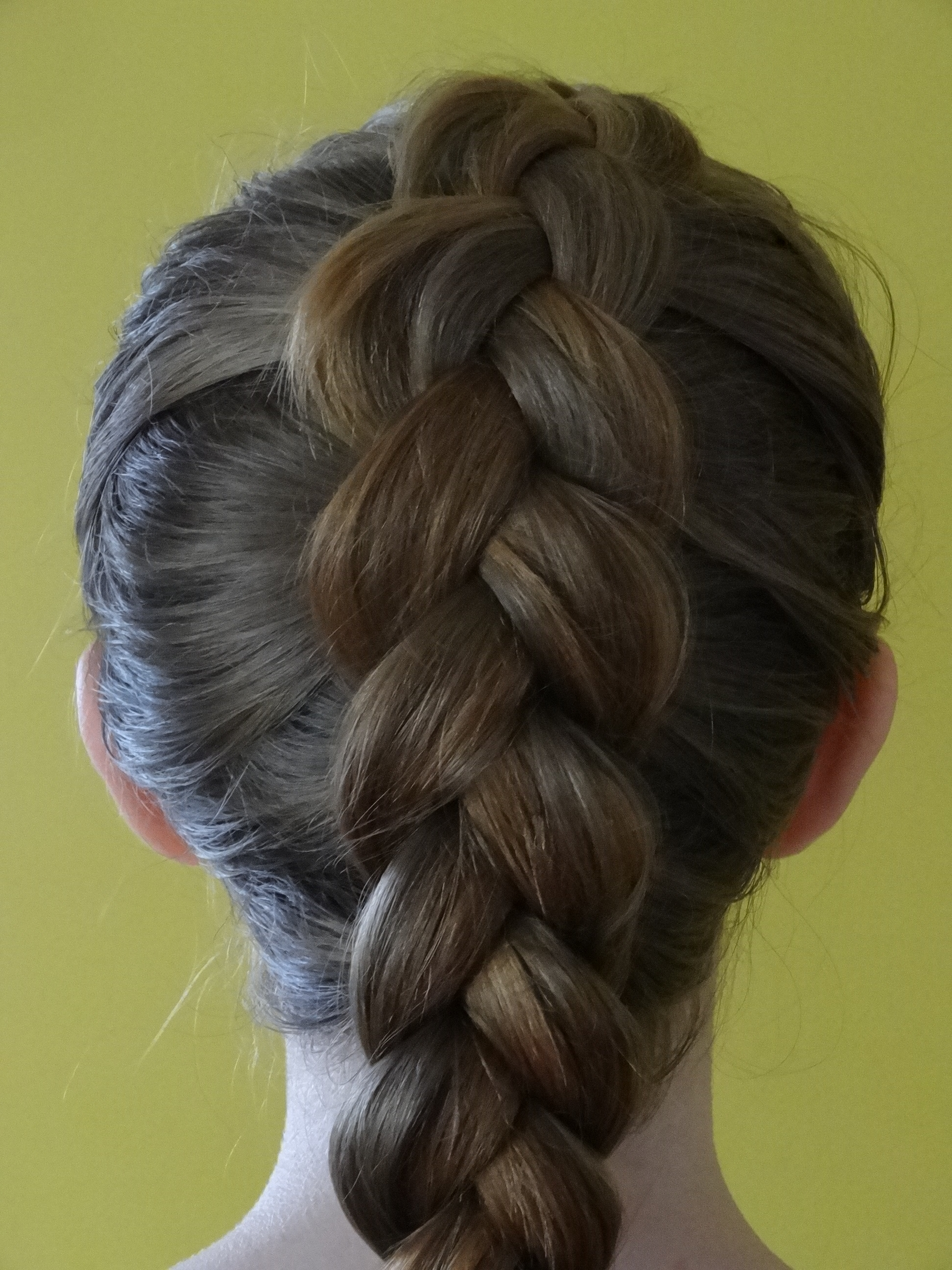
Pancake Braid; durch die nachträgliche Modifikation erscheint der Zopf extra breit
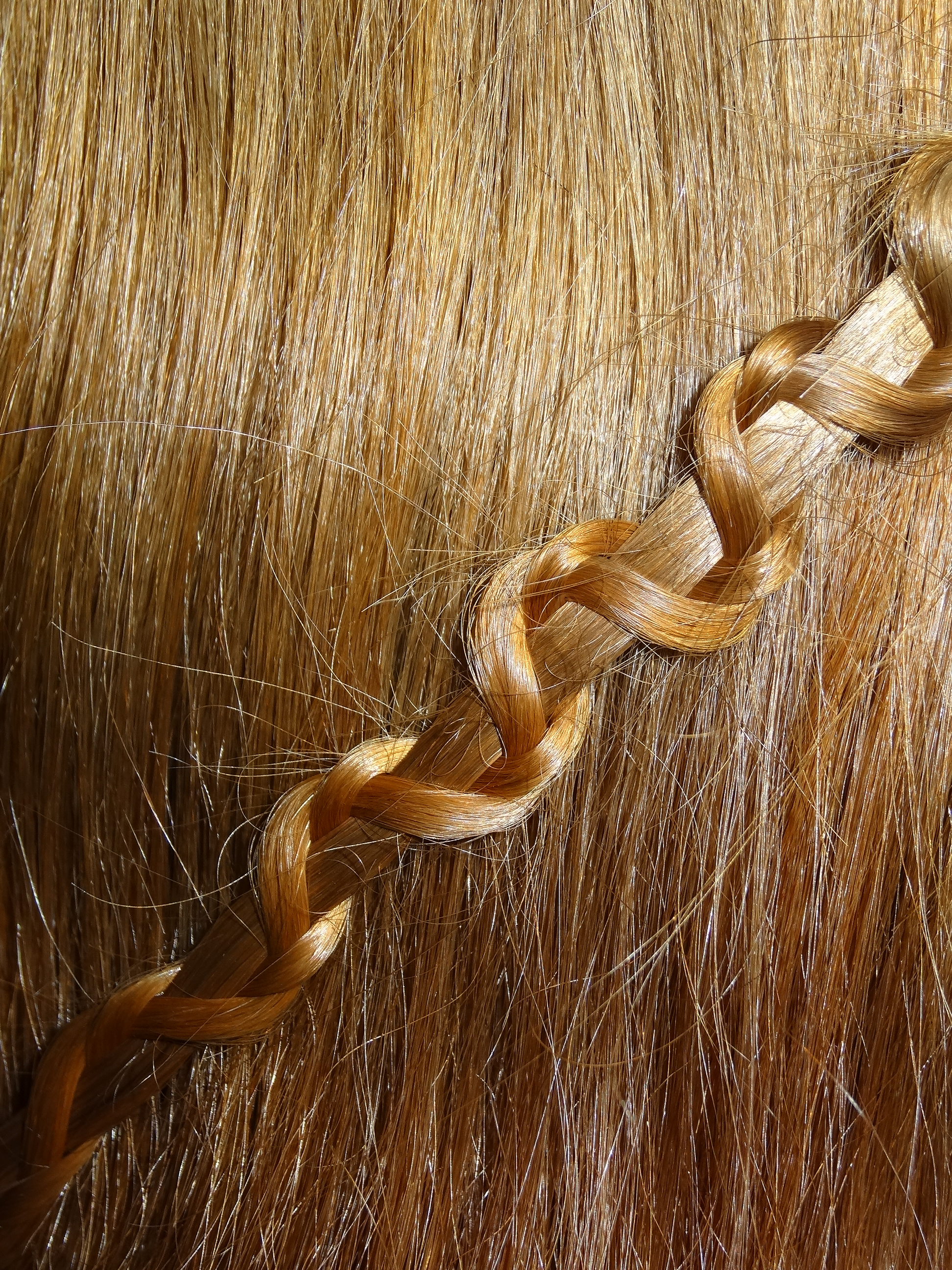
Snake Braid

## Geknüpfte Zöpfe

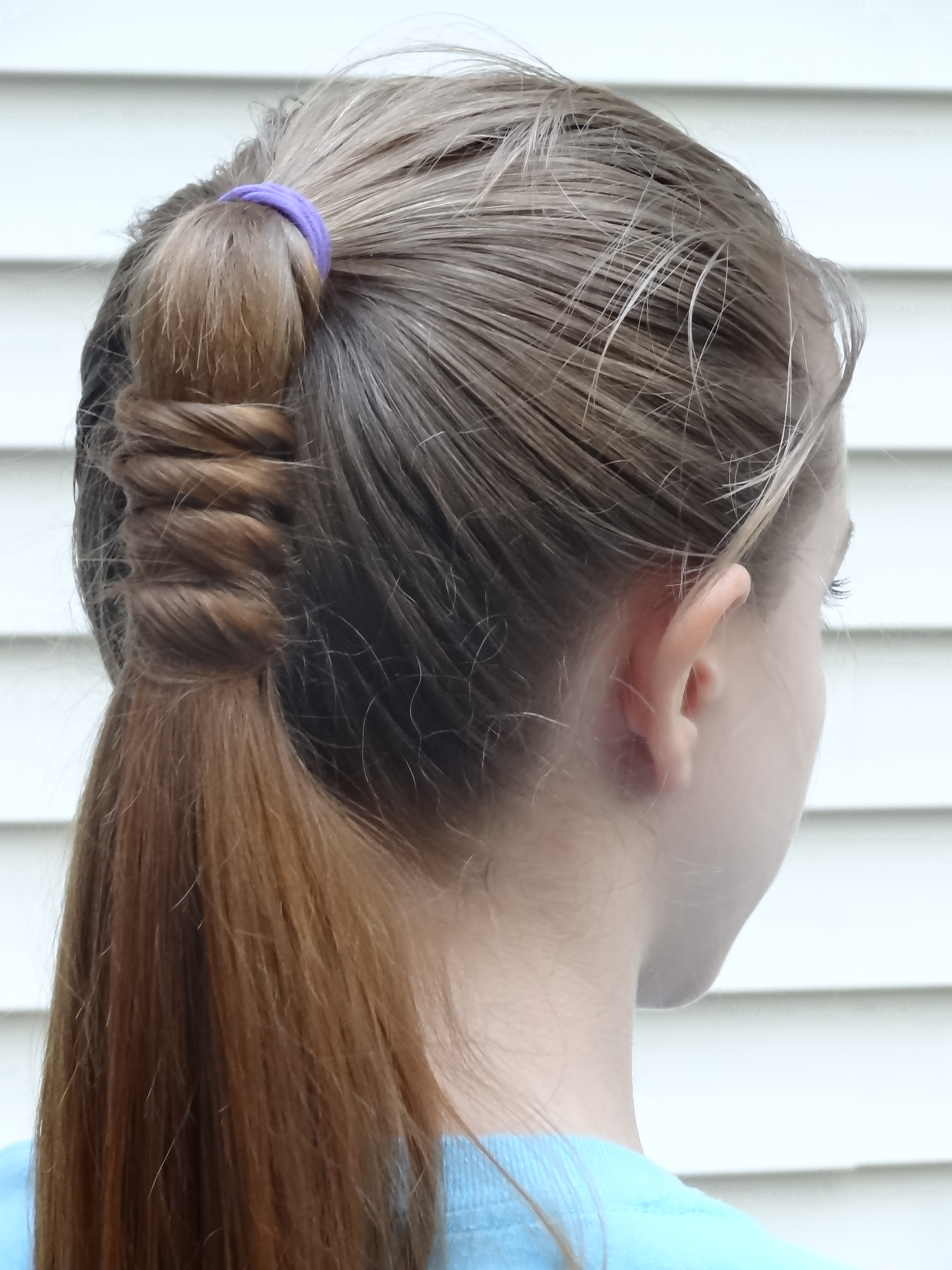
Umknoteter Pferdeschwanz

Gelegentlich werden in der Frisierkunst Knüpftechniken verwendet. Mit dem Knoten von Haarsträhnen können ornamentale Elemente geschaffen werden; häufig werden damit Pferdeschwänze geschmückt. Ebenso können Strukturen geknüpft werden, die geflochtenen oder eingeflochtenen Zöpfen nachempfunden sind. Selbst Häkelschlingen können verwendet werden; sie werden mit bloßen Fingern geknüpft.

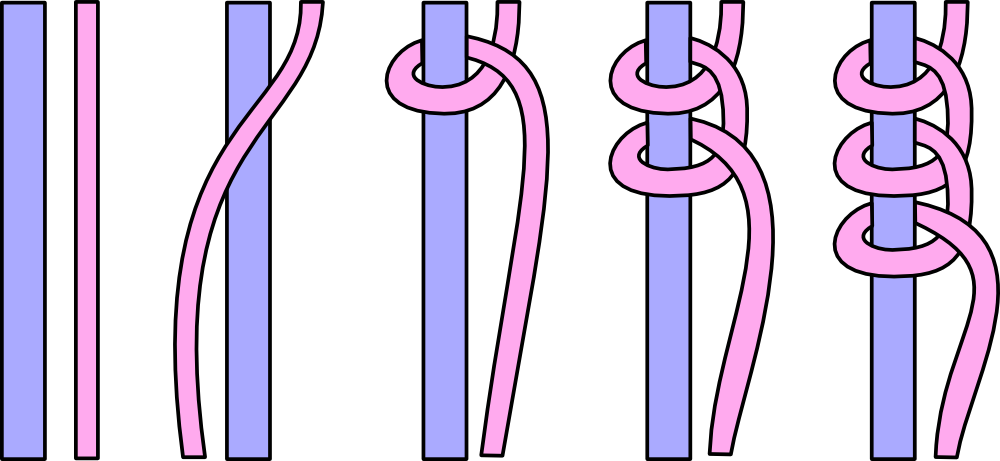
Mit dieser Knüpftechnik kann z. B. ein Pferdeschwanz verziert werden.
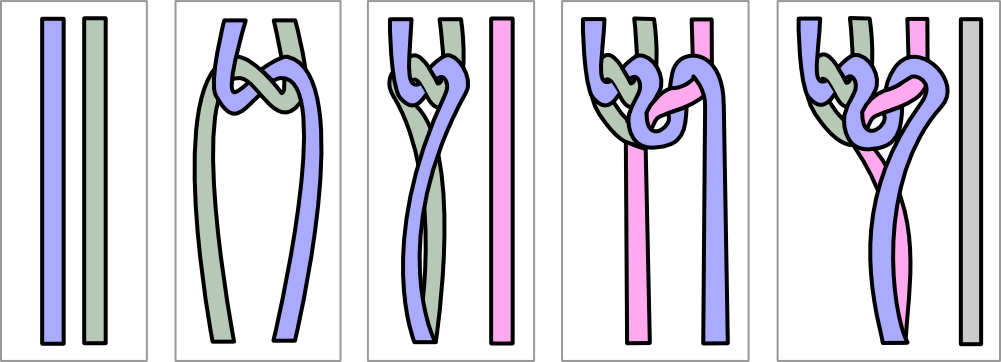
Knüpftechnik, die einen eingeknoteten Zopf liefert
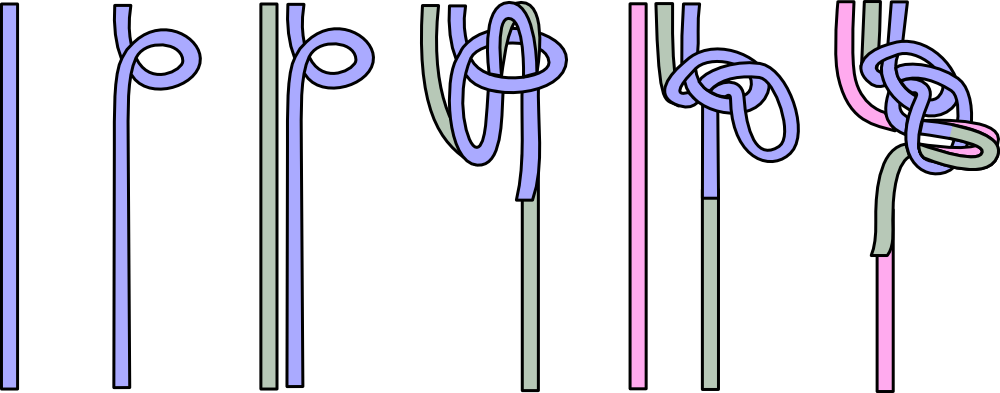
Diese Häkel-Technik ergibt ebenfalls einen eingeknoteten Zopf.

## Gedrehte Zöpfe

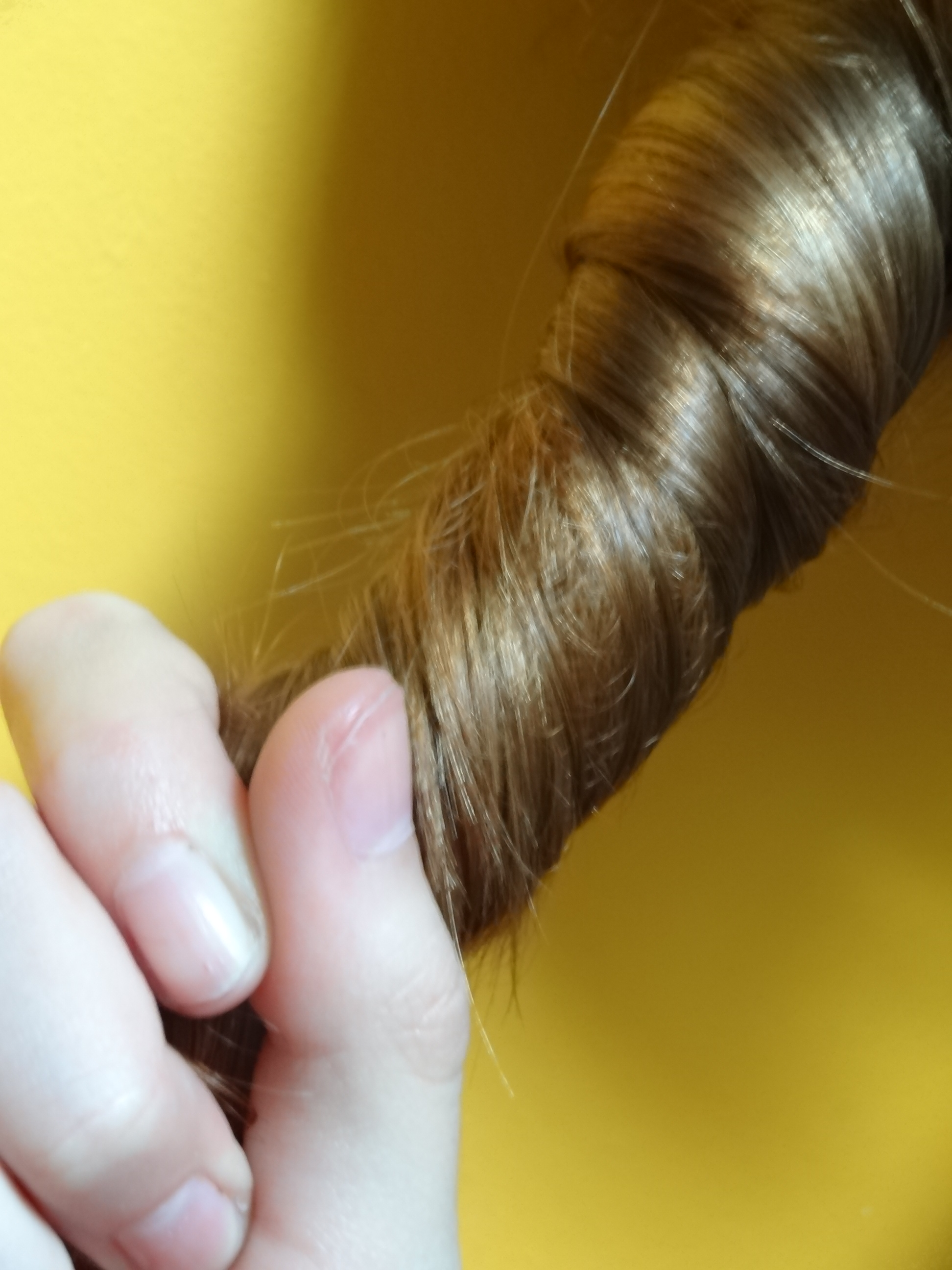
Gedrehtes Haar

Da gezwirnte Haarsträhnen dazu neigen, in ihren Ursprungszustand zurückzukehren, müssen sie entweder paarig geführt oder festgesteckt werden.
KordelzopfDieser Zopf, der engl. Rope braid genannt wird, besteht aus zwei Haarsträngen, die, während sie umeinander gewunden werden, in gleiche Richtungen aufgedreht (gezwirnt) werden. Diese Technik ist relativ einfach auszuführen, jedoch weniger stabil als ein geflochtener Zopf. Afrikanischstämmige Frauen verwenden diese Technik, um das gesamte Kopfhaar in viele feine Zöpfe aufzudrehen (Micro Twists, Senegalese Twists). Ebenso eignet sie sich jedoch für komplexere Frisuren.
Alternativer zweisträngiger ZopfBei dieser wenig bekannten Technik, die einen Zopf mit gewollt unregelmäßigem, geflochtenem Aussehen ergibt, werden zwei Stränge einige Zentimeter weit gegenläufig gezwirnt und schließlich zusammengelegt. Der vereinigte Strang wird so geteilt, dass zwei neue Stränge entstehen; diese werden wiederum gezwirnt usw.
Falscher FischgrätzopfDieser aus zwei gegenläufig verzwirnten Strängen bestehende Zopf ähnelt einem Fischgrätzopf, ist aber viel einfacher anzufertigen. Die beiden Stränge werden mit Haarnadeln zusammengehalten.

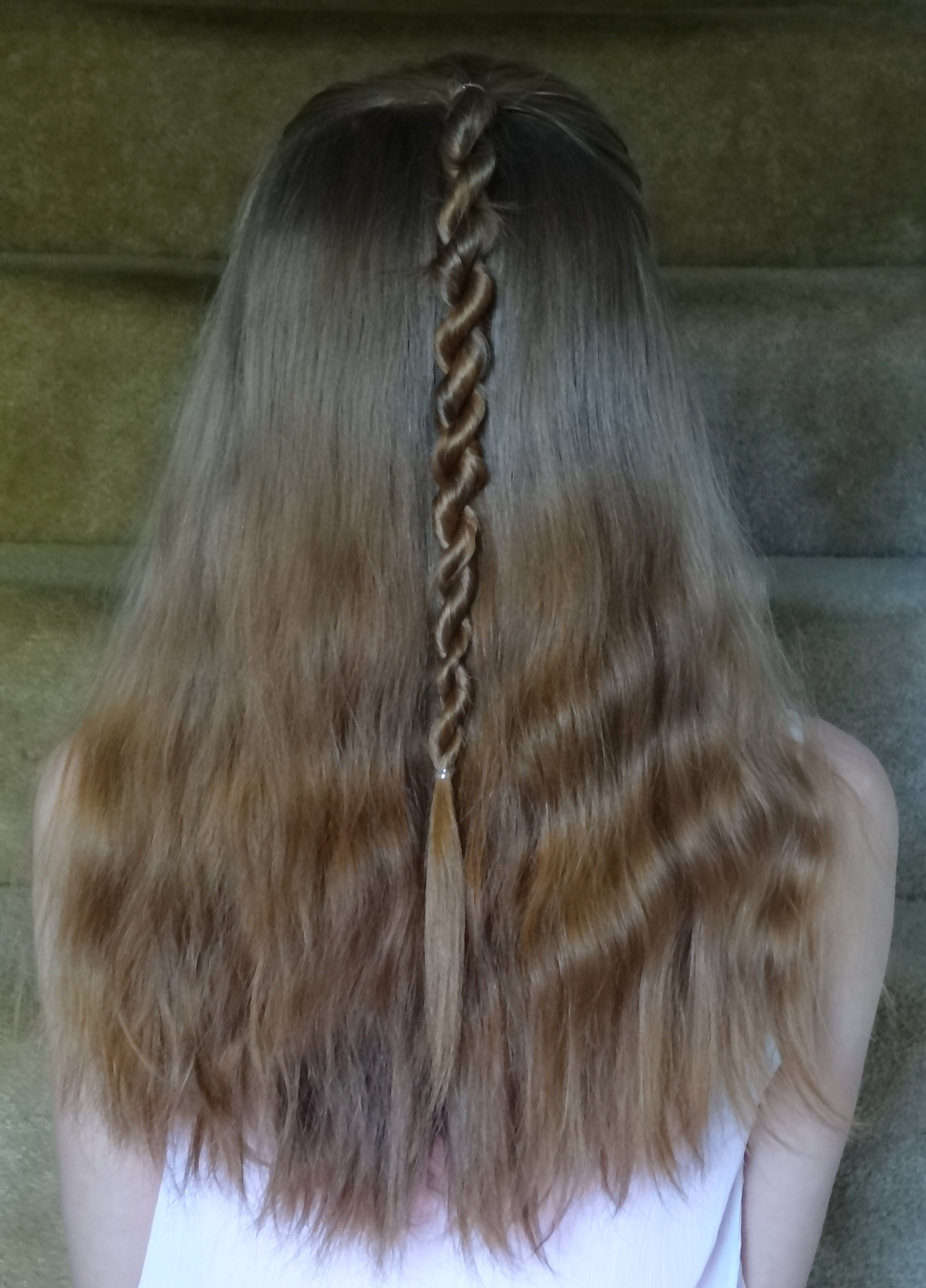
Kordelzopf
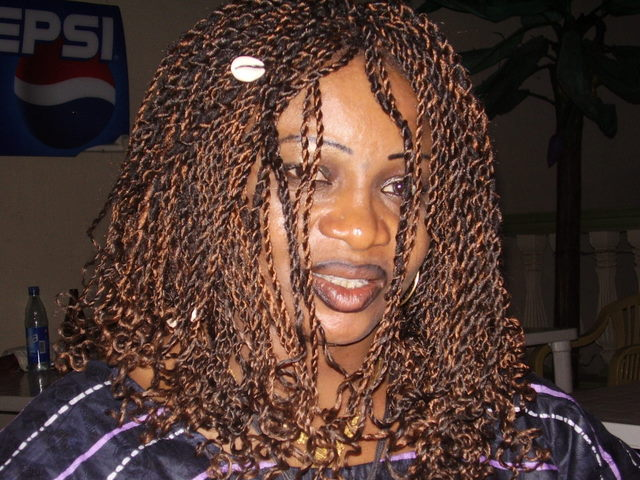
Senegalese twists
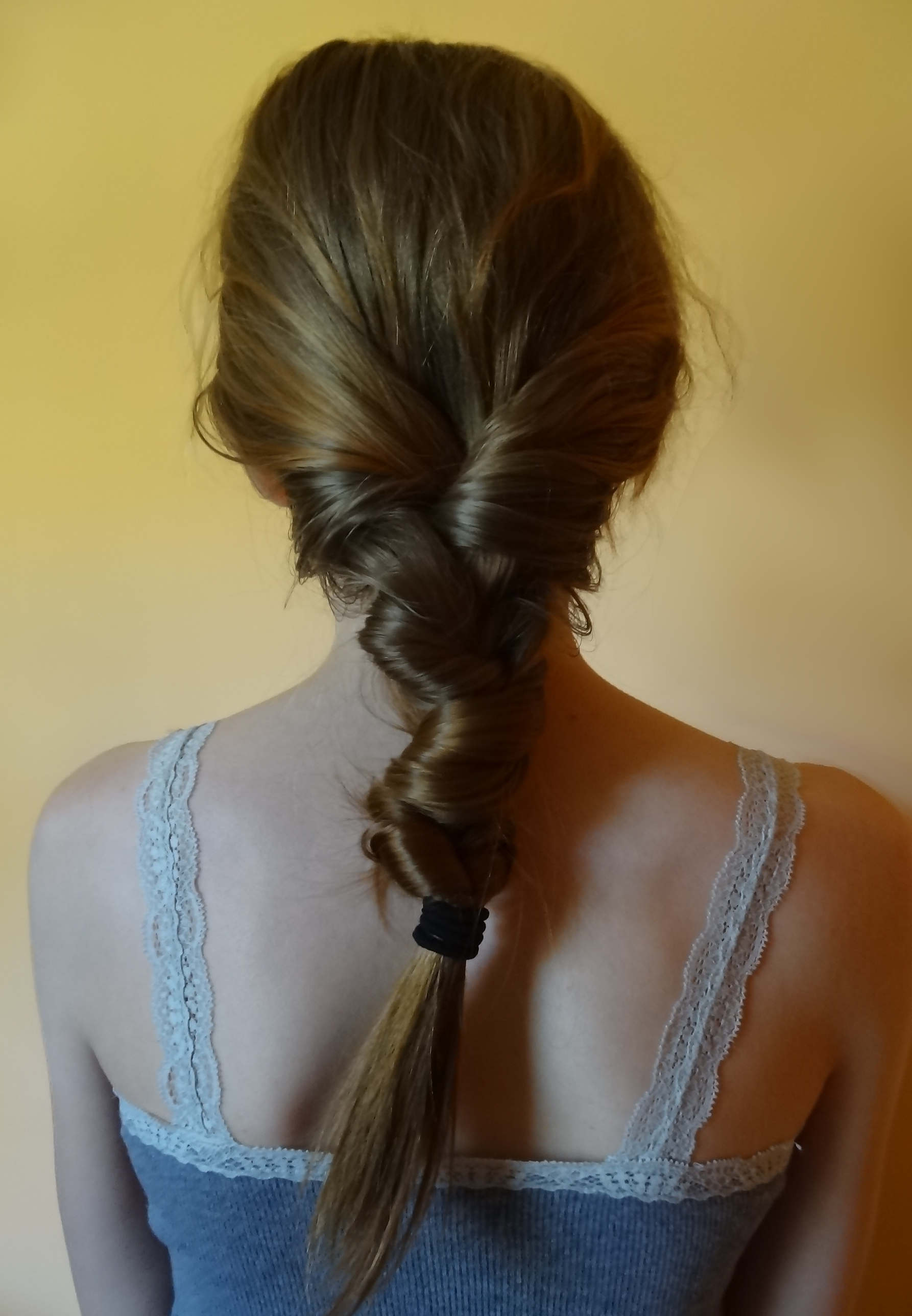
Zweisträngiger Zopf (alternative Technik)
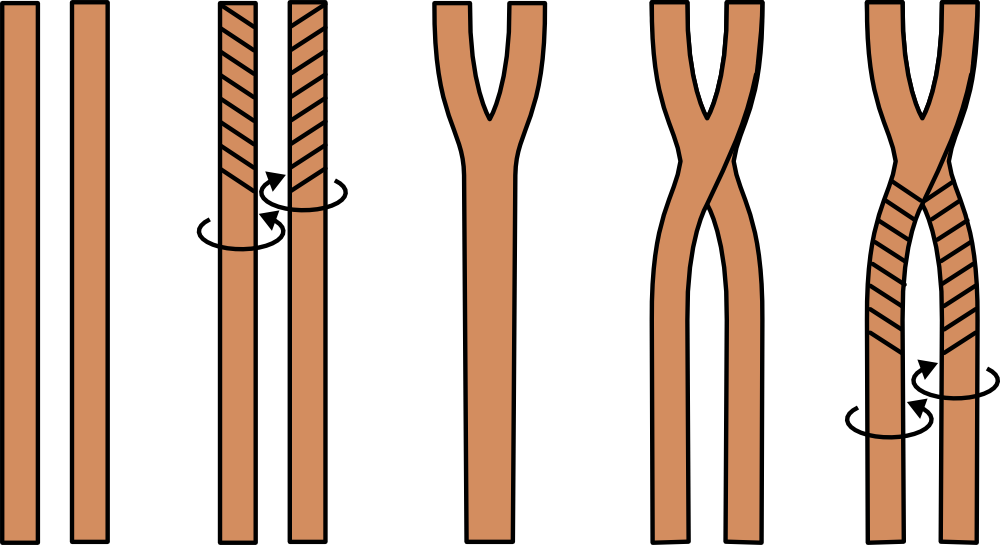
Alternative Technik
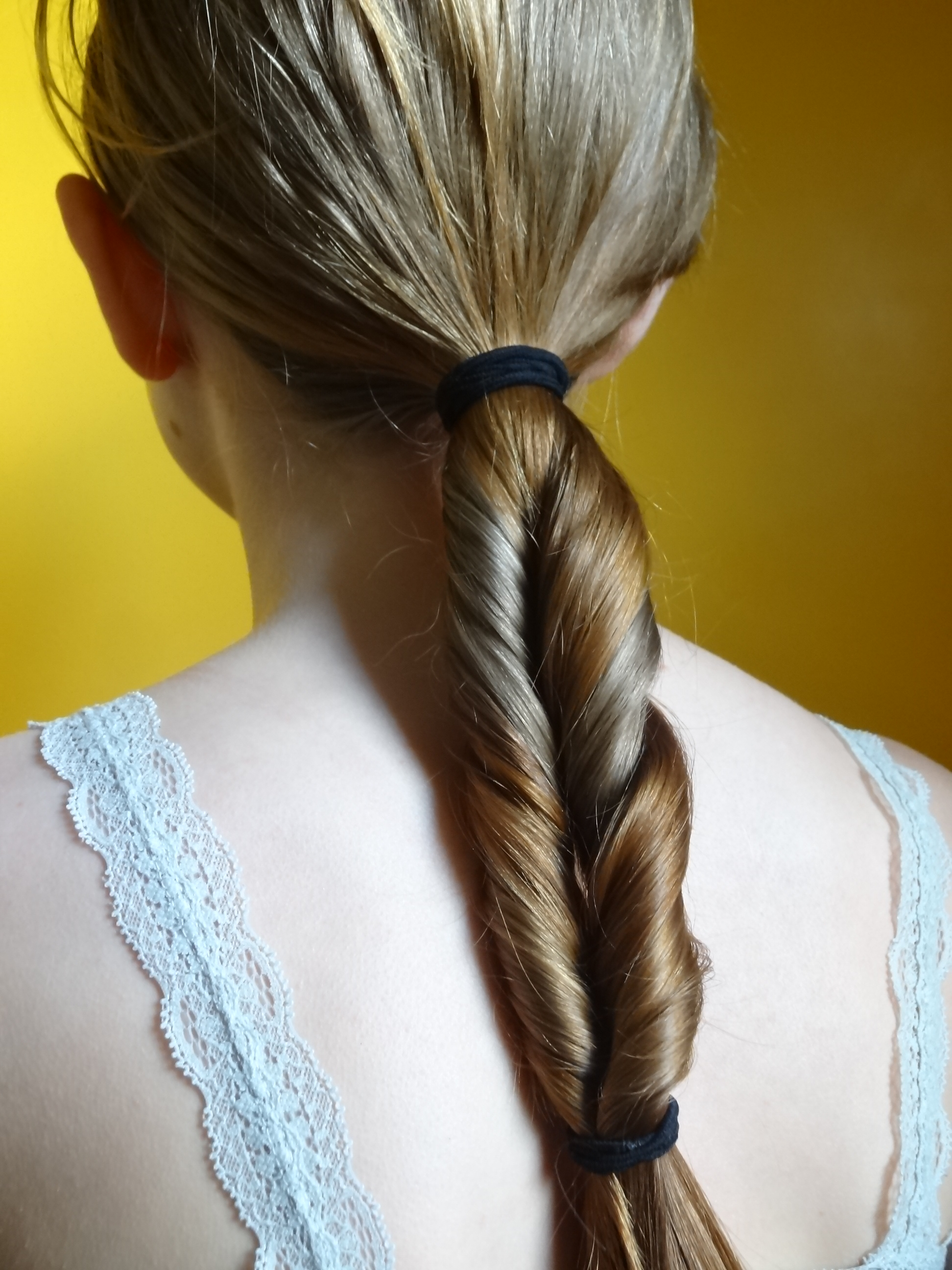
Falscher Fischgrätzopf

## Modifikationen am Zopfansatz
FlipHängende Zöpfe, wie Pferdeschwänze oder Nackenzöpfe, können „geflippt“ werden. Bei dieser Technik wird der mit einem Gummi locker zusammengebundene Zopf durch den hinter dem Gummi liegenden Zopfansatz gezogen. Auch komplexere Frisuren mit mehrfachen Flips sind möglich.
Umwickelter PferdeschwanzWenn das Haargummi verborgen werden soll, kann der Zopfansatz mit einer dünnen Haarsträhne umwickelt werden. Befestigt wird diese entweder mit einer verborgenen Haarnadel, oder sie wird mit einem Werkzeug durch das Gummi hindurch in den Pferdeschwanz gezogen. Der Pferdeschwanzansatz kann auch mit einem Flechtzopf umwickelt werden.
Für die Gestaltung eines Zopfansatzes bestehen daneben auch weitaus komplexere Möglichkeiten.

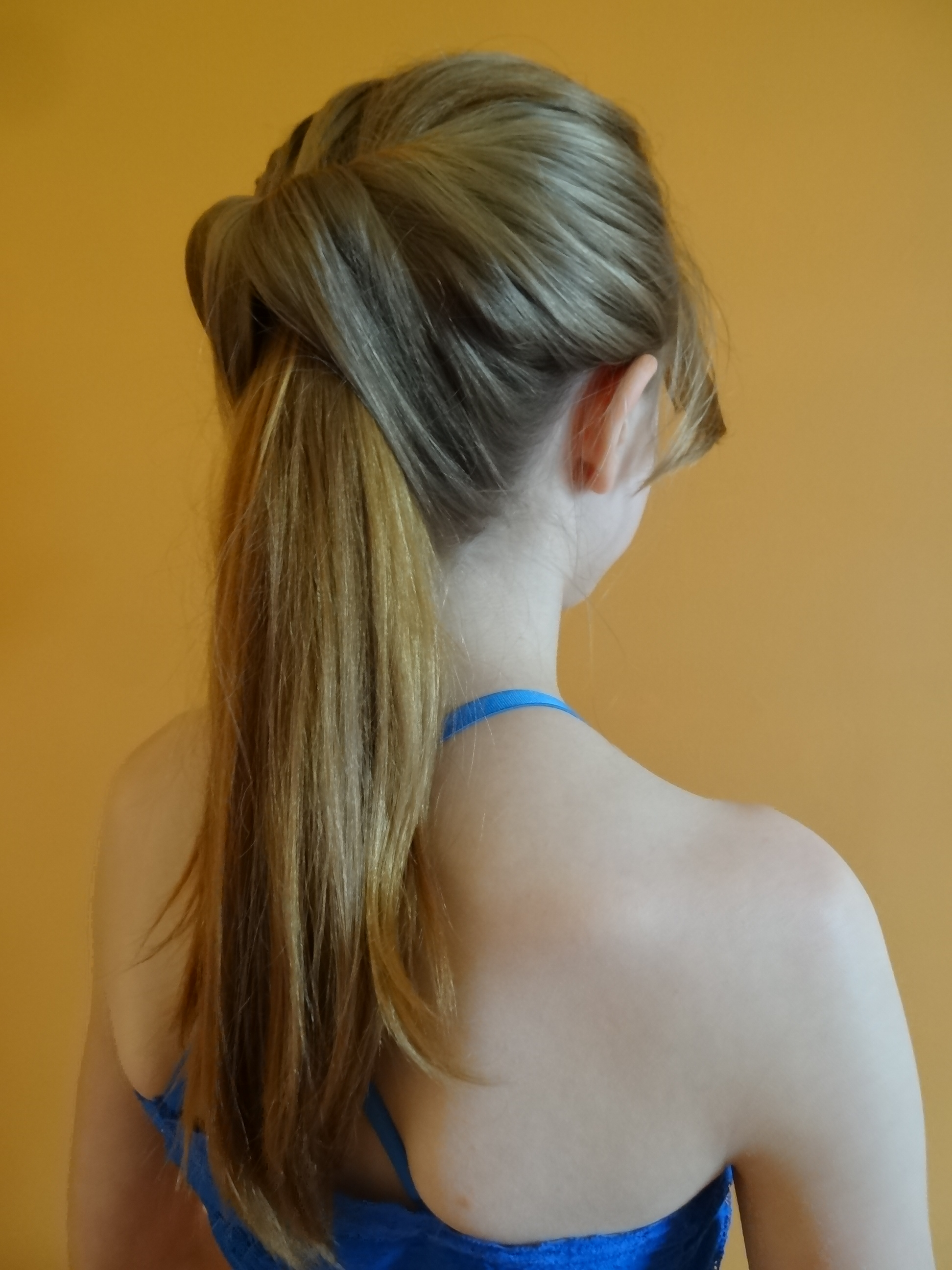
Flip
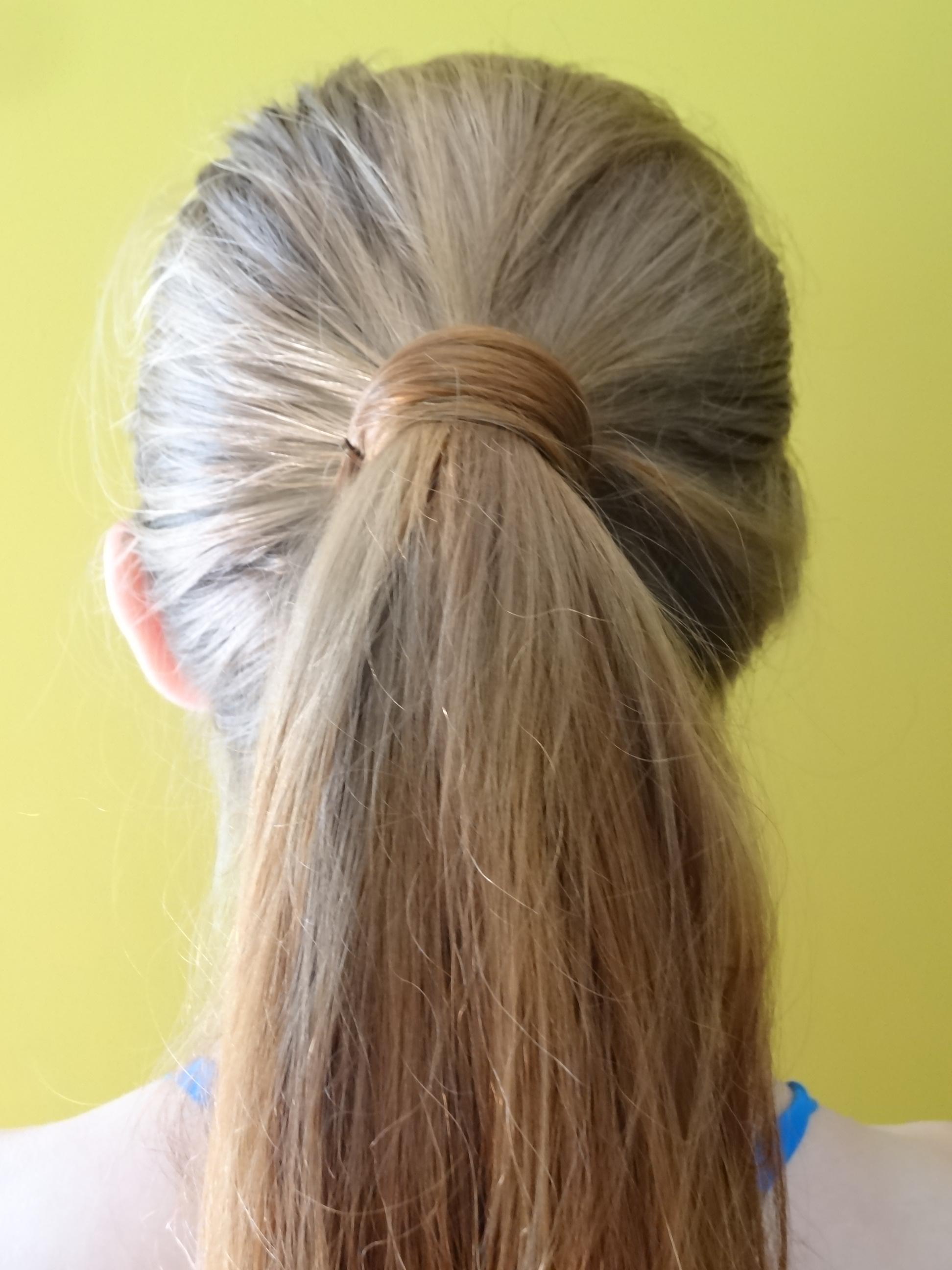
Umwickelter Pferdeschwanz

## Gezwirbelte Zöpfe

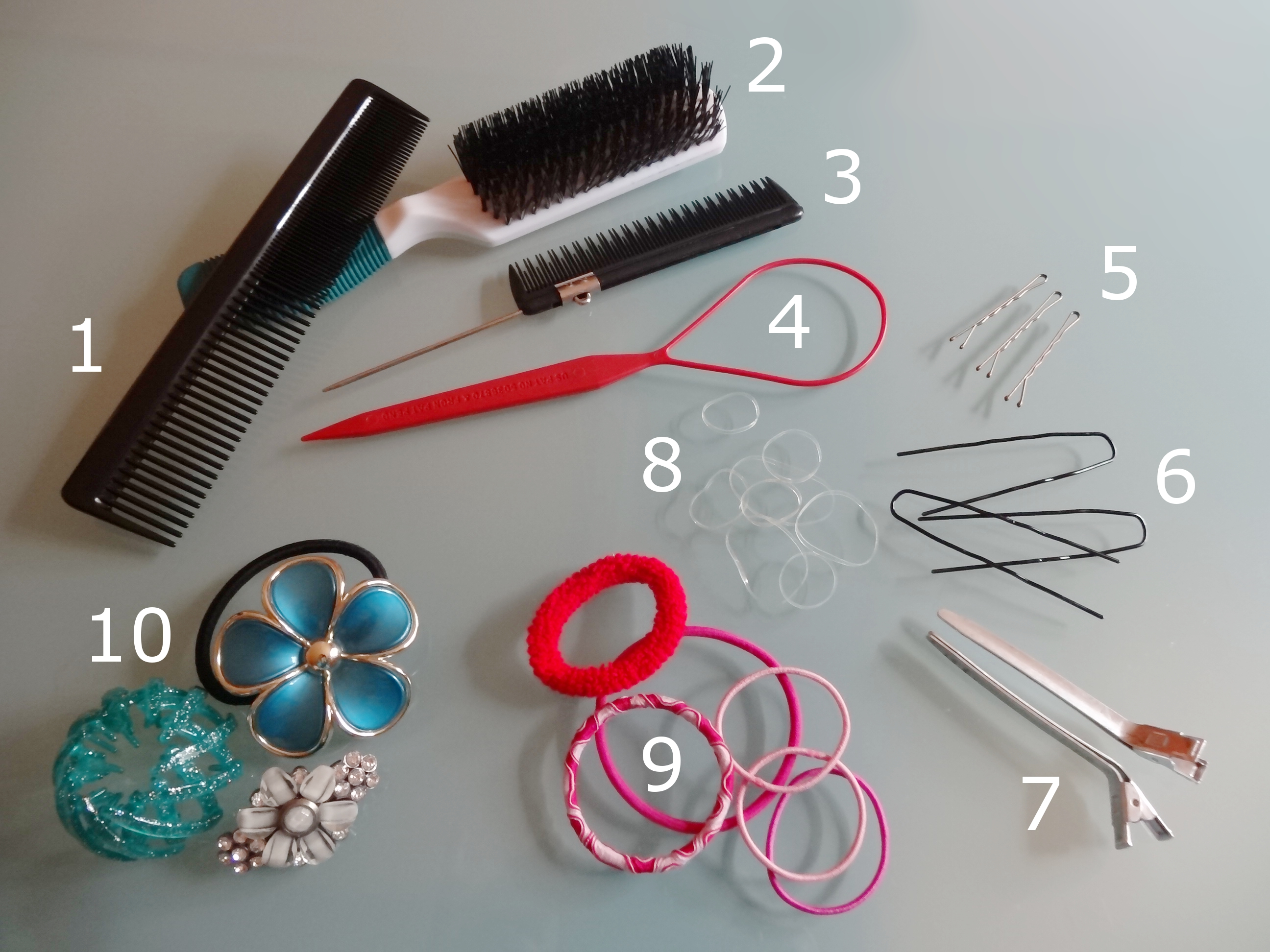
1. Kamm, 2. Bürste, 3. Stielkamm, 4. Fädler, 5. Haarklammern, 6. Haarnadeln, 7. Haarclips, 8. transparente Haargummis, 9. umwobene Haargummis, 10. Haarschmuck

Dreadlocks (auch kurz Dreads oder Filzlocken) werden durch die Verzwirbelung und anschließende Verfilzung der Haare zusammengehalten. Das Wort drückt im Englischen ursprünglich Abscheu aus (dread = Furcht, Grausen) – ein Verfilzen des Haares war als Folge nachlässiger Haarpflege bekannt. Noch im 19. Jahrhundert nahmen Ärzte an, das Verfilzen des Kopfhaares („Weichselzopf“) sei ein schwerwiegendes gesundheitliches Problem. Im 20. Jahrhundert erfuhr das Wort Dreadlocks einen Konnotationswandel und wird seitdem rein deskriptiv verwendet. Dreadlocks sind in vielen Kulturen verbreitet; innerhalb des deutschen Sprachraums ist diese Haartracht vor allem durch die jamaikanischen Rastafaris geläufig.

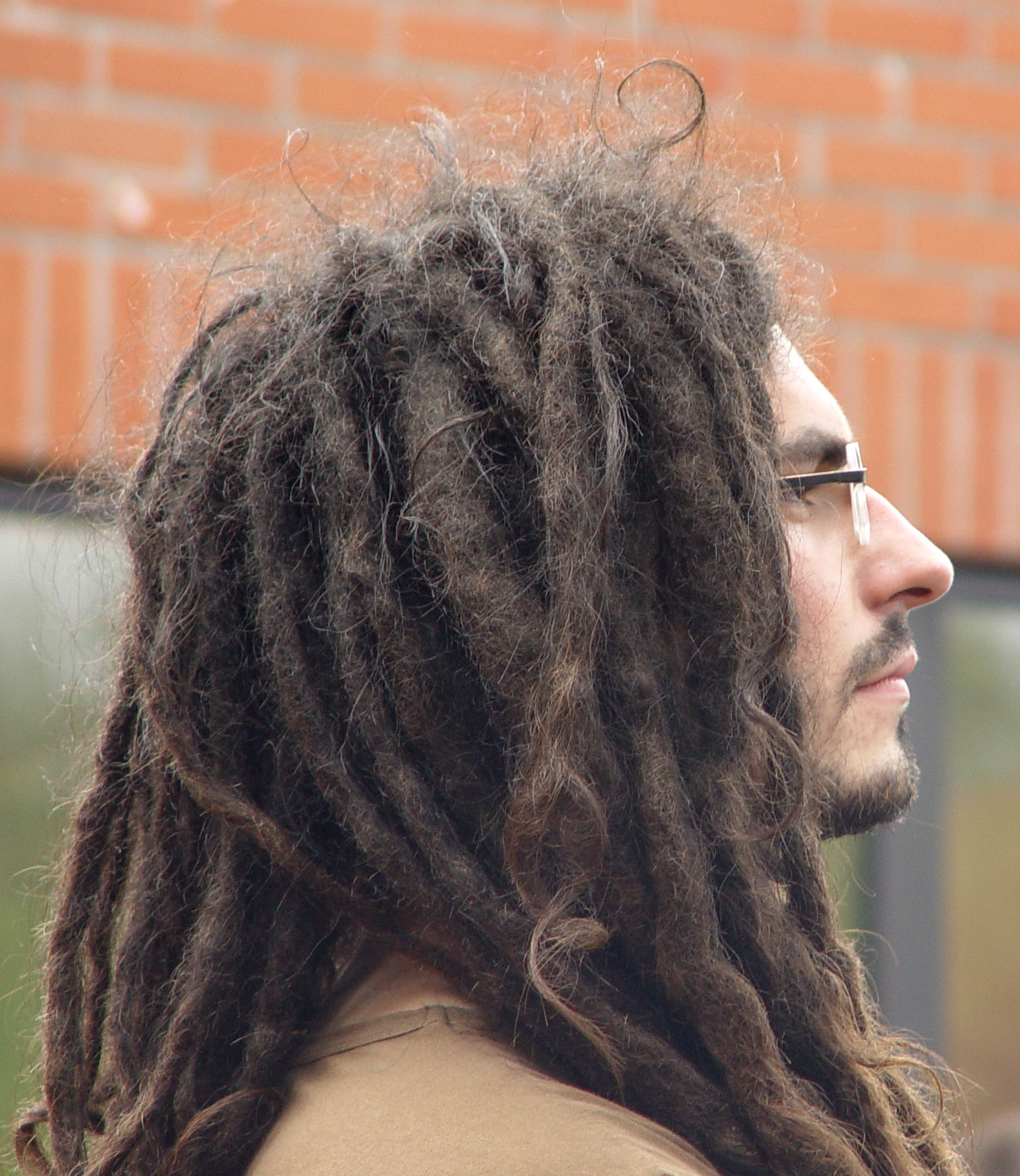
Mann mit Dreadlocks
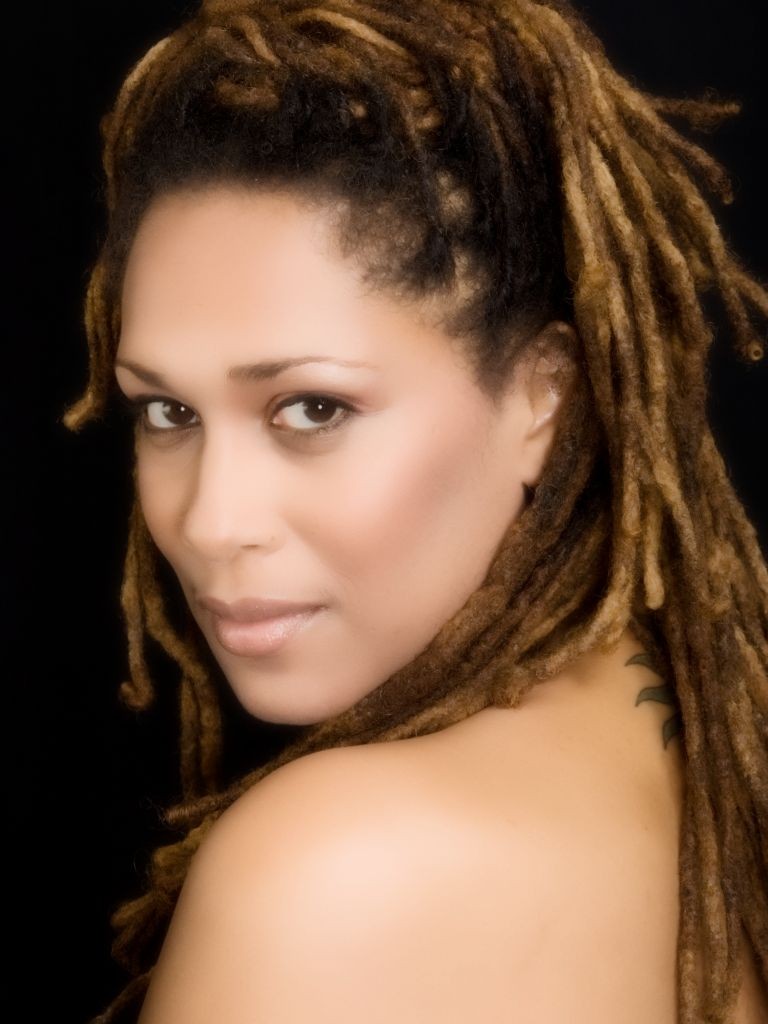
Frau mit Dreadlocks
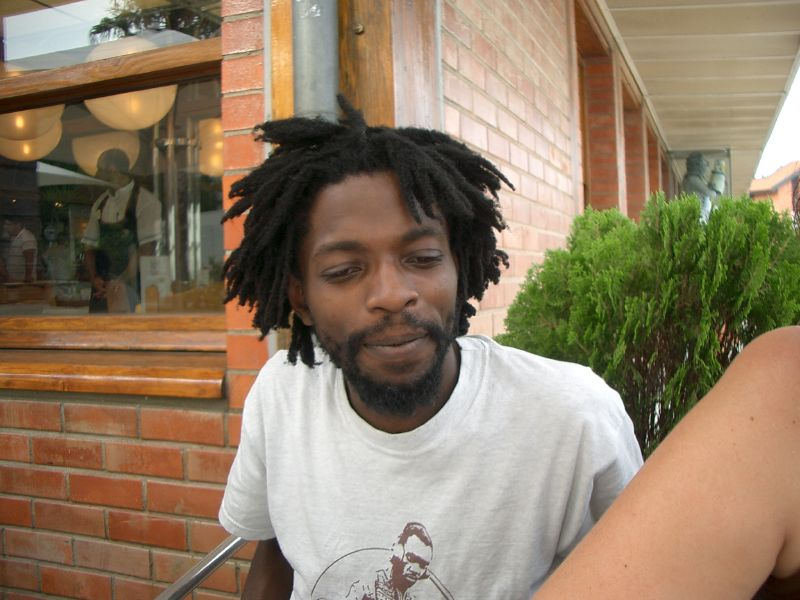
Kurze Dreadlocks

## Hilfsmittel
Zu den Hilfsmitteln, die bei der Anfertigung von Zöpfen verwendet werden, zählen Kamm und Haarbürste, mit denen das gesamte Kopfhaar von Knoten befreit und geglättet wird. Besonders bei Kindern empfiehlt sich die Verwendung einer großen (Spezial-)Bürste mit möglichst vielen elastischen Borsten. Die Spitze eines Stielkammes kann verwendet werden, um Stränge, die geflochten werden sollen, sauber vom übrigen Haar zu scheiteln. Mit Haarclips wird Haar, mit dem gerade nicht gearbeitet wird, aus dem Arbeitsfeld herausgehalten.
Haargummis halten an Pferde- und Rattenschwänzen den Zopfansatz. An geflochtenen, geknoteten und gedrehten Zöpfen halten sie das gearbeitete Werk zusammen. Umwobene Haargummis sind reißfester als nicht ummantelte und können, weil sie sich nicht am Haar festbeißen, später leichter entfernt werden. Ein weiteres Kriterium für die Wahl der Gummiart ist das gewünschte Aussehen. Zum Binden von Zöpfen werden auch vielfältige dekorative Elemente wie z. B. Zopfspangen eingesetzt.
Mit Haarklammern und Haarnadeln werden Haarkränze, Knoten, Schnecken und Ähnliches festgesteckt und zusammengehalten. Haarklammern werden aber auch verwendet, um widerspenstige Strähnen in einen Zopf zurückzustecken. Das Fädelwerkzeug kann vielfältig eingesetzt werden; unter anderem erleichtert es die Anfertigung eines Flips. Ebenso kann es jedoch zum Haarweben oder zum Verbergen von Strähnen verwendet werden, die beim Flechten vielleicht vergessen worden sind.

## Der Zopf in Erotik und Psychoanalyse
Manche Fetischisten empfinden Zöpfe als starkes erotisches Stimulans. Am häufigsten wird in diesem Zusammenhang der straff und möglichst von der Stirn bis in den Nacken geflochtene französische Zopf genannt.
Bereits im älteren psychiatrischen Schrifttum ist vereinzelt von Fetischisten die Rede, die, um in den Besitz des begehrten Objekts zu gelangen, weibliche Zöpfe abschnitten. So schildert etwa der Schweizer Psychiater Auguste Forel den Fall eines Berliner Zopfabschneiders aus dem Jahre 1906, bei dem 31 Zöpfe gefunden wurden. Um ein tieferes Verständnis des Haarfetischismus hatte Richard von Krafft-Ebing sich bereits im ausgehenden 19. Jahrhundert bemüht.
In der psychoanalytischen Literaturinterpretation dagegen beschäftigen Autoren sich mit Zopfabschneidern bis heute. Einschlägiges Interesse hat z. B. eine Episode in Ernest Hemingways Roman Wem die Stunde schlägt erregt. Sigmund Freud hatte in Totem und Tabu (1913) das Haarabschneiden als symbolische Kastration gedeutet. Einige Autoren sind ihm später darin gefolgt und haben im Zopf einen Penisersatz gesehen. Andere wiederum interpretierten Zöpfe als Symbol der Jungfräulichkeit und das Entflechten bzw. Abschneiden des Zopfes als Symbol der Defloration.